# Légion étrangère
 (mars 2025).
 (mars 2025).
Si vous disposez d'ouvrages ou d'articles de référence ou si vous connaissez des sites web de qualité traitant du thème abordé ici, merci de compléter l'article en donnant les références utiles à sa vérifiabilité et en les liant à la section « Notes et références ».
 (mars 2022).
Pour les articles homonymes, voir Légion étrangère (homonymie) et Légion.

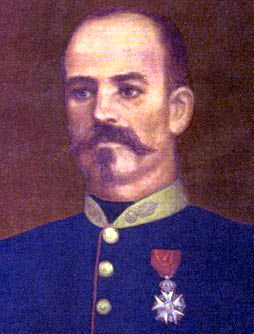
Portrait du capitaine Jean Danjou, Musée de la Légion étrangère, Aubagne en France.

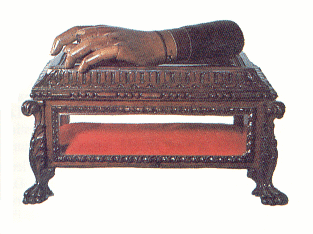
Relique de la main en bois du capitaine Danjou, Aubagne, Musée de la Légion étrangère.

Grenade à 7 flammes de la Légion étrangère.

Logotype de la Légion étrangère.

La Légion étrangère est une troupe d’assaut, une force combattante de l'Armée de terre française disposant d'un commandement particulier et présente en tant que subdivision d'arme au sein des armes de l'infanterie, de la cavalerie, du génie et des troupes aéroportées. Elle est indépendante du point de vue de son recrutement.
La Légion étrangère a été créée en 1831 par le roi Louis-Philippe Ier afin de l’employer en Algérie, pour permettre l'incorporation de soldats étrangers dans l'Armée française. Elle fait partie du 19e corps d'armée, communément appelée sous le vocable d'armée d'Afrique. Elle hérite des traditions des anciennes Légions : Légion italique, Légion des Francs du Nord, Légions polonaises, Légion portugaise et Légion irlandaise. En 1805, des unités étrangères hétérogènes ont été créées : le régiment de la Tour d’Auvergne, le régiment d’Isembourg, le régiment de Prusse et le bataillon d’Irlande. Ils deviendront, en 1811, les quatre premiers régiments étrangers. Pendant les Cent-Jours, leur nombre sera doublé. En 1815, ces huit régiments étrangers de la Grande Armée formeront par ordonnance royale la Légion royale étrangère. Puis au gré de son démembrement, en 1818, la Légion royale devient la Légion d'Hohenlohe avant de décliner en 1821 pour devenir le régiment d'Hohenlohe du nom de son chef, le prince Louis Aloÿs de Hohenlohe-Waldenbourg-Bartenstein, un maréchal français de nationalité autrichienne. Ce régiment est dissout le 5 janvier 1831 mais le 10 mars de la même année, une nouvelle ordonnance royale fait ressusciter la Légion étrangère pour armer l’Armée d’Afrique déployée en Algérie.
L'engagement dans la Légion est réservé aux hommes dont l'âge est compris entre 17,5 et 39,5 ans (dérogation possible). Elle a compté, depuis sa création jusqu'en 1963, plus de 600 000 soldats dont une majorité d'Allemands, suivis de trois fois et demie moins d'Italiens, puis de Belges, mais aussi de Français, d'Espagnols et de Suisses. De nombreuses autres nationalités sont représentées, comme les ressortissants des pays d'Europe de l'Est et des Balkans, majoritaires dans les années 2000. Le prestige de ce corps d'élite suscite l'engagement. Cet attrait et, dans le passé, les soubresauts historiques (conflits mondiaux, crises économiques ou politiques) ont contribué à un recrutement plus spécifique : Espagnols à l'issue de la guerre d'Espagne, Allemands après 1945, Hongrois en 1956.
Les légionnaires, surnommés également les képis blancs, de la couleur de leur coiffe, blanchie sous le soleil, ont acquis leur notoriété lors des combats menés sur les champs de bataille du monde entier, notamment dans le cadre des conquêtes coloniales, des deux guerres mondiales, et des guerres d'Indochine et d'Algérie. La Légion est une unité combattante qui intervient partout dans le monde. Si sa principale mission est le combat, elle participe également à des missions de protection des populations, de maintien de la paix ou de coopérations au profit des gouvernements étrangers liés à la France par des accords.
Les traditions à la Légion étrangère constituent un ciment pour ce corps qui se traduisent par les détails vestimentaires, les emblèmes et symboles spécifiques, les chants et musiques, et enfin par ses fêtes particulières. Son image auprès du grand public et des artistes est à l'origine de nombreuses œuvres dans tous les domaines : musique, cinéma, peinture, sculpture et littérature. Le code d'honneur du légionnaire dicte la conduite de ces hommes au quotidien, en temps de guerre comme en temps de paix.

## Histoire

### Création
La Légion étrangère est fondée le 10 mars 1831 par Louis-Philippe Ier pour la conquête de l'Algérie.
Elle se forme à partir des soldats de métier sans emploi après les guerres impériales et des révolutionnaires de tous les pays d'Europe qui ont trouvé refuge en France.

### Conquête de l'Algérie (1830-1849)

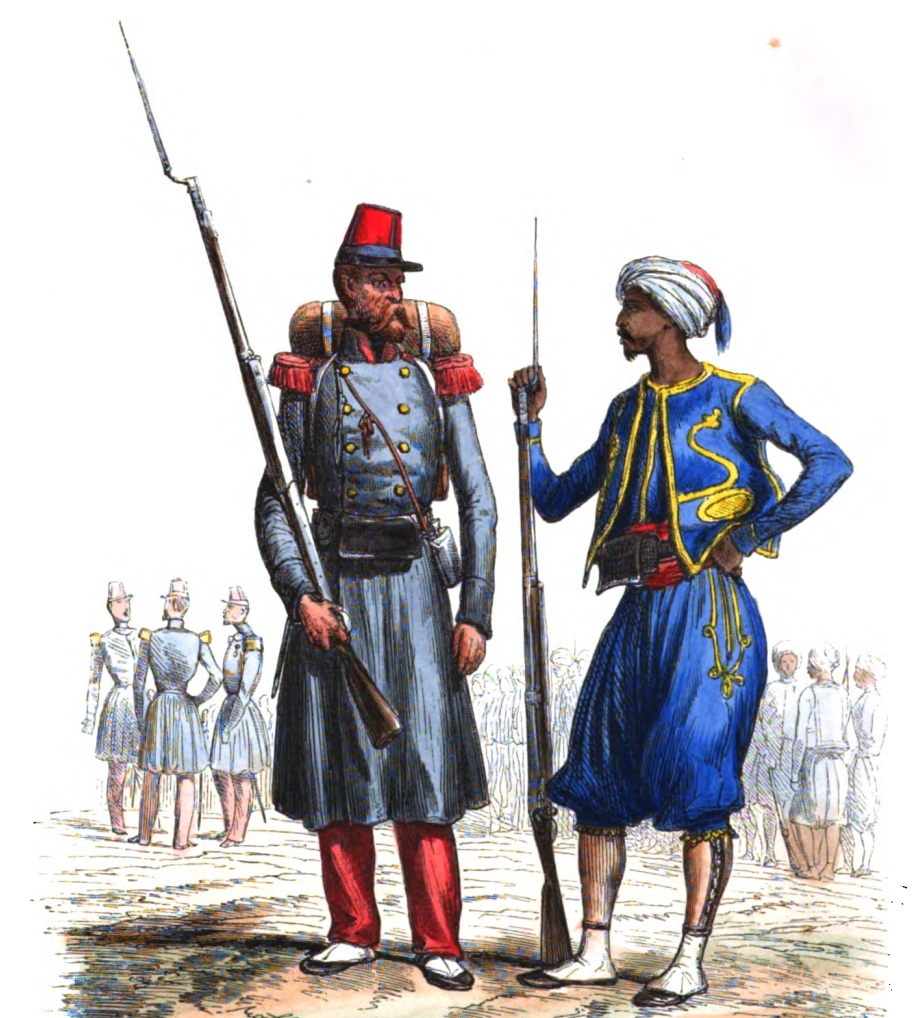
Légion étrangère et tirailleurs indigènes vers 1840.

Créée pour combattre « hors du territoire continental du Royaume », la Légion étrangère est stationnée en Algérie, où elle participe à la conquête et à la mise en valeur du territoire. En 1832, la Légion est employée à l'assèchement des marais dans la région d’Alger. Les 1er et 3e bataillons s’emparent d’une redoute à Maison-Carrée, aujourd’hui El-Harrach, quartier au sud-est d’Alger. Pour sécuriser la zone, 300 légionnaires campent près du marabout de Sidi Mohamed Tittery lorsque la tribu des El Ouffia s’agite. Le 23 mai, une colonne, sous les ordres du commandant Salomon de Mussis, comprenant 27 légionnaires commandés par le lieutenant Châm et 25 chasseurs d’Afrique, patrouille dans la région. Le commandant pousse une reconnaissance avec les chasseurs et laisse les légionnaires au bivouac. Les légionnaires sont attaqués par 75 cavaliers arabes. Le petit détachement est exterminé. Le lieutenant Châm est le premier officier de Légion mort au combat.
En 1834, les Espagnols du 4e bataillon sont démobilisés et autorisés à rentrer dans leur pays, en proie à la guerre civile. Le 7e bataillon est ramené à Oran et prend alors le numéro 4. En 1849, le 1er bataillon participe activement au siège et à la prise de Zaatcha.

### Guerres carlistes (1835-1839)
En 1835, elle est cédée à l'Espagne pour soutenir la reine Isabelle II dans sa lutte contre la rébellion carliste,.
Au cours de cette campagne, va être mis en application le principe de l'amalgame. Peu satisfait du système des bataillons par nationalité, le général Bernelle va brasser les légionnaires dans les unités, quelles que soient leurs origines, et imposer le français comme langue de commandement.

### La Crimée (1854-1856)

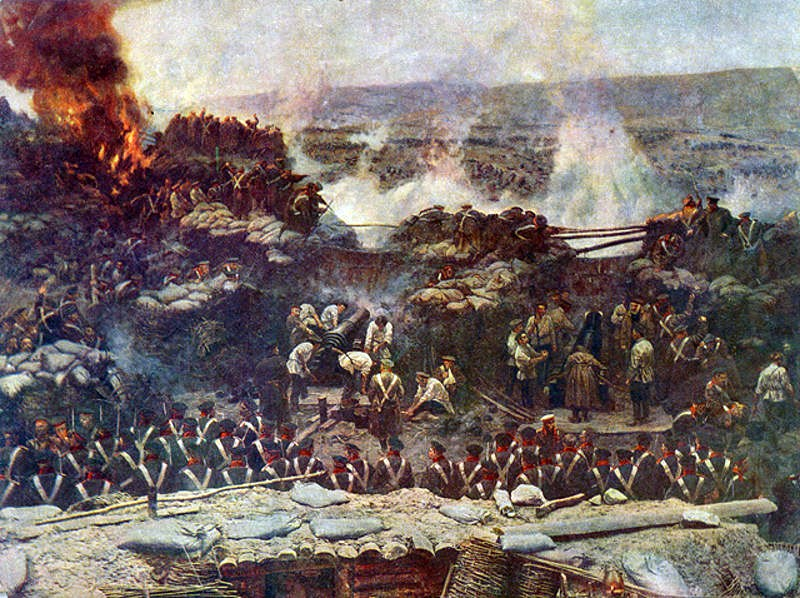
Siège de Sébastopol (1854-1855) par Franz Roubaud (détail).

La Légion étrangère participe au siège de Sébastopol.

### Campagne d'Italie (1859)
La Légion étrangère participe aux batailles de Magenta et de Solferino.

### Expédition du Mexique (1863-1867)
Pendant l'expédition du Mexique, la Légion étrangère participe à la bataille de Camerone. Cet acte est considéré comme un symbole et comme un modèle de comportement au combat dans toute la Légion.

### Guerre franco-prussienne de 1870
Lors de la Guerre franco-allemande de 1870, la Légion fait partie de l’Armée de la Loire et combat devant Orléans, puis Belfort.

### Troisième République
Elle accueille des jeunes Alsaciens-Lorrains qui refusent de servir dans l’armée allemande.

### Tonkin (1883-1885)
La Légion étrangère participe à la conquête du Tonkin.

### Dahomey (1892-1894)
La Légion participe à plusieurs batailles pendant la conquête du Dahomey par la France.

### Soudan français et Niger (1892-1894)
La Légion est déployée au Soudan français.
La Légion est déployée à Madagascar de 1895 à 1905.

### Première Guerre mondiale (1914-1918)

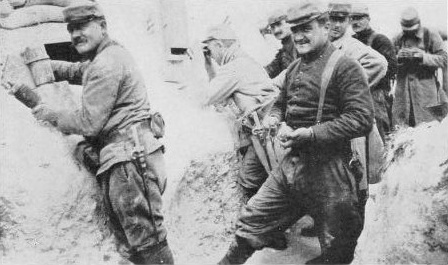
Américains dans la Légion étrangère (1916).

La Légion est à l'oeuvre au Maroc quand la Première Guerre Mondiale se déclenche.
En 1914, la Légion est renforcéé par 8 000 étrangers, engagés volontaires pour la durée de la guerre, constituent quatre régiments de marche, regroupés le 11 novembre 1915 en un seul corps : le Régiment de marche de la Légion étrangère.

### Entre-deux-guerres
La Légion est engagée en Syrie dans la cadre des mandats confiées par la SDN et au Maroc. Elle participe à la bataille de Rachaya.

### Seconde Guerre mondiale (1939-1945)

#### Drôle de guerre
La Légion augmente ses effectifs jusqu’à atteindre 48 900 hommes au début de l’année 1940.

#### Campagne de France
Certaines unités disparaissent en mai 1940, d’autres sont dissoutes à l’armistice.

#### France libre
Certains légionnaires choisissent la France Libre et rejoignent la 13e DBLE. Par la suite, ils sont rejoints par les régiments d’Afrique du Nord et participent ensemble à la campagne de la libération du territoire national et la campagne d’Allemagne.

### Décolonisation

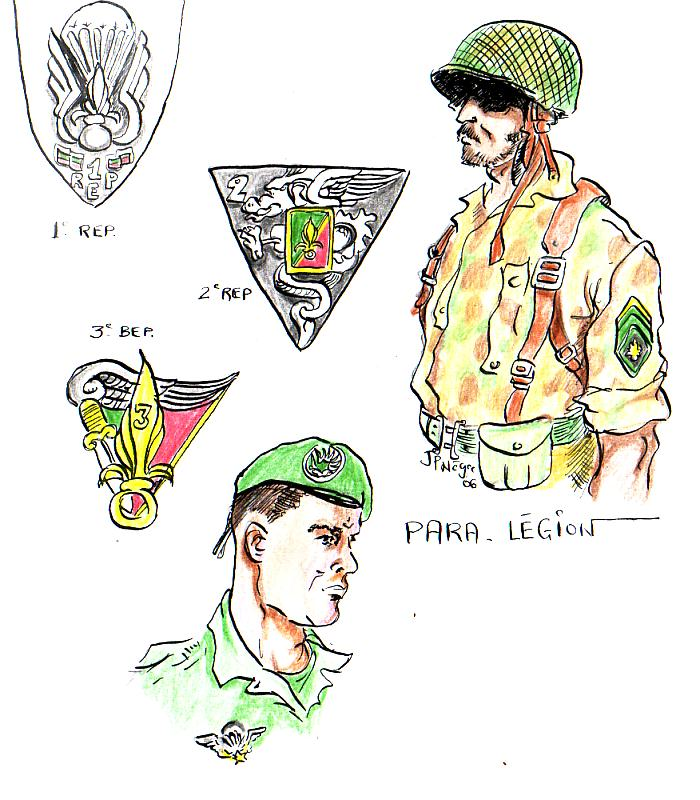
Parachutistes de la Légion, entre 1950 et 1970.

La Légion participe aux Guerre d'Indochine et d'Algérie.

### Depuis 1962
La Légion est basée en Métropole.
Elle intervient à Loyada en 1976, à Kolwezi et au Tchad en 1978, à Beyrouth en 1983-1984 et forme une partie de la Division Daguet, lors de la première Guerre du Golfe,.

### XXIesiècle
Au cours de l'année 2003, les unités de la Légion étrangère ont été déployées en Afghanistan, dans le cadre de l'opération PAMIR.
La légion participe à l'opération Sentinelle.

## Faits d'armes

### Siège de Constantine (1837)

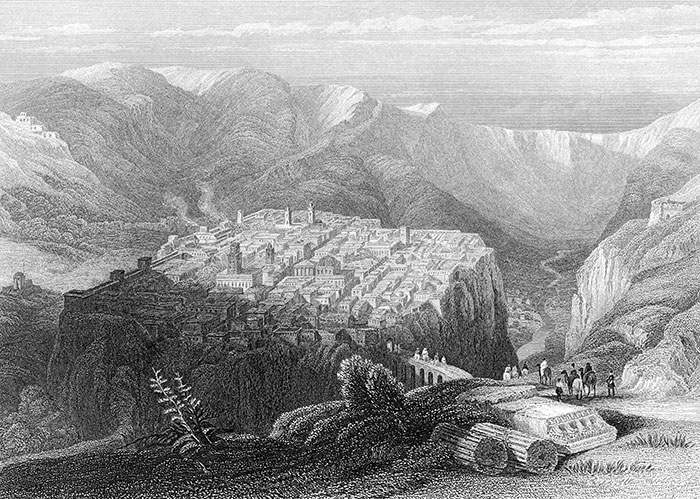
Constantine (Algérie) (1840).

Le 5 octobre, l'armée arrive à Constantine. Le 13 octobre, après une forte résistance, la ville finit par tomber sous les assauts des Français, qui subissent toutefois de lourdes pertes. Au terme de deux jours de combats, les troupes, sous le commandement du lieutenant-colonel Louis Juchault de Lamoricière, pénètrent dans la ville par un endroit dénommé « Place de la Brèche » (en référence à la brèche dans la défense de la ville). Ahmed Bey doit s'enfuir (il continua le combat dans les Aurès jusqu'en 1848) et beaucoup de Constantinois périrent dans le ravin en tentant de fuir les assaillants.

#### Siège du 10 au13 octobre 1837
Le 10, toutes les pièces de 24 étaient placées sur la colline, et le 11 les forces françaises commencèrent à lancer leurs boulets contre les murs, entre les portes Bal el Oued « porte de la Rivière » et Bab el Decheddid. Dans la matinée du 12, la brèche était devenue large. Vers huit heures, le gouverneur fit cesser le feu parce qu’il attendait le retour d’un parlementaire envoyé dans la ville pour sommer les habitants de se rendre.
Le 13, la première colonne d’attaque française fut formée par un bataillon de Zouaves, deux compagnies du 2e léger, la compagnie franche et une partie du génie sous le commandement du colonel Lamoricière.
La seconde colonne d’assaut se composait des compagnies d’élite du 17e léger et du 47e de ligne, des tirailleurs d’Afrique et de la Légion étrangère. Le colonel Michel Combe, qui la commandait, arriva devant la brèche au moment où les Zouaves demandaient des échelles.
La ville de Constantine avait encore au moment de l’assaut 6 000 défenseurs. Les habitants continuèrent quelque temps encore leur résistance dans les rues, pour s’assurer la retraite vers la Kasbah et une issue hors la ville. Vers 9 heures, le drapeau tricolore avait remplacé sur le rocher le drapeau rouge.

« Le 13 octobre 1837, à 7 heures du matin, l'assaut de la place de Constantine est ordonné. Dès que la première colonne, sous les ordres du colonel de Lamoricière, a dépassé la brèche, le colonel Combes s'élance pour la soutenir à la tête de la deuxième colonne. Il arrive sur la muraille, au moment même où une explosion terrible éclate et ravage les rangs des assaillants. Il prend aussitôt le commandement que le colonel de La Moricière, blessé et privé de la vue dans l'explosion, cesse d'exercer. Mortellement atteint coup sur coup en plein dans la poitrine, il refuse de quitter le combat pour aller se faire panser, et continue encore à commander ses soldats. Le colonel Combes eut encore la force de retourner presque seul au bivouac de son régiment, et quelques minutes après, il était couché sur son lit funèbre pour ne plus se relever. »

— Charles Mullié, Biographie des célébrités militaires des Armées de terre et de mer de 1789 à 1850. T1, Éditeur : Hachette Livre BNF, coll. : Sciences sociales, 2012,  (ISBN 978-2012526440).

### Bataille de Magenta et de Solférino (1859)
La Légion perd, outre le colonel de Chabrières, les capitaines Alavoine et d’Assis, le lieutenant André, 55 sous-officiers et soldats tués ; 11 officiers et 143 sous-officiers et soldats blessés. Le capitaine Danjou a un cheval tué sous lui. Il est fait chevalier de l’ordre des saints Maurice et Lazare. Le sergent Vilain est fait chevalier de la Légion d’honneur et l’adjudant Maine et le fusilier Wensel reçoivent la médaille de la Valeur militaire de Sardaigne. Les deux régiments étrangers inscrivent dans leurs plis le nom de « Magenta » et seront décorés de la médaille de la ville de Milan, cinquante ans plus tard. Avec ce succès, Mac Mahon, commandant en chef du 2e corps, obtiendra la dignité de maréchal de France et le titre de duc de Magenta. Un mausolée existe où reposent les restes des combattants tombés lors de cette bataille.
Le 2e régiment étranger, aux ordres du colonel Signorino, participe à la campagne d’Italie. En arrivant à hauteur de Ca' Morino, les légionnaires, avec le deuxième régiment de zouaves, formant l’avant-garde du deuxième corps d’armée commandé par le maréchal de Mac-Mahon, rencontrent une forte colonne autrichienne se dirigeant sur Castiglione.
Le 24, les légionnaires se déplacent en direction de Mantoue. Les premières salves d’artillerie ennemies sont tirées. En début d'après-midi, sous une chaleur accablante, les légionnaires et les zouaves prennent Cassiano. Le maréchal de Mac-Mahon donne l’ordre aux compagnies de tirailleurs de la Légion de se déployer pour permettre la mise en place de l’artillerie au centre de la bataille. Les combats acharnés et terribles obligent les légionnaires à aborder l’ennemi à la baïonnette. Le 2e régiment étranger déplore cependant 6 morts et 38 blessés, ce qui est peu au regard des pertes totales.

### Bataille de Camerone (1863)

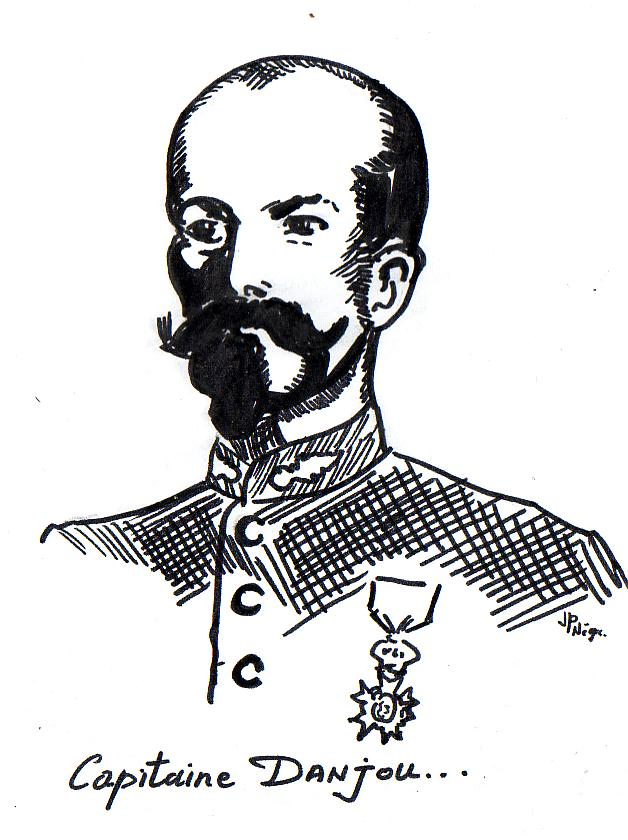
Jean Danjou (1863).

Le 30 avril 1863 au Mexique. Soixante-deux légionnaires et trois officiers de la 3e Compagnie du régiment étranger de la Légion sont donc envoyés à la rencontre du convoi, à l'aube du 30 avril. La compagnie n'ayant pas d'officiers disponibles (ceux-ci étant atteints par le « vomito negro », la fièvre jaune, comme nombre de membres du corps expéditionnaire), le capitaine Jean Danjou, adjudant-major du régiment, se porte volontaire pour la commander. Le sous-lieutenant Jean Vilain, payeur par intérim du régiment, et le sous-lieutenant Clément Maudet, porte-drapeau, demandent à l'accompagner. La Légion considère que cette résistance fut une victoire, invoquant le fait que la mission de la compagnie a été remplie. Elle est commémorée avec ferveur par les légionnaires ainsi que par les Mexicains, qui reconnaissent le courage des légionnaires (ceux-ci ne se rendirent que lorsqu'il ne resta que trois combattants valides).

### Siège de Tuyên Quang (1885)
En 1885 au Tonkin, sous les ordres du commandant Dominé, deux compagnies de Légion, soit 390 hommes dont 8 officiers, commandés par le capitaine Cattelain, une compagnie de tirailleurs tonkinois avec 162 hommes commandés par deux officiers, une section de 31 artilleurs de marine avec deux canons de 80 mm, deux de « 4 » de montagne, deux mitrailleuses Hotchkiss, le sergent Bobillot et 7 sapeurs du génie, un médecin, un pasteur protestant, 3 infirmiers, 3 boulangers, monsieur Gauthier de Rougemont, un civil préposé aux vivres et les marins de la canonnière « La Mitrailleuse », soit 598 hommes qui résistent aux assauts des Pavillons Noirs.

### Bataille de Rachaya (1925)

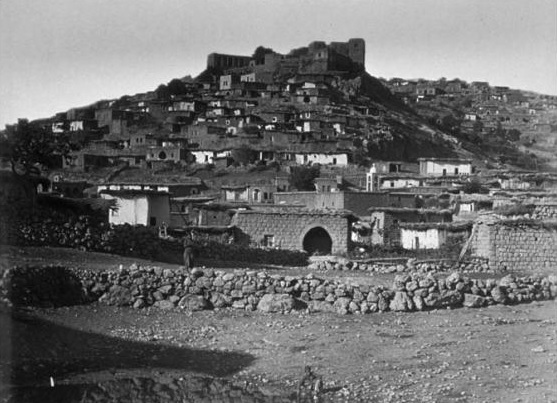
Le village de Rachaya et sa citadelle où eut lieu le combat (photo XIXe siècle).

La Bataille de Rashaya opposa pendant 4 jours, du 20 au 24 novembre 1925, les rebelles Druzes aux forces françaises de l'armée du Levant devant la citadelle de Rashaya pendant la Grande révolte syrienne contre le Mandat français sur la Syrie et le Liban.
L'expansion de la révolte anti-française au Liban et la menace qu'elle faisait peser sur les chrétiens de la région inquiéta les populations. Cette menace inquiétait aussi les autorités françaises qui craignaient que la révolte des Druzes et des musulmans chiites du sud-Liban puisse dégénérer en un conflit religieux régional.
Le 5 novembre, les cavaliers circassiens de la Légion étrangère établirent leurs quartiers dans le fort de Rachaya. Il s'agissait du 4e escadron du 1er régiment étranger de cavalerie (1er REC), fort d'une centaine d'hommes et commandé par le capitaine Landriau. À cette époque, le village de Rachaya comptait environ 3 000 habitants. Le fort était situé sur une colline au-dessus de la ville ; il était de petite taille et partiellement en ruine. Les vols de reconnaissance français permirent de déterminer que les troupes druzes, d'environ 3 000 hommes, étaient basées à proximité du village. Le quartier général des troupes françaises fut alors renforcé pendant que des patrouilles furent envoyées autour de la ville. Le 18 novembre, deux unités françaises tombèrent en embuscade et deux hommes furent tués par les troupes de Zayd al-Atrash, l'un des chefs rebelles Druzes et frère du Sultan el-Atrache ; trois autres furent blessés et trois portés disparus.

### Bataille de Narvik (1940)

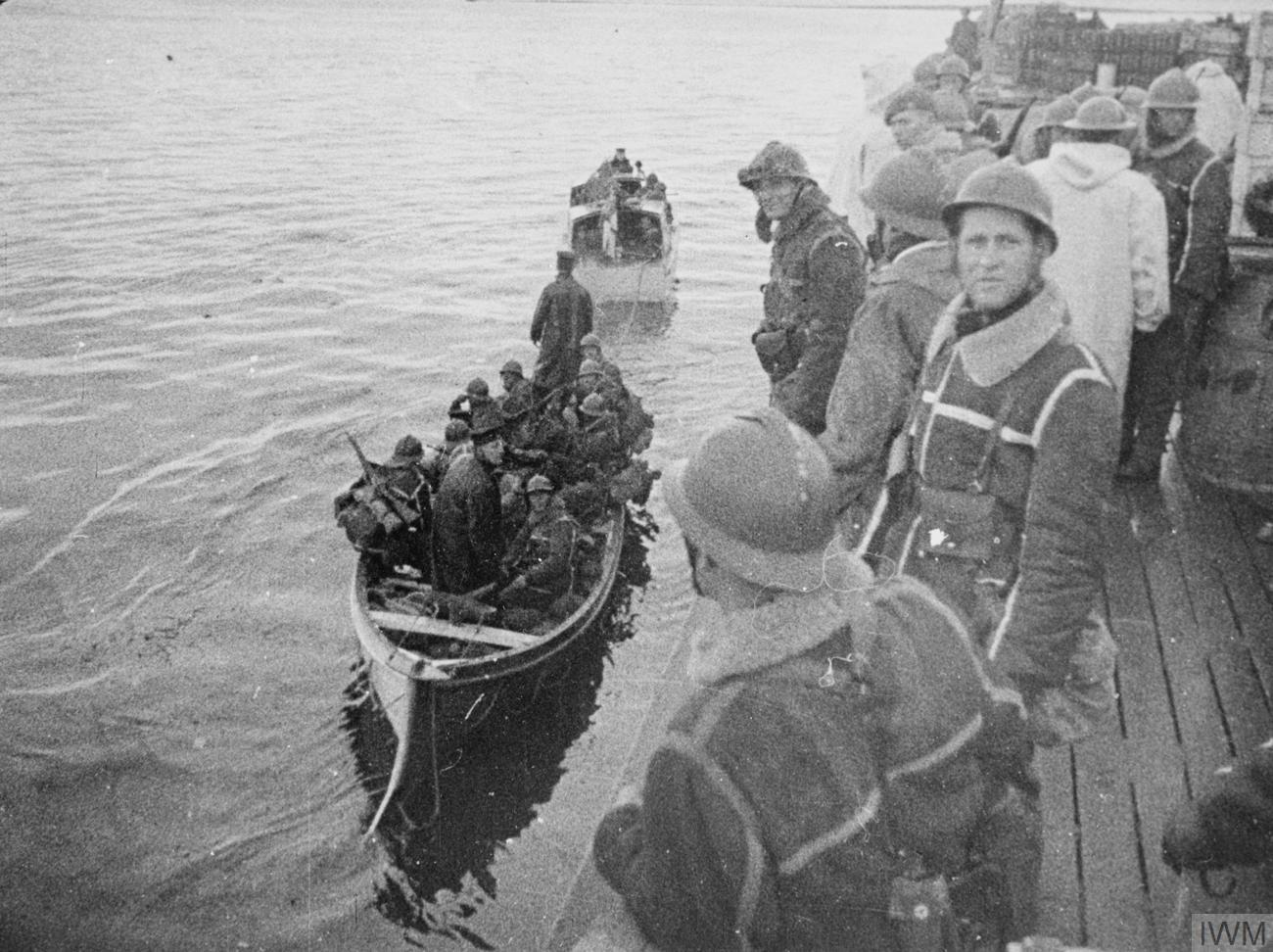
Troupe française dans la campagne de Norvège, 5 juin 1940.

En 1940 en Norvège, l’opération terrestre commence le 13 mai par un bombardement naval effectué par le cuirassé britannique Resolution, deux croiseurs et cinq destroyers, contre les défenses allemandes. Les moyens de débarquement sont modestes avec 4 ALC, 1 LCM, et 2 MLC qui sont mis à l’eau à la dernière minute et des « trains » d’embarcations fournis par les bâtiments (une embarcation à moteur en remorquant 2 ou 3 autres). Trois chars français de 13 tonnes sont embarqués dans les MLC et LCM. L’ensemble se dirige sur la plage de Bjerkvik. Les chars, débarqués les premiers au milieu de positions allemandes, ouvrent la voie au 1er bataillon de la Légion qui se déploie en éventail depuis l’Ouest jusqu’au Nord-est. Dès le lendemain 14 mai, la jonction est réalisée avec les Polonais de la Brigade autonome de chasseurs de Podhale venus de l’Ouest, les chasseurs alpins des 5e et 27e demi-brigades venus du Nord-Ouest et les Norvégiens qui tiennent le Nord. Deux heures après la plage de Bjerkvik, celle de Meby voit débarquer des engins similaires avec les deux derniers chars et le 2e bataillon de la Légion. Après avoir été chassés de la plage, les Allemands doivent reculer vers l’Est, jusqu’à Storebalak.
Un peloton de cinquante motocyclistes prend la route longeant la rive est de l’Herjangsfjord, soutenu depuis la mer par le destroyer HMS Havelock, où se trouve le général Béthouart. Il atteint la presqu'île d'Oijord face à la plage d'Orneset sans encombre. Il reste à franchir le Rombaksfjord (en). Il faut d’abord nettoyer la rive nord de ce fjord, et surtout, réceptionner sur l’aérodrome de Bardufoss des chasseurs de la RAF. Le 27 mai, les engins de débarquement et les puffers transportent chars et troupes, sous la protection des bateaux et des forces installées sur la rive nord, jusqu’à la rive sud du Rombaksfjord. L’opération réussit, malgré une vive résistance et une contre-attaque en règle. De leur côté, Polonais et chasseurs alpins ont fort à faire à Ankenes et le long du Beisfjord. Le 28 mai, les Allemands font retraite vers l’est. Les troupes, Norvégiens en tête, entrent enfin à Narvik. Depuis deux jours, Lord Cork a reçu de Londres l’ordre d’évacuation totale, en raison de la situation alarmante du front français. L’amiral a montré le message à Béthouart et, d’un commun accord, les Alliés sont convenus de mener à bien l’opération finale avant d’obtempérer. L’évacuation est terminée le 6 juin, deux jours après celle de Dunkerque. À la suite de cette action, le drapeau est décoré de la croix de guerre norvégienne.

Drapeau des Forces françaises libres.

#### La Légion dans la bataille
Le groupement de haute montagne de la Légion étrangère qui fut créé en Afrique du Nord. Il comprend : un état-major de groupement, une compagnie hors rang, une section de commandement et 2 bataillons du type haute montagne, l’un devant être formé par les 2e régiment étranger d'infanterie, 3e régiment étranger d'infanterie et le 4e régiment étranger (1er bataillon, CHR et CDT) l’autre par le 2e bataillon du 1er régiment étranger. L’effectif de chaque bataillon comporte 930 officiers, gradés et légionnaires avec une section de skieurs. Le groupement de haute montagne est commandé par le lieutenant-colonel Raoul Magrin-Vernerey, qui deviendra Ralph Monclar lors de son ralliement aux Forces françaises libres.

### Bataille de Bir Hakeim (1942)

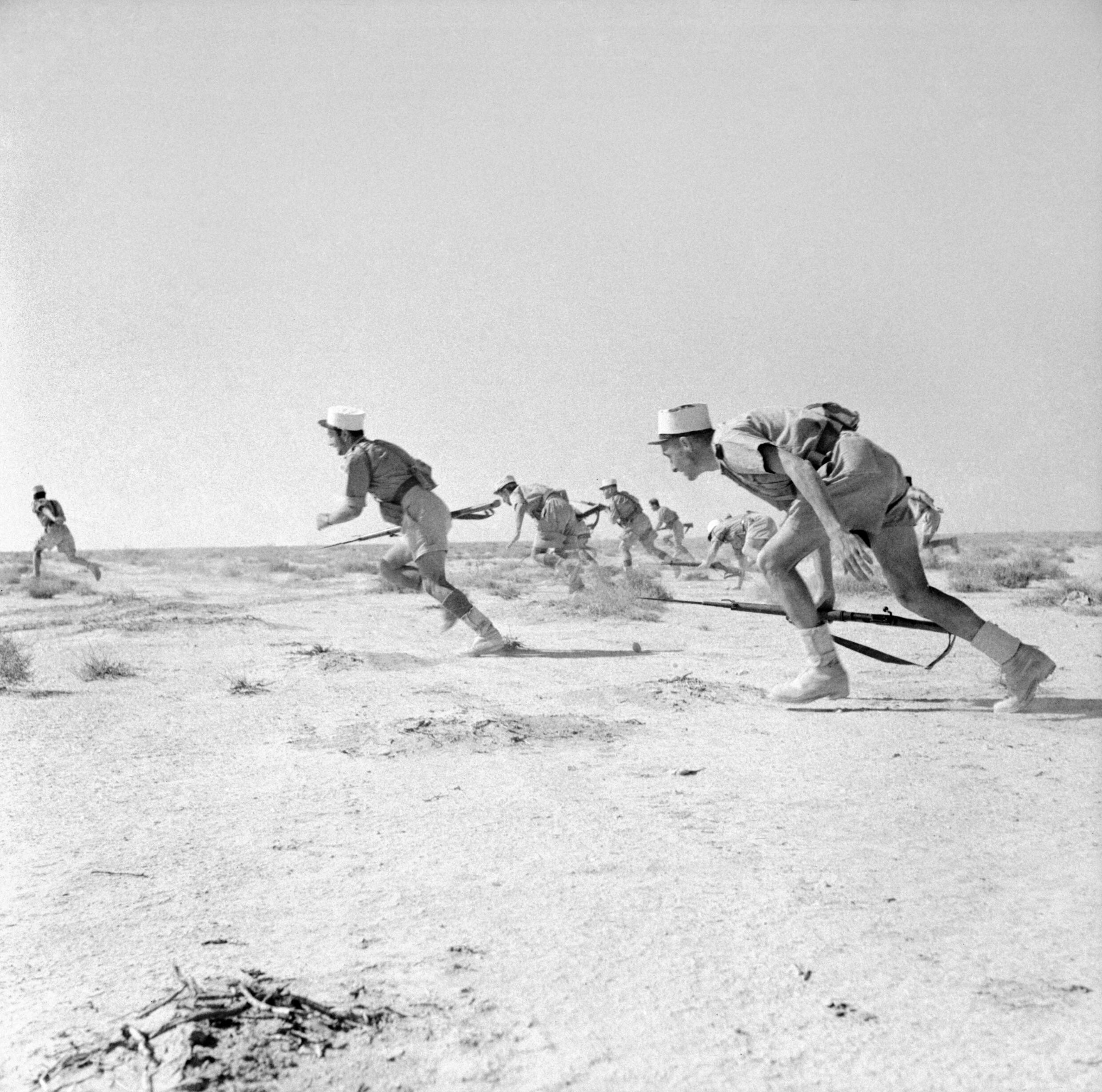
Légionnaires des Forces Françaises Libres se lançant vers l'ennemi, Bir-Hakeim, 11 juin 1942.

La bataille de Bir Hakeim, du nom d'un point d'eau désaffecté (« puits du sage ») au milieu du désert de Libye, au sud de Tobrouk, est une bataille de la Seconde Guerre mondiale, qui s'est déroulée du 26 mai au 11 juin 1942 durant la guerre du désert.
Pendant ces seize jours, la 1re brigade française libre (future 1re division française libre) du général Marie-Pierre Kœnig y résista aux attaques des armées motorisées italiennes et allemandes (l'Afrika Korps) commandées par le général Erwin Rommel. Le répit ainsi gagné par les Français libres permit aux Britanniques, alors en mauvaise posture, de se replier puis de triompher à El Alamein.
Bir Hakeim fut la première contribution militaire d’importance des Forces françaises libres. Elle fut pour beaucoup dans la reconnaissance politique par les Alliés du Comité national de la France combattante.

#### Premier groupement
- Lieutenant-colonel Dimitri Amilakvari (appelé Bazorka), commandant de la 13e demi-brigade de Légion étrangère[20].
  - 2e bataillon de Légion étrangère : commandant René Babonneau, il repousse l'attaque de plus de 70 chars de la division Ariete, en détruisant 35 chars. Son bataillon reçoit une citation à l'ordre de l'Armée. Resté à l'arrière pour assurer le repli, lors de la sortie de vive force de Bir Hakeim, dans la nuit du 10 au 11 juin 1942, il est fait prisonnier et transféré en Italie, d'où il tente de s'évader par deux fois.
  - 3e bataillon de la Légion étrangère : commandant Puchois, composé notamment de près de 300 républicains espagnols[21], expérimentés et maîtrisant les techniques de guérilla.

### Bataille de Phu Tong Hoa (1948)
En juillet 1948, situé sur la route coloniale no 3 bis (RC3 bis), le poste de Phu Tong Hoa, tenu par la 2e compagnie du 3e REI avec un effectif de 107 hommes est attaqué par près de 3 000 Việt Minh. Après plusieurs heures d'un combat acharné, la garnison sort victorieuse de l'affrontement et c'est devant un piquet d'honneur en tenue de parade que le colonel Simon, chef de corps du régiment et à la tête de la colonne de secours, pénètre dans le camp le 28 juillet.

### Bataille de Diên Biên Phu (1953-1954)

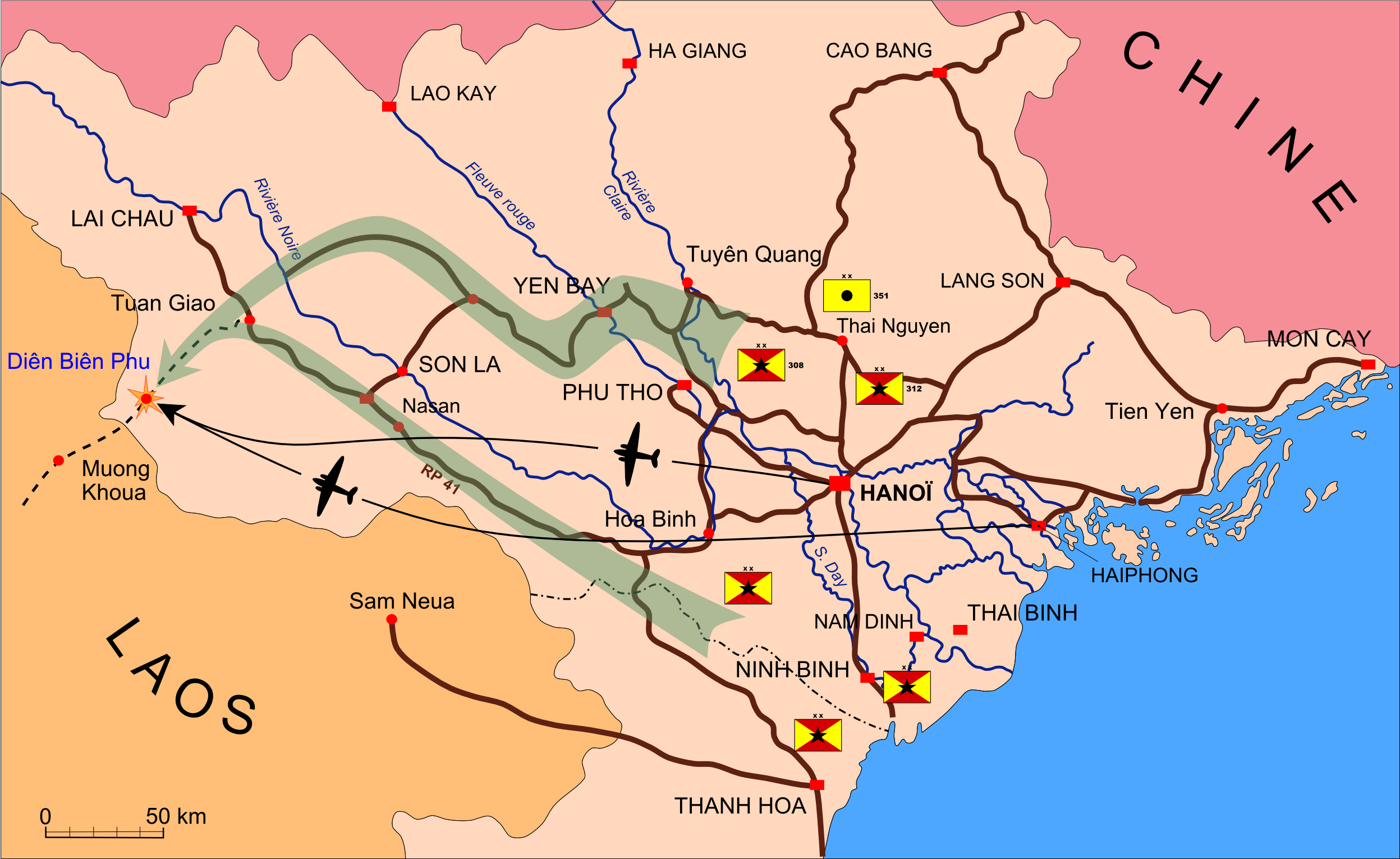
Plan de situation de la Bataille de Ðiện Biên Phủ (20 novembre 1953 au 7 mai 1954).

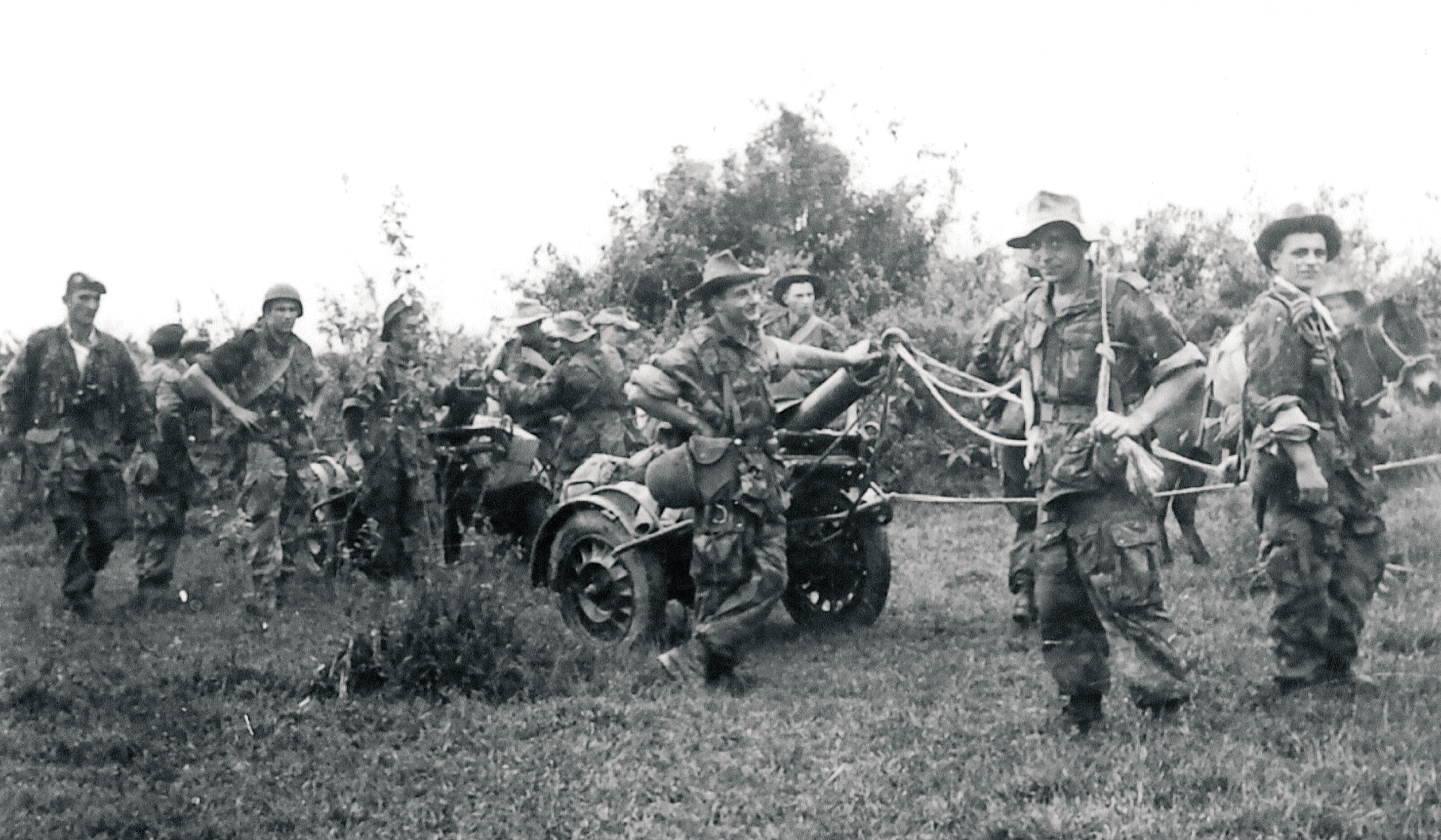
Hommes de l'éphémère 1re compagnie étrangère parachutiste de mortiers lourds.

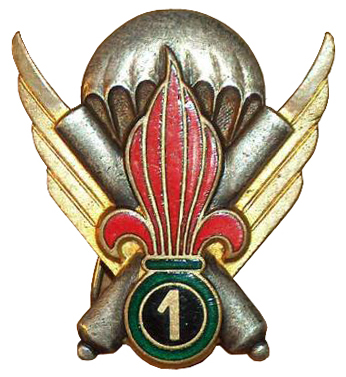
Insigne EPML (Compagnie de mortiers lourds).

La bataille de Ðiện Biên Phủ est un moment clé de la guerre d'Indochine qui se déroula du 20 novembre 1953 au 7 mai 1954 et qui opposa, au Tonkin, les forces de l'Union française aux forces du Việt Minh, dans le nord du Viêt Nam actuel,.
Occupée par les Français en novembre 1953, cette petite ville et sa plaine environnante devinrent l’année suivante le théâtre d'une violente bataille entre le corps expéditionnaire français, composé de diverses unités de l’Armée française, des troupes coloniales et autochtones, sous le commandement du colonel Christian de La Croix de Castries (nommé général durant la bataille), et l’essentiel des troupes vietnamiennes (Việt Minh) commandées par le général Võ Nguyên Giáp.
 Forces françaises :

#### EDAP
Élément divisionnaire aéroporté de Jean Gilles (général).

#### GAPno1
Élément du commandant Fourcade :
- 1re vague
  - 6e BPC du chef de bataillon Marcel Bigeard ;
  - II/1er RCP du chef de bataillon Jean Bréchignac ;
  - 17e compagnie du génie parachutiste ;
  - éléments du groupe de marche du 35e régiment d'artillerie parachutiste du chef d'escadron Millot.
- 2e vague
  - 1er bataillon parachutistes coloniaux du chef de bataillon Souquet ;
  - antenne chirurgicale mobile no 29 (ACM 29), commandant Paul-Henri Grauwin ;
  - reliquat du groupe de marche du 35e régiment d'artillerie parachutiste.

#### GAPno2
Élément du lieutenant colonel Pierre Langlais :
- 1er bataillon étranger de parachutistes du chef de bataillon Guiraud ;
- 8e bataillon de parachutistes coloniaux du capitaine Tourret ;
- 5e bataillon de parachutistes vietnamiens du chef de bataillon Bouvery.

Autre :
- 1re compagnie étrangère parachutiste de mortiers lourds.

Voir aussi : Geneviève de Galard, Geneviève de Galard Terraube, est une infirmière militaire française, convoyeur de l'air, qui, durant la guerre d'Indochine, fut surnommée « l’ange de Ðiện Biên Phủ ».
La France quitta la partie nord du Viêt Nam, après les accords de Genève ratifié le 21 juillet 1954, qui instauraient une partition du pays de part et d'autre du 17e parallèle nord.

### Opération de Suez (1956)
À l'été 1956, le 1er régiment étranger de parachutistes est rappelé du djebel, où il a effectué plusieurs opérations héliportées, pour être regroupé sur la côte algéroise. Les légionnaires vont s'y entraîner à des opérations amphibies. Après de multiples fausses alertes, le régiment, sous le commandement du lieutenant-colonel Brothier, s'embarque le 31 octobre 1956 sur le cuirassé Jean-Bart.
La France et l'Angleterre viennent de lancer en novembre 1956 l'opération Mousquetaire pour la reconquête du canal de Suez que Gamal Abdel Nasser vient de nationaliser.

#### La Légion au sein du dispositif
Un escadron blindé du 2e REC, commandé par le capitaine Abraham avec l’adjudant Degueldre comme adjudant d’unité, est intégré au 1er REP à Zéralda, avant de rejoindre la base de départ à Chypre. Avec les autres unités françaises, il a pour mission de s’emparer dans la zone de Port-Fouad des points sensibles et de faire la liaison avec les éléments du 2e RPC, parachutés au Sud. Le groupement est commandé par le lieutenant-colonel Brothier, chef de corps du 1er REP. Tous les objectifs sont atteints par les compagnies. Le 7 novembre à 8 h, toutes les unités se rassemblent prêtes à marcher vers El Qantara. Une demi-heure plus tard, le cessez-le-feu est ordonné et les troupes doivent rester sur leurs positions et n’ouvrir le feu que si elles sont attaquées. La section du lieutenant Ysquierdo du 1er REP, représente l’avant-garde française d’El Qantara et maintient jour et nuit un poste de surveillance, au PK 37, à 800 mètres des lignes égyptiennes. Fin décembre, les troupes rembarquent à destination de l’Algérie.

### Bataille d'Alger (1957)

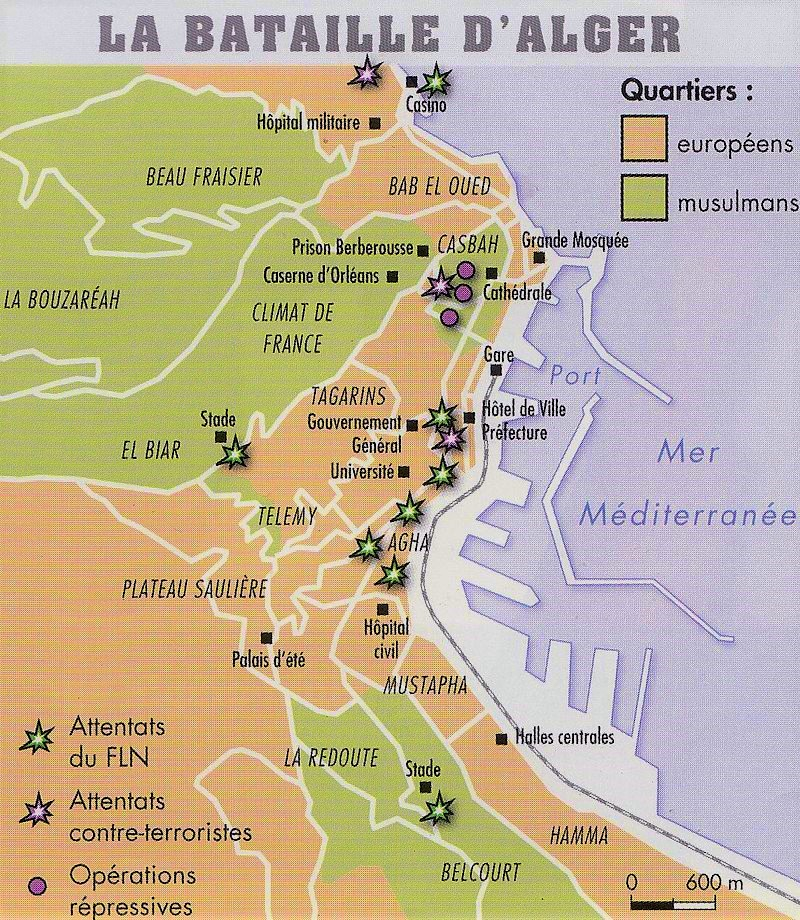
Carte des principaux attentats FLN, attentas contre-terroristes et opérations répressives avant et pendant la bataille d'Alger.

7 janvier - 24 septembre 1957.

#### Les paras dans la ville
Après les premières insurrections, le gouvernement français décide de réagir et donne pour mission au général Massu de rétablir l'ordre. Il est fait appel à la 10e division parachutiste (dont 1er REP). Ses quatre régiments s'ajoutent aux éléments déjà sur place, notamment la police, la gendarmerie et les fantassins du 9e régiment de zouaves qui surveillent la Casbah. En tout, ils sont près de 10 000 hommes. Bien entraînés et très bien encadrés, les 4 000 paras sont spécialisés dans la lutte contre la guérilla. Leurs officiers se sentent profondément impliqués dans le conflit, très sensibles à sa dimension tant politique que militaire. Et beaucoup d'entre eux ont réfléchi aux techniques de la guerre subversive, notamment à partir de l'expérience indochinoise.
Le 7 janvier 1957, les paras entrent dans Alger, c'est le début de la bataille d'Alger. Chaque régiment s'attribue le contrôle d'un quartier, sous l'autorité du général parachutiste Jacques Massu qui a reçu tous les pouvoirs de police sur l'ensemble de l'agglomération algéroise. Grâce au fichier des renseignements généraux, les hommes de Massu établissent des listes de « suspects » en relation avec l'organisation clandestine. Ils sont interrogés, sommés de donner le nom du collecteur de fonds du FLN auquel ils versent leur cotisation. Grâce à ces informations, les militaires remonteront ensuite vers des chefs plus importants. Par la suite, les militaires vont interpeller de plus en plus d'Algériens, du militant qui peuvent détenir des informations très importantes au simple sympathisant.

### Prise d'otages de Loyada (1976)
Le 3 février 1976, un car militaire effectuant le ramassage scolaire des enfants de la Base aérienne 188 Djibouti est détourné par des militants indépendantistes du territoire et bloqué sur la frontière avec la Somalie. Le lendemain, la Légion et le GIGN prennent le bus d'assaut. Finalement, deux enfants sont tués, ainsi que sept preneurs d'otages et un nombre indéterminé de soldats somaliens.

### Sauvetage de Kolwezi (1978)

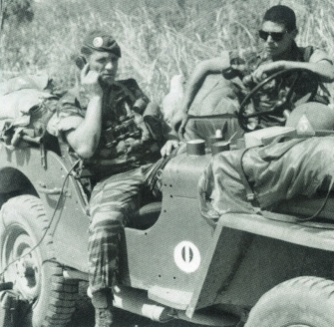
Chef de groupe mortier en jeep lors de l'opération Bonite à Kolwezi en 1978.

La bataille de Kolwezi est une opération aéroportée baptisée « Opération Bonite », menée par une unité de la Légion étrangère française, le 2e régiment étranger de parachutistes, ainsi que par des troupes belges et zaïroises.
Elle se déroule en mai 1978 au Zaïre, actuelle république démocratique du Congo, pour délivrer des otages européens retenus dans la ville minière de Kolwezi par des rebelles katangais. Si l’opération réussit à libérer des otages avec des pertes militaires légères, elle ne put empêcher le massacre de 700 Africains et de 170 Européens.

### Opérations Tchad (1969-1972 / 1978-1980)
Opération militaire française qui se déroule durant la guerre civile tchadienne de 1965-1980. Pendant l'Opération Tacaud, qui fait suite à l'opération Bison qui se déroula de 1969 à 1972. Dix-huit militaires français perdent la vie durant Tacaud et deux avions Jaguar sont abattus.

#### Unités Légion dans les opérations
- Un escadron du 1er régiment étranger de cavalerie (1er REC) ;
- la section mortier du 2e régiment étranger d'infanterie (2e REI) ;
- La 7e compagnie de combat (Capitaine Saillard) en 1978 et 1979 (2e REI) ;
- La 5e compagnie de combat en 1979 du 2e REI de Bonifacio  (2e REI)

### Opération Diodon (Liban 1982-1983)

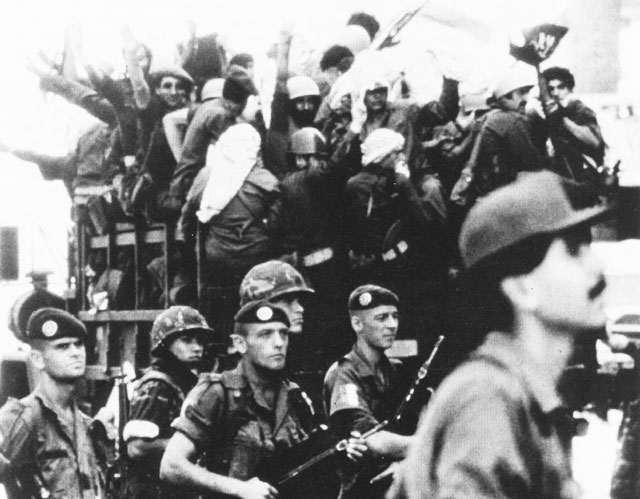
Le 2e REP forme une garde de sécurité lors de l'évacuation de l'OLP depuis Beyrouth au Liban.

Le 19 août 1982, le 2e REP, précurseur d’une force multinationale d’interposition, réussit à la demande des Libanais à permettre le départ du contingent palestinien, retranché dans Beyrouth, face à l’avance israélienne. Après les massacres de Sabra et Chatila, résurgence de haines accumulées, les consciences internationales se décident à mettre en place une force de sécurité. C’est ainsi que, à tour de rôle, les grandes unités professionnalisées de l’Armée de terre française se relaient à Beyrouth pour remplir une mission de médiation et de paix. Opérant dans le cadre de la Force multinationale de sécurité à Beyrouth (FMSB), qui compte des troupes : américaines, stationnées aux abords de l’aérodrome ; italiennes, centrées sur le quartier de l’hippodrome, et britanniques, implantées près de la manufacture de tabac, la 31e brigade, renforcée par le 1er régiment étranger de cavalerie et un détachement du 17e régiment du génie parachutiste, assure la sécurité et la confiance dans le Grand-Beyrouth.
Le 19 mai 1983, les premiers éléments du 2e REI débarquent dans le cadre de l’opération. Le 26 septembre 1983, des derniers éléments de Diodon quittent le Liban. Le caporal-chef Vuillermet décède de ses blessures. 8 légionnaires du 2e REI sont tués au Liban en 1983.

#### Attentats de Beyrouth du 23 octobre 1983 (Attentat du Drakkar)
Les États-Unis ont perdu 265 soldats au Liban et 159 autres ont été blessés. La France a perdu 89 soldats et l'Italie deux.

### Opération Épervier (1986)
L'opération Épervier, au Tchad, a été déclenchée début février 1986 à l'initiative de la France après le franchissement du 16e parallèle par les Forces armées libyennes venues soutenir Goukouni Oueddei qui avait été renversé fin 1981 par Hissène Habré avec le soutien de la France et des États-Unis.

#### La Légion
En 1986, les 3e et 4e compagnies du 2e REP, puis un EMT à 4 compagnies, commandé par le colonel Wabinski, chef de corps prend la relève en 1987. Les légionnaires s’installent à Kalait, Biltine et Abéché. Le détachement assure l’encadrement d’un détachement d’assistance technique à Pandzangue au sud, non loin des frontières du Cameroun et de la République centrafricaine et le poste de commandement et la 2e compagnies s’installent à N'Djaména. Le 8 août, les Tchadiens s’emparent d’Aozou, repris par les Libyens, 20 jours plus tard. En juillet, la compagnie d’éclairage et d’appuis rentre à Calvi, remplacée par une autre compagnie. Le 2e REP laisse la place à d’autres unités au début de 1988.

### Opération Daguet (1990-1991)

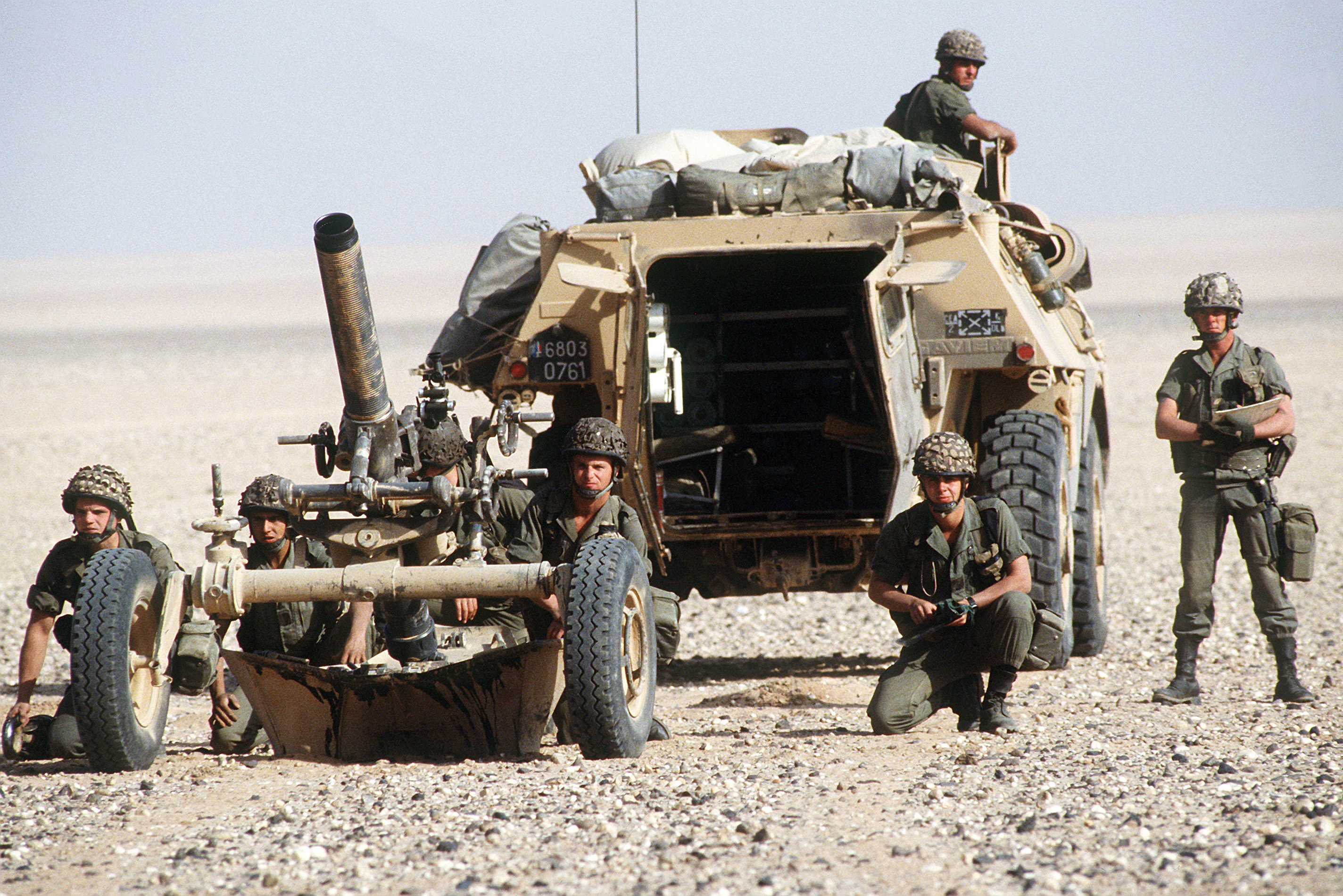
Équipe de mortier MO 120 RT du 2e régiment étranger d'infanterie.

L'opération Daguet est la participation (commandée par le général Michel Roquejeoffre) de l'Armée française à la coalition internationale formée à la suite de l'invasion du Koweït par l'Irak dans la guerre du Golfe en 1990-1991.

#### Composante Légion étrangère
- 1er régiment étranger de cavalerie (1 état-major - 1 escadron de commandement et des services - 3 escadrons blindés - 1 escadron antichars)[33].
- 2e régiment étranger d’infanterie renforcé d'une compagnie du 21e RIMa (1 état-major - la compagnie de commandent et des services - la compagnie d'appui et de soutien - 3 compagnies de combat).
- 6e régiment étranger de génie (1 état-major - 1 compagnie de commandement et des services - 3 compagnies de génie combat - 1 compagnie d'appui - 1 compagnie du 3e RG équipée d'engins blindés du génie - 1 section MCLC (en) de l'US Army).

### Opération Pélican (Brazzaville 1997)
La France est engagée à Brazzaville capitale de la république du Congo pour rapatrier 6 000 étrangers, dont près de 1 500 Français. L’intervention est lancée le 8 juin 1997, alors que les milices du président Pascal Lissouba et de l’ancien président Denis Sassou-Nguesso s’entre-tuent et dévastent depuis 72 heures la capitale du Congo, coupée en deux.
En une semaine, 1 250 soldats français, dont les légionnaires du 2e REP, du 2/1er REC, du 2e REI, le commando de Montfort, placés sous les ordres du général Landrin, arrachent à la folie meurtrière de miliciens ivres et drogués, des expatriés promis aux humiliations, aux violences ou à la mort.
Le 13 mai, l’état-major tactique (EMT) du 2e REP, aux ordres du colonel Benoît Puga, chef de corps, est mis en place à Brazzaville, pour relever le 8e RPIMa dans sa mission d’éventuelle évacuation de ressortissants de Kinshasa. Alors que les forces de l’alliance de Laurent-Désiré Kabila arrivent aux portes de la capitale zaïroise, la 1re compagnie, commandée par le capitaine Trotignon, puis la compagnie d'éclairage et d'appuis (CEA), commandée par le capitaine Schiffer, venant d’être pré positionnées au Gabon, quittent Libreville pour rejoindre le camp de l’ORSTOM à Brazzaville, les 16 et 17 mai.
L’opération « Pélican » reçoit alors pour mission de soutenir, dans le domaine logistique, les organisations humanitaires dépêchées sur place. Ce soutien se traduit essentiellement par l’acheminement en C-160 Transall de fret humanitaire à destination des camps de réfugiés du nord du Congo. L’État Major Tactique (EMT) du 2e REP y participe en assurant la sécurité des cargos tactiques déployés sur les terrains du nord. Puis, il achemine par véhicules, les réfugiés qui ont descendu le fleuve Congo en barges jusqu’à la capitale congolaise, jusqu’au camp de Bilolo situé à une trentaine de km au nord de Brazzaville.

### Côte d'Ivoire (2002-2003)

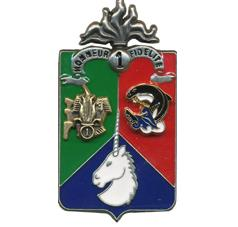
Insigne identique pour les
21e RIMa, 1re REC et 1re REG de Opération LICORNE en 2002 (Côte d'Ivoire).

L’opération Licorne est le nom de la participation des Forces armées françaises, sous commandement français, au maintien de la paix en Côte d'Ivoire mise en place à la suite de la crise politico-militaire en Côte d'Ivoire. Elle est distincte mais complémentaire de l'ONUCI.

#### Légionnaires et marsouins dans l'opération
Commandant de l'opération Licorne : 1er octobre 2002 - 30 mai 2003 : général Emmanuel Beth (ancien officier parachutiste de la Légion étrangère, commandant jusqu'alors la 11e brigade parachutiste à Balma).
Dès le 22 septembre 2002, le 43e bataillon d'infanterie de marine stationné à Port-Bouët, est renforcé par des éléments des forces françaises pré-positionnées dans la région (Gabon, Sénégal, Djibouti et Tchad) et la 11e BP dont le 2e REP, pour assurer la sécurité des ressortissants français et ceux de la communauté internationale.
En février 2003, 1 500 hommes supplémentaires seront acheminés. Le 19 mars 2003, le 2e régiment étranger d'infanterie, (2e REI) relève le 2e REP et occupe les postes du groupement tactique interarmes ouest (GTIAO). Ce groupement, appuyé par l'arrivée des AMX-10 RC du 1er REC, réussit à ouvrir une brèche vers l'ouest, alternant négociations et intimidation. Après avoir implanté des unités sur Duékoué et Guiglo, des patrouilles effectuent des reconnaissances jusqu'à Toulepleu puis Bangolo.
La force Licorne s'empare de l'aéroport d'Abidjan. Des mouvements de foule violents éclatent dans la capitale. La force Licorne, renforcée par des moyens terrestres, aériens et navals se redéploie sur la capitale pour sécuriser les ressortissants français et étrangers puis permettre le départ des volontaires. Environ 8 000 ressortissants quittent le territoire ivoirien, en utilisant pour la majorité d'entre eux les moyens aériens civils réquisitionnés par le ministère des Affaires étrangères.

### EUFOR Tchad/RCA (2007-2009)

Logo de l'EUFOR Tchad/RCA.

La force européenne EUFOR Tchad/RCA était une force opérationnelle multinationale dirigée par l'Union européenne au Tchad et en République centrafricaine, dont l'objectif est d'appliquer la résolution du Conseil de sécurité des Nations unies no 1778 du 25 septembre 2007. Sa mission s'est achevée en 2009.
Ses troupes sont fournies par 23 pays membres de l'Union européenne dans le cadre de la Politique de sécurité et de défense commune (PESD) :
- : 1 700 militaires, 8 hélicoptères - bataillon centre.

Le 5 mars 2008, un soldat français de l'EUFOR au Tchad/RCA, le sergent Gilles Polin, en reconnaissance près de la frontière soudanaise, est tué à la suite d'un accrochage avec les Forces armées soudanaises.
Le 15 mars 2009, la mission EUFOR de l'UE a passé le relais à la MINURCAT II, la force des Nations-Unies.

### Opération Pamir (2012-2014)

Médaille commémorative française « Afghanistan ».

Le 1er décembre 2012, un échelon de commandement unique succède à celui de la brigade La Fayette et remplace celui du National Contingent Command (NCC). L’état-major Pamir (EM Pamir) est stationné sur le camp Warehouse à Kaboul. Il est composé d’une centaine de militaires qui ont pour mission de commander les détachements français encore présents sur le théâtre. Plus particulièrement, pour mener la conduite des opérations de désengagement logistique de l’Armée française, assurer la protection de la force, soutenir les insérés français tout en poursuivant l’évolution de ses structures. Pour remplir ces missions, l’état-major Pamir dispose d’unités subordonnées : le bataillon logistique (BATLOG) Koufra, le Bataillon de protection Aquitaine et le bataillon d’hélicoptères Mousquetaire.
Moins de 500 militaires sont chargés de poursuivre l’engagement français jusqu’à la fin de la mission de l’ISAF en 2014, à travers notamment le commandement de l’aéroport international de Kaboul (KAIA), le fonctionnement de l’hôpital médico-chirurgical militaire français de KAIA, l’appui à la formation de l’Armée nationale afghane, la participation aux fonctions d’état-major dans les structures de l’ISAF et le commandement du laboratoire européen contre-IED.
À la fin janvier 2014, le nombre de militaires français dans la zone se situe entre 300 et 400 dont 205 au service de l'OTAN. À la fin de l'année, il reste 150 personnes.
L'opération Pamir prend fin le 31 décembre 2014.
De 2008 à 2010, le colonel Éric Bellot des Minières est chef de corps du 2e REP à Calvi. Durant cette période, il commande le Battle Group Altor engagé du 13 janvier au 14 juillet 2010 dans le cadre de l'opération Pamir. Lors de cette opération, son régiment est cité à l'ordre de l'Armée pour la croix de la Valeur militaire.

## Traditions

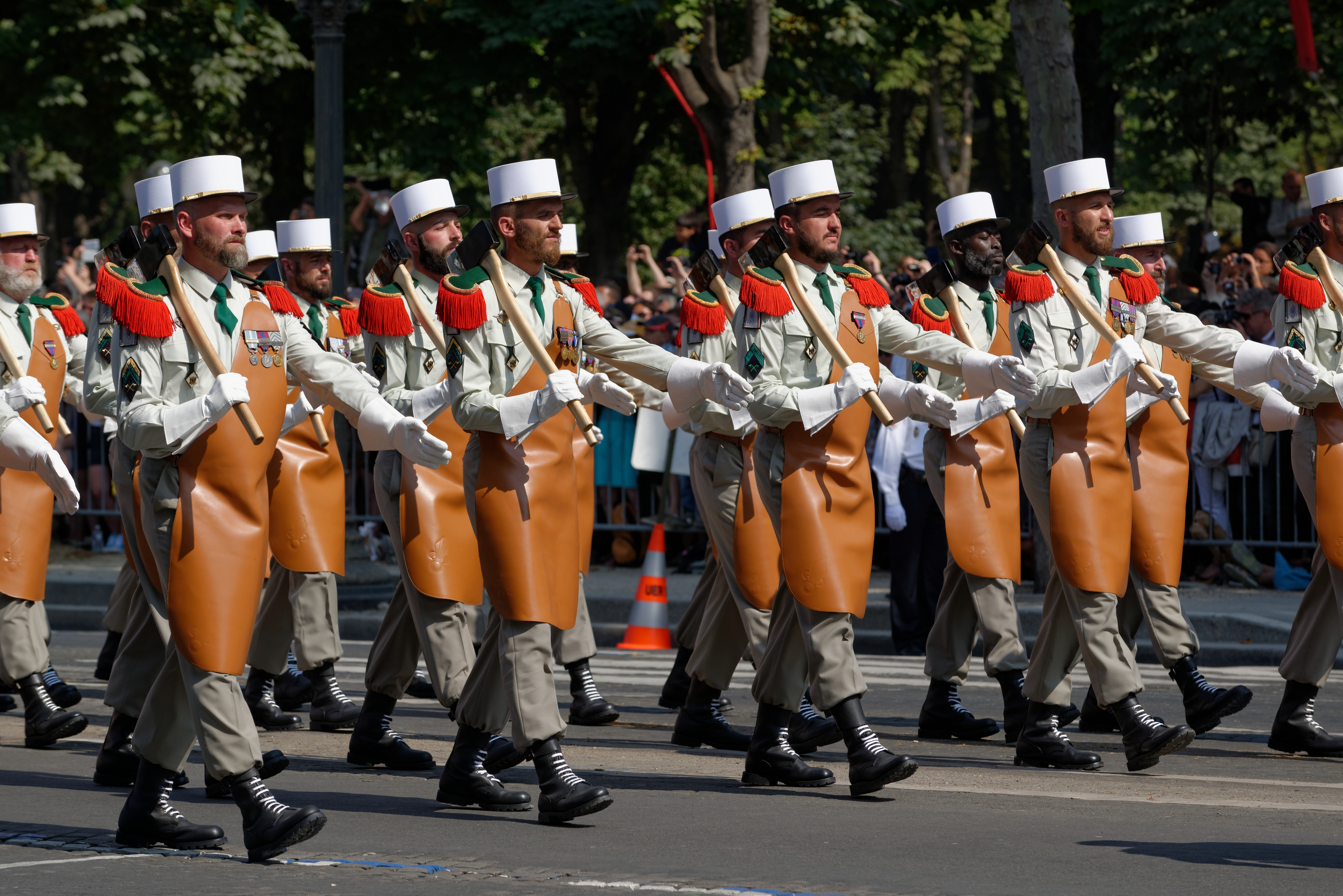
Pionniers des unités de Légion étrangère.

Les traditions au sein de la Légion étrangère sont nombreuses et issues directement de son histoire : du « vert et rouge », au pas lent de ses unités, en passant par les pionniers et Le Boudin (chant de marche de la Légion).
Contrairement à une idée reçue, ces traditions ne sont pas immuables et vivent avec l'institution. Elles sont officiellement regroupées au sein d'un Recueil des traditions de la Légion étrangère édité par le comité des traditions de la Légion étrangère. Enfin, ces traditions doivent être distinguées des légendes qui courent sur les légionnaires, comme le fait de graver leur nom sur la cartouche qu'ils se destinent en cas de coup dur.

### Pionniers de la Légion étrangère
Les pionniers de la Légion étrangère de l'Armée de terre française forment une unité de traditions. Ils défilent en tête des troupes lors des prises d'armes et portent barbe, tablier de buffle et hache à l'épaule. C'est la seule unité de ce type en service au sein de l'Armée française.
Après une présence plutôt aléatoire sous la Révolution française, les pionniers réapparaissent sous le Consulat, coiffés des bonnets à poils des grenadiers mais sans la plaque métallique. Ces unités sont dissoutes en 1818, puis recréées en 1822. La Légion étrangère a repris, dès 1831, cette tradition qu'elle perpétue encore de nos jours.

### Insignes
Les insignes militaires sont une survivance des blasons d'autrefois qui rassemblaient autour d'une même symbolique les soldats d'un même corps. La Légion étrangère n'échappe pas à cette règle et les premiers modèles apparaissent dès la fin de la Première Guerre mondiale. Il est à noter que la majorité des insignes des unités de la Légion étrangère, quelle que soit leur spécialité, reprennent les traditions de celle-ci : la grenade à 7 flammes et les couleurs vert et rouge.

### Chants et musiques
La musique de la Légion étrangère après avoir été une musique principale à 141 musiciens, compte aujourd'hui une soixantaine d'exécutants. Sa réputation dépasse largement les frontières françaises et elle se produit en moyenne quatre à cinq fois par an dans des tournées à l'étranger. En dehors des cérémonies militaires classiques, elle donne des concerts en salle. En formation de défilé, elle se distingue des autres musiques de l'Armée française par ses fifres, son chapeau chinois (instrument à percussions d'origine turque), par un port du tambour particulier (cercle inférieur au niveau du genou) et par une cadence puissante et majestueuse, de 88 pas à la minute (contre 116 pas à la minute pour les autres régiments), ce qui a un impact sur les chants et musiques du « carnet » (bible des chants de la Légion), plus mélancoliques. Les recettes des disques et concerts de la Légion étrangère sont reversés à l'association Terre Fraternité qui apporte aides et soutien aux soldats blessés au combat et à leurs familles.
Le Boudin est la marche officielle de la Légion étrangère. Elle est caractérisée par sa lenteur (88 pas à la minute), la lenteur de ce pas fait que, lors du défilé du 14 juillet, la Légion défile en dernier (et démarre en même temps que l'unité précédente) afin de ne pas ralentir les unités qui la suivraient.

#### Liste des chants
- Anne-Marie du 3e REI
- Adieu, adieu
- Aux légionnaires
- Anne-Marie du 2e REI
- Adieu vieille Europe
- Chant du quatrième escadron
- Chez nous au 3e
- C'est le 4
- Connaissez-vous ces hommes

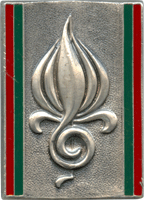
Insigne de manche droite de la musique de la Légion étrangère.

- Contre les Viêts (chant de la 13e DBLE après avoir été celui du 1er REP)
- Cravate verte et Képi blanc
- Dans la brume, la rocaille
- Défilé du 3e REI
- C'était un edelweiss
- Écho
- En Afrique
- En Algérie
- Es steht eine Mühle (Il y a un moulin à vent)
- Eugénie
- Les Képis Blancs
- Honneur, Fidélité
- Ich hatt' einen Kameraden
- Il est un moulin
- J'avais un camarade
- Kameraden (Camarade)
- La colonne (chant du 1er REC)
- La Légion marche (Chant du 2e REP)
- La lune est claire
- Le boudin
- Le Caïd
- Il y a des cailloux sur toutes les routes
- Le fanion de la Légion
- Le Soleil brille
- Le front haut et l'âme fière (Chant du 5e RE)
- Légionnaire de l'Afrique[44]
- Massari Marie
- Monica
- Nos Képis Blancs (Sous le Soleil brûlant d'Afrique) (marche officielle de la 13e D.B.L.E.)
- Nous sommes tous des volontaires
- Nous sommes de la Légion
- La petite piste
- Pour faire un vrai légionnaire
- Premier chant du 1er REC
- Quand on a une fille dans l'cuir
- Rien n'empêche 2e REG
- Sapeurs, mineurs et bâtisseurs (ex 6e REG)
- Soldats de la Légion étrangère
- Souvenirs qui passe
- Suzanna
- The Windmill (L'esprit)
- Venu volontaire
- Véronica

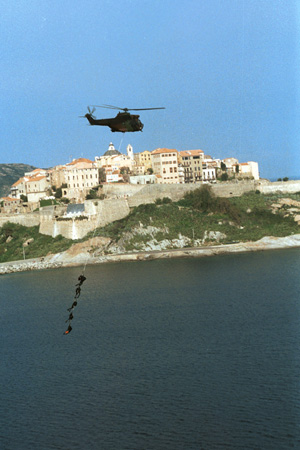
Aérocordage en Puma au-dessus de Calvi.
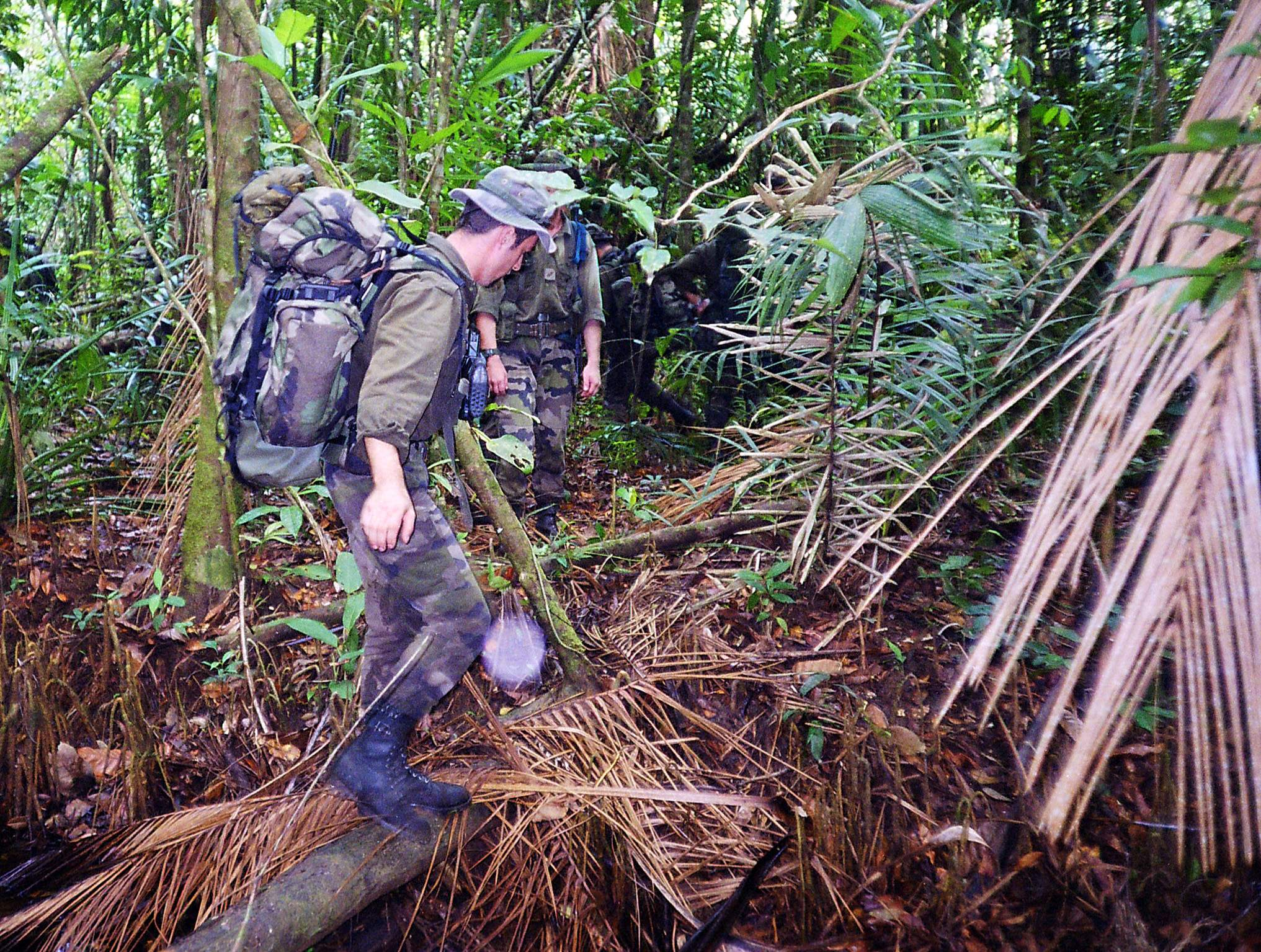
Légionnaires à l'entraînement en Guyane.
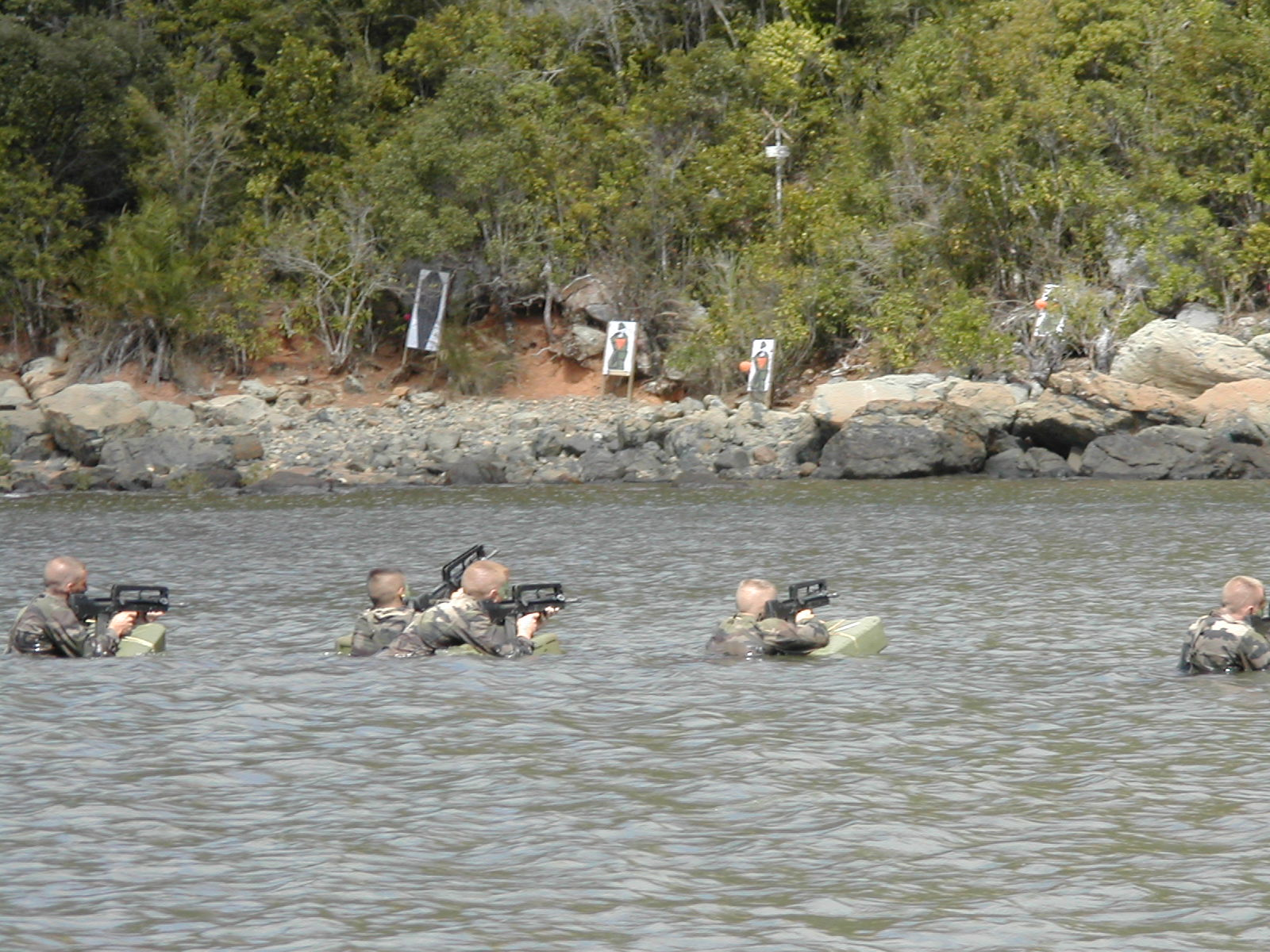
Légionnaires du DLEM.
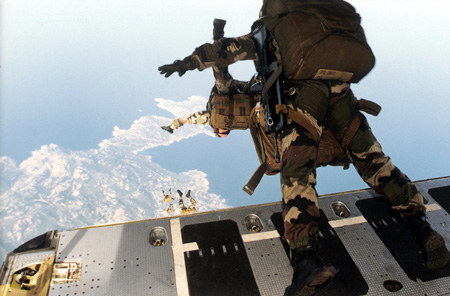
Légionnaires au cours d'un saut à haute altitude.
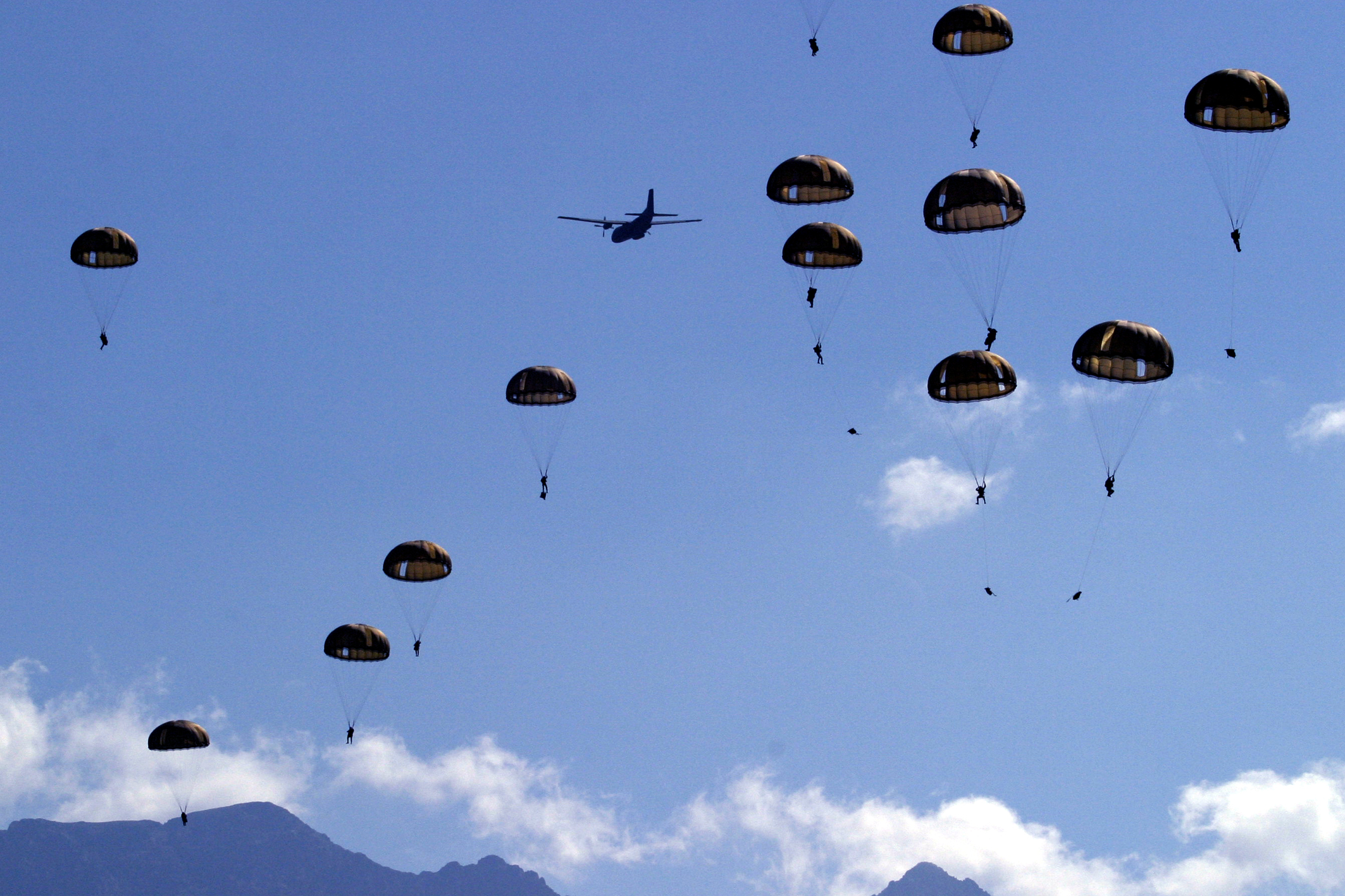
Légionnaires sautant d'un C-160 au cours d'un exercice au-dessus du Camp Raffalli en Corse.

### Uniforme

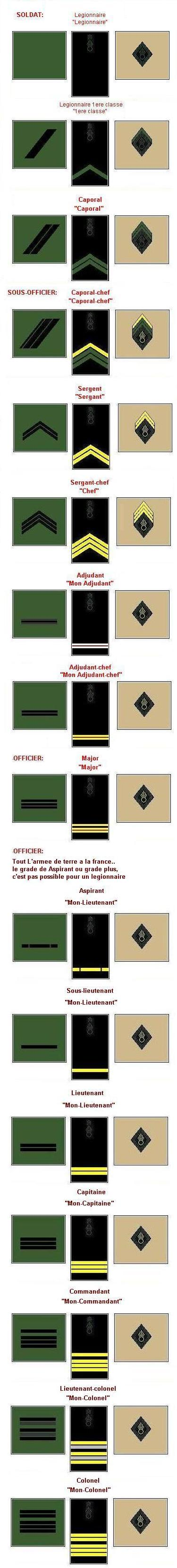
Grades de la Légion étrangère.

L'uniforme de la Légion étrangère se distingue des autres. Il est composé des rangers réglementaires communes, d'un pantalon beige, de la ceinture réglementaire (Cummerbund), d'une chemise beige clair, d'épaulettes vertes et rouges, ainsi que du célèbre képi blanc, qui fait partie intégrante de la gloire de ce corps. En effet, à l'origine, celui-ci était bleu marine comme tous les régiments de l'infanterie. Mais à la suite des longues expositions aux soleils orientaux, les légionnaires recouvrirent leurs képis d'un manchon beige. Et à la suite des lavages répétés, des pluies tropicales et des effets du soleil, celui-ci blanchit année après année.
Les pionniers sont vêtus de la même tenue que les autres légionnaires complétée d'une hache sur l'épaule droite et un tablier en peau de buffle, soit fauve soit blanc. Les légionnaires appartenant aux unités de sapeurs pionniers portent tous la barbe, et lors des différents défilés, sont accompagnés d'un mouton.

#### Béret vert (Légion étrangère)
Attribué officiellement en 1948 aux 1er, 2e et 3e Bataillons Étrangers de Parachutistes (BEP)), le béret vert devient en 1957 la coiffure officielle de tous les régiments étrangers de parachutistes (1er REP et 2e REP). En 1959, il devient la coiffure de repos et d'exercice de toutes les unités de la Légion étrangère.

#### Le képi blanc
Le couvre-képi kaki, parfois complété par un couvre-nuque, était porté par les troupes qui participèrent à la conquête de l'Algérie et du Maroc. Il était destiné à les protéger du soleil. Mais entre l'action du soleil et les lavages répétés, il eut vite tendance à devenir blanc, marquant ainsi la fierté des plus anciens. Le képi blanc est devenu officiel après le fameux défilé du 14 juillet 1939 à Paris. À noter que les sous-officiers, les caporaux-chefs et brigadiers-chefs ayant plus de quinze années de service à la Légion, comme les officiers, portent le képi noir.
La Légion possède une revue officielle créée en 1947 et toujours éditée de nos jours : Képi blanc.
Curiosité : Lettre à un képi blanc, un ouvrage de Bernard Clavel.

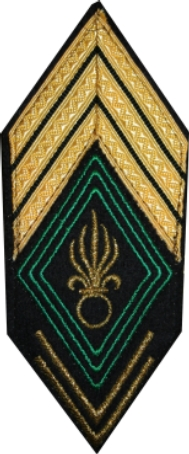
Sergent-chef.

#### Les épaulettes vertes
Les épaulettes de tradition vert et rouge font partie de la tenue à la Légion étrangère depuis 1868. Elles sont désormais portées par les sous-officiers subalternes (jusqu'au grade de sergent-chef) et les militaires du rang. La seule distinction est que pour les caporaux-chefs et les sous-officiers (ainsi que pour tous les personnels de la Musique de la Légion étrangère et des pionniers), ces épaulettes présentent une bande dorée entre la galette verte et les franges rouges.

#### La ceinture bleue
La ceinture de laine pour les troupes d'Afrique était, à l'origine et jusqu'en 1862, un accessoire vestimentaire de couleur variable, destiné à préserver des affections intestinales, en évitant les refroidissements. Longue de 4,20 m et large de 0,40 m, elle nécessite l'aide d'un camarade pour être mise correctement. Si, à l'origine, elle était distribuée dans les corps de l'armée d'Afrique sans distinction de couleur, elle est désormais toujours bleue dans la Légion.

#### La cravate verte
Elle est réglementaire depuis 1946 par suite de l'utilisation par le régiment de marche de la Légion étrangère des stocks des anciens « chantiers de jeunesse ».

### Code d'honneur
Depuis les années 1980, la Légion étrangère s'est dotée d'un code d'honneur de sept articles, destiné à constituer une référence morale pour tous les engagés volontaires. Chaque légionnaire se voit remettre un exemplaire rédigé dans sa langue maternelle lors de son arrivée et doit apprendre par cœur la version française lors de son instruction.

### Les Poètes de la Légion
De nombreux écrivains renommés ont marqué l’histoire de la Légion étrangère. Alan Seeger, poète américain, s’engage en 1914 et trouve la mort en 1916 à Belloy-en-Santerre, laissant derrière lui le célèbre poème I Have a Rendez-vous with Death. Henry Weston Farnsworth, également américain, décrit dans ses lettres les figures marquantes de la Légion avant de tomber au combat en 1915. Le Suisse Blaise Cendrars, mutilé en 1915, poursuit une brillante carrière littéraire, notamment avec La main coupée. L’Allemand Ernst Jünger tire de sa courte expérience légionnaire le roman Jeux africains. L’écrivain italien Curzio Malaparte, blessé pendant la Grande Guerre, explore l’humanisme dans des œuvres telles que La Peau. Albert Puyou de Pouvourville, officier en Indochine, diffuse le taoïsme à travers ses livres, comme L’Annam sanglant. D'autres écrivains, tels que Georges Roulin et Arthur Nicolet, enrichissent la littérature légionnaire avec leurs récits et poèmes. La Légion accueille également des anonymes, comme Mougenot, poète émergent dans la revue Képi Blanc, mort au combat, incarnant le sacrifice des âmes créatives dans la Légion. Ces auteurs reflètent l’intensité de la vie légionnaire, entre engagement militaire et production littéraire.

## Fourragères
Les Fouragères sont des ornements d’uniformes, pas seulement propres aux légionnaires, formées d’une bande de tissu tressée à la manière d’une corde.

## Culture
La Légion étrangère a, depuis de nombreuses décennies, inspiré des œuvres de tous types : livres, films, chansons, etc. Elles présentent souvent l'Institution sous son aspect romantique, mais parfois aussi sous un angle plus à même d'entretenir le mythe du « légionnaire-mystérieux ».

## Conditions actuelles

### Composition
Ayant eu au maximum de son déploiement dans les années 1950 un effectif de 60 000 hommes, la Légion étrangère compte de nos jours 9 000 hommes (1 000 officiers, 2 000 sous-officiers et 6 000 légionnaires de 156 nationalités différentes, répartis dans 12 unités).
- Le socle
  - Commandement de la Légion étrangère (COMLE), installé à Aubagne
  - Groupement du recrutement de la Légion étrangère (GRLE), stationné au Fort de Nogent
  - 1er régiment étranger (1er RE), stationné à Aubagne (800 hommes)
  - 4e régiment étranger (4e RE), régiment de formation, stationné à Castelnaudary (570 hommes plus des stagiaires)
- Les régiments de métropole
  - 1er régiment étranger de cavalerie (1er REC), stationné à Carpiagne (Marseille) (950 hommes)
  - 1er régiment étranger de génie (1er REG), stationné à Laudun (Gard) (1 000 hommes)
  - 2e régiment étranger de génie (2e REG), stationné à Saint-Christol (Vaucluse) (870 hommes)
  - 2e régiment étranger d’infanterie (2e REI), stationné à Nîmes (1 300 hommes)
  - 2e régiment étranger de parachutistes (2e REP), stationné à Calvi (Corse) (1 234 hommes)
  - 13e demi-brigade de Légion étrangère (13e DBLE), stationnée au camp du Larzac (1 300 hommes)
- Les régiments d'outre-mer
  - 3e régiment étranger d’infanterie (3e REI), stationné à Kourou (Guyane) (250 légionnaires et 380 tournants).
  - 5e régiment étranger (5e RE), stationné à Dzaoudzi (Mayotte) (240 hommes, dont 80 légionnaires et 160 tournants)

### Recrutement des légionnaires
| Rang | Nationalité    | Effectifs (1963) |
| ---- | -------------- | ---------------- |
| 1    | Allemands      | 210 000          |
| 2    | Italiens       | 60 000           |
| 3    | Belges         | 50 000           |
| 3    | Français       | 50 000           |
| 5    | Espagnols      | 40 000           |
| 6    | Suisses        | 30 000           |
| 7    | Polonais       | 10 000           |
| 8    | Russes         | 6 000            |
| 9    | Autrichiens    | 5 000            |
| 10   | Hongrois       | 4 000            |
| 10   | Grecs          | 4 000            |
| 10   | Tchèques       | 4 000            |
| 13   | Néerlandais    | 3 000            |
| 13   | Yougoslaves    | 3 000            |
| 15   | Luxembourgeois | 2 300            |
| 16   | Britanniques   | 1 500            |
| 16   | Roumains       | 1 500            |
| 18   | Portugais      | 1 300            |
| 19   | Danois         | 1 000            |
| 19   | Turcs          | 1 000            |
| 21   | Américains     | 700              |
| 22   | Bulgares       | 500              |
| 22   | Finlandais     | 500              |
| 22   | Suédois        | 500              |
| 22   | Algériens      | 500              |
| 26   | Vietnamiens    | 200              |
| 26   | Marocains      | 200              |
| 26   | Tunisiens      | 200              |
| 26   | Lettons        | 200              |
| 30   | Argentins      | 100              |
| 30   | Brésiliens     | 100              |
| 30   | Japonais       | 100              |
| 30   | Canadiens      | 100              |
| 30   | Lituaniens     | 100              |
| 30   | Norvégiens     | 100              |
| 30   | Égyptiens      | 100              |

- Ministère de la Défense : Site de recrutement de la Légion étrangère[51].
- Portail Internet de la Légion étrangère[52].

Pas assez de francophones
Le nombre de francophones, essentiellement français, est limité (représentant 11 % du recrutement en 2019) et pour la période 2021, 1 100 engagés, un peu plus de 150 sont des Français (soit 13,7 %). La bonne compréhension des ordres passe par un apprentissage du français pour les allophones. Cet enseignement (la méthode Képi blanc) consiste à inculquer aux volontaires allophones 500 mots-clés au terme des quatre premiers mois d’instruction afin de comprendre les ordres de base. L’acquisition doit être assurée par les légionnaires francophones, jouant le rôle de professeurs de français auprès de trois ou quatre camarades. Ce qui donne un résultat hybride, reconnaissable entre tous mais qui s’avère très fonctionnel. À tel point qu’une chercheuse en linguistique a même consacré une thèse à ce qu’elle appelle le « légiolecte »: « Définir et étudier le français de la Légion étrangère ».

#### Origine des Légionnaires
À droite figure un tableau des effectifs de la Légion réalisé en 1963 et établissant l'origine nationale de plus de 600 000 légionnaires ayant servi de 1831 à 1961. À un moment donné, les principales nationalités d'origine de la Légion étrangère sont en étroite corrélation avec les événements en cours à ce moment, la Légion permettant d'échapper à de nombreux tracas pour les laissés pour compte d'une guerre ou d'un régime en difficulté. C'est pourquoi on voit sur ce tableau une très forte majorité d'Allemands (large recrutement après les deux guerres mondiales), avec une évolution ces dernières années : environ 1 000 recrues sont engagées par an, un quart du recrutement s'effectuant dans l'Europe de l'Est, les Français ne représentant que 10 % à 15 % et les Francophones entre 20 et 25 %.

#### Recrutement
L'engagement initial d'un légionnaire est un contrat de cinq ans : obligatoirement sous statut de « célibataire », il ne peut prétendre à disposer d'un véhicule personnel ni à louer un appartement en son nom propre.
Un site officiel de recrutement a été mis en place et précise les conditions de recrutement au sein de la Légion étrangère. En ce qui concerne les limites d'âge, elles vont de 17 ans et demi (avec autorisation parentale) à 39 ans et demi. Un candidat français peut postuler à la Légion étrangère en se déclarant d'une nationalité étrangère lors de son engagement.
Un effort considérable, entrepris fin 2015, développe le recrutement de la Légion ; c'est ainsi que 1 700 légionnaires sont recrutés en 2016 et 1 300 en 2017. Cet effort se poursuit jusqu'en 2018 où les effectifs n'ont jamais été aussi importants depuis 1962. En 2016, chacun des régiments a été augmenté d'une Unité Élémentaire (Compagnie ou Escadron) et la 13e DBLE s'est restructurée pour atteindre un effectif de 1 200 hommes. Ce régiment est le premier à être doté du nouveau fusil d'assaut HK416, remplaçant du FAMAS.

#### Statut des légionnaires
Le statut des militaires servant à titre étranger est régi par le décret du 12 septembre 2008. Ce dernier vient abroger le précédent décret (no 77-789 du 1er juillet 1977). La Légion étrangère forme aussi elle-même ses parachutistes.
Depuis la création de la Légion étrangère en 1831, les recrues pouvaient être engagées sous « identité déclarée », identité d'emprunt leur garantissant l'anonymat. Cette mesure, qui « permettait de recruter les personnes rapidement sans avoir à vérifier leur identité et accordait ainsi à certains une seconde chance », était devenue systématique, ce qui privait les légionnaires de nombreux droits (souscription d'un emprunt, droit de vote, de reconnaissance d'un mariage, d'un enfant, droit d'héritage). Depuis septembre 2010, cette disposition n'est plus obligatoire mais optionnelle, la majorité des recrues étant désormais engagées sous identité réelle.

#### Femmes dans la Légion
La Légion étrangère, contrairement à d'autres corps de l’Armée française au recrutement exclusivement masculin, ne bénéficie d'aucune disposition statutaire interdisant le recrutement des femmes. Néanmoins, et compte tenu du fort taux de sélection à l'engagement (les recrues sont sélectionnées après trois semaines de tests et environ un candidat sur six a été engagé en 2006, un sur dix en 2012), celle-ci ne recrute, comme légionnaires, que des hommes. À noter toutefois qu'une femme britannique, Susan Travers, fut immatriculée à la Légion étrangère durant la Seconde Guerre mondiale.
En revanche, un nombre variable d'officiers et de sous-officiers féminins servent en son sein, en tant que « cadres du régime général affectés à la Légion ». Si ces femmes portent le béret de l'Institution, elles n'en portent pas les attributs de tradition (képi blanc, épaulettes rouges et vertes, ceinture bleue), au même titre d'ailleurs que leurs homologues masculins du régime général, plus nombreux, qui servent dans les rangs de la Légion étrangère.

## Galerie d'images
Tableau chronologique, résumé non exhaustif, par photos et sujets divers (dates et événements).

### XIXesiècle-XXesiècle

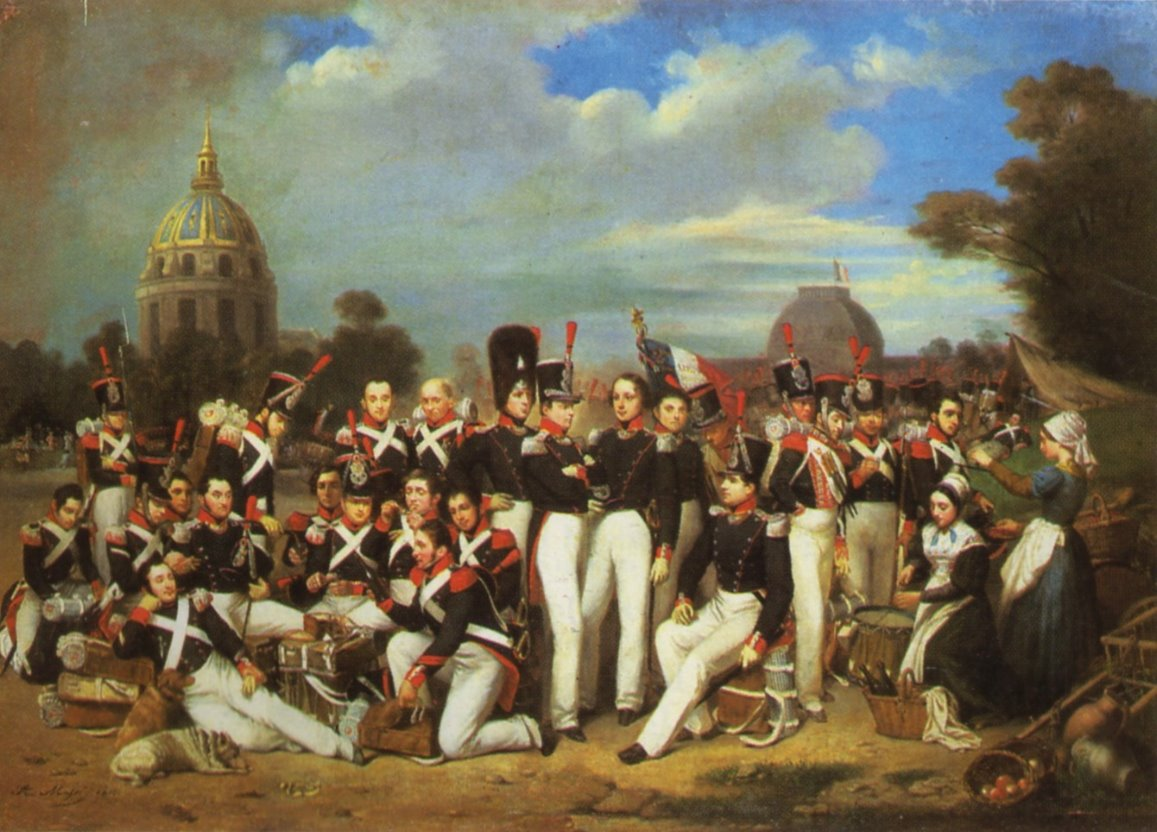
Une compagnie de la 2e légion sur le Champ-de-Mars à Paris (1836).
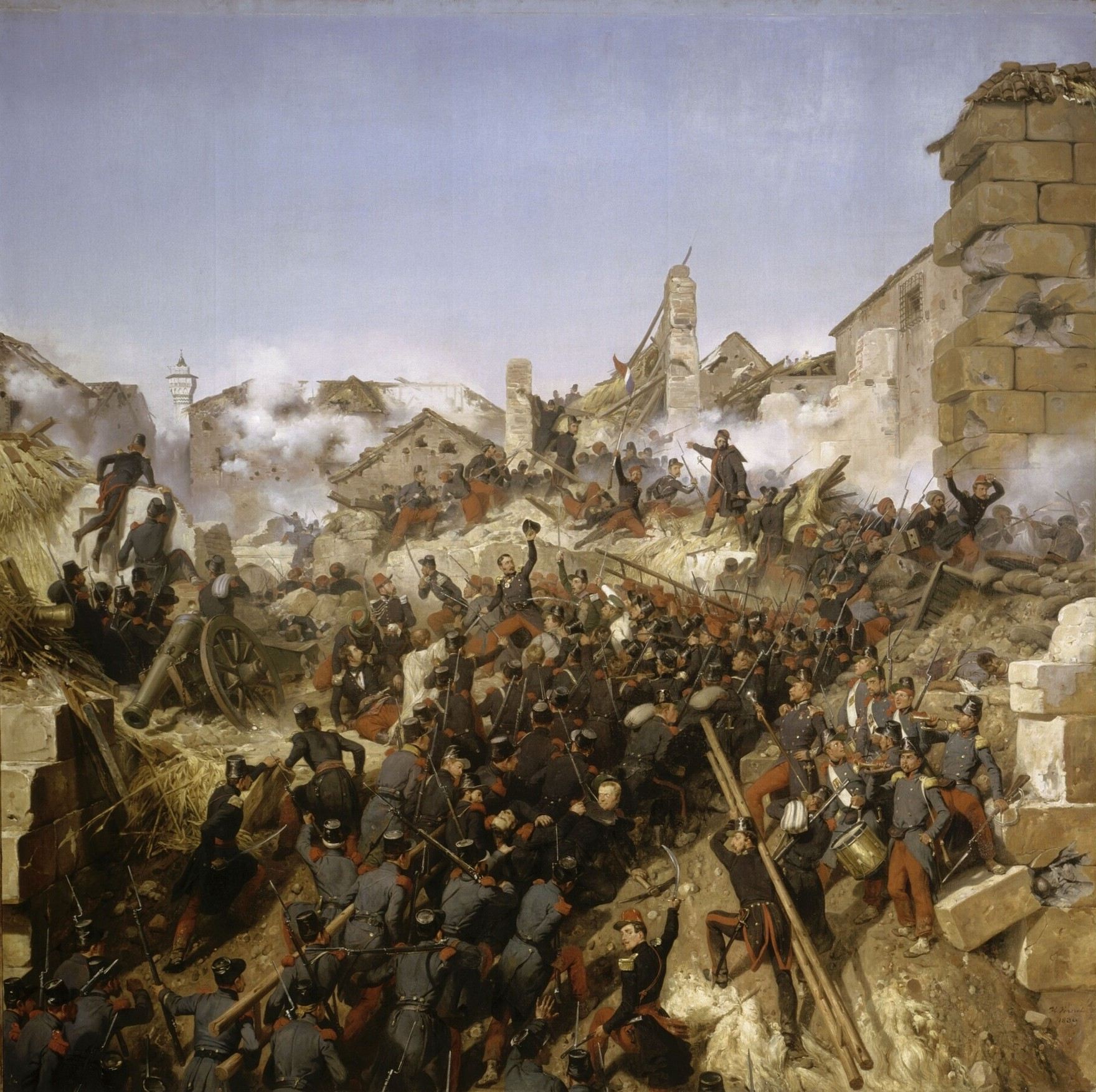
La prise de Constantine 1837 par Horace Vernet.
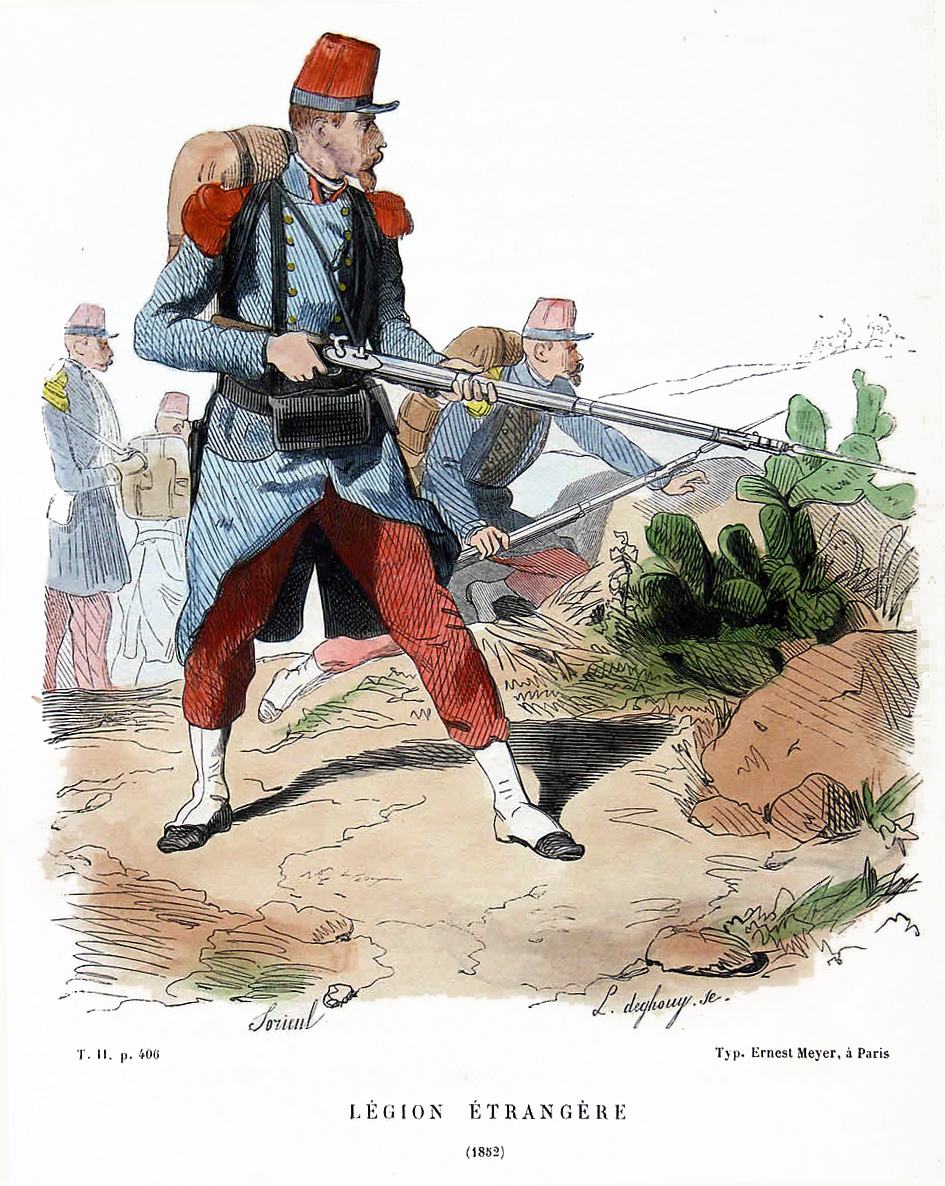
Uniforme de la Légion étrangère (1852).
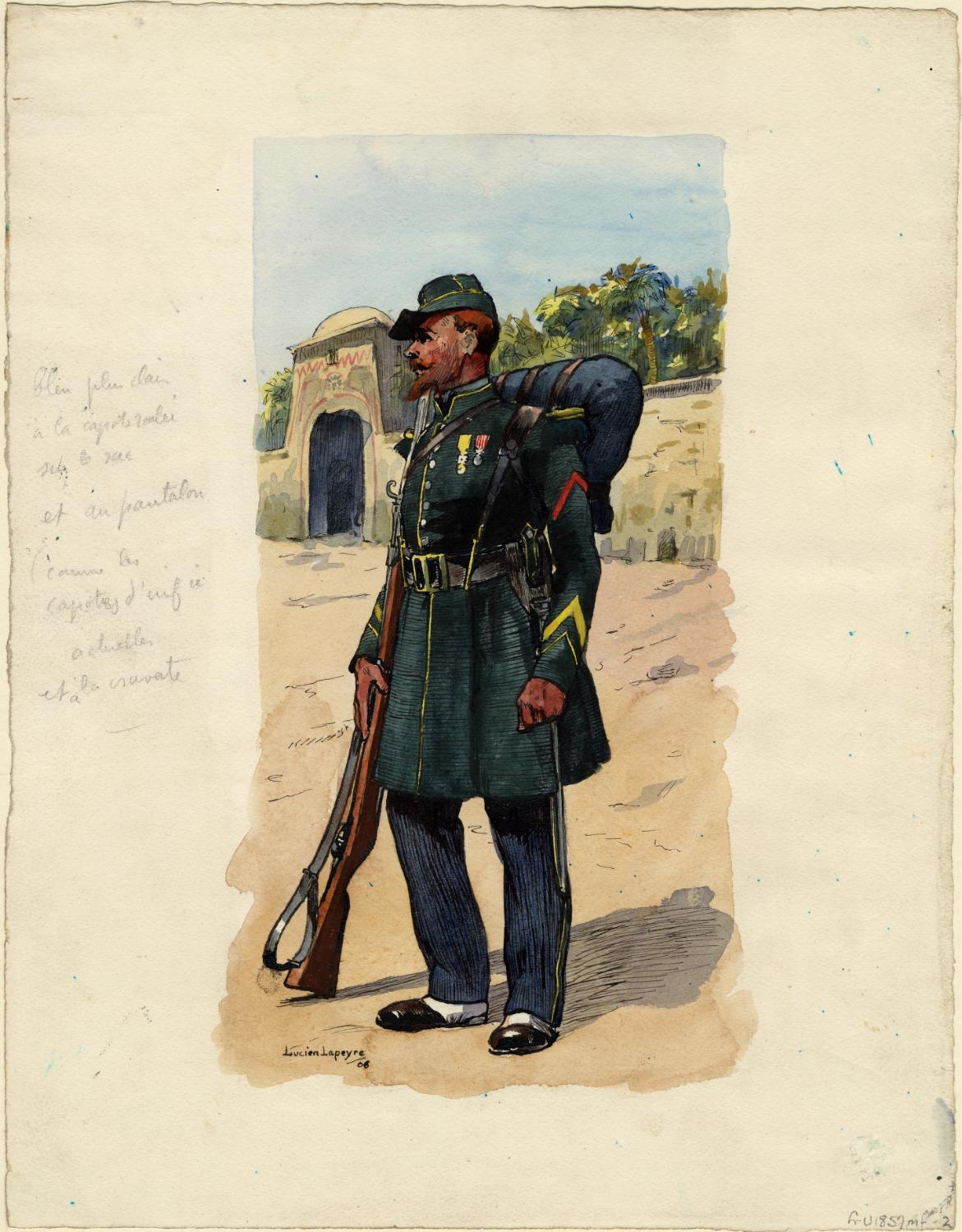
Lucien Lapeyre, caporal de la Légion étrangère française (1858).
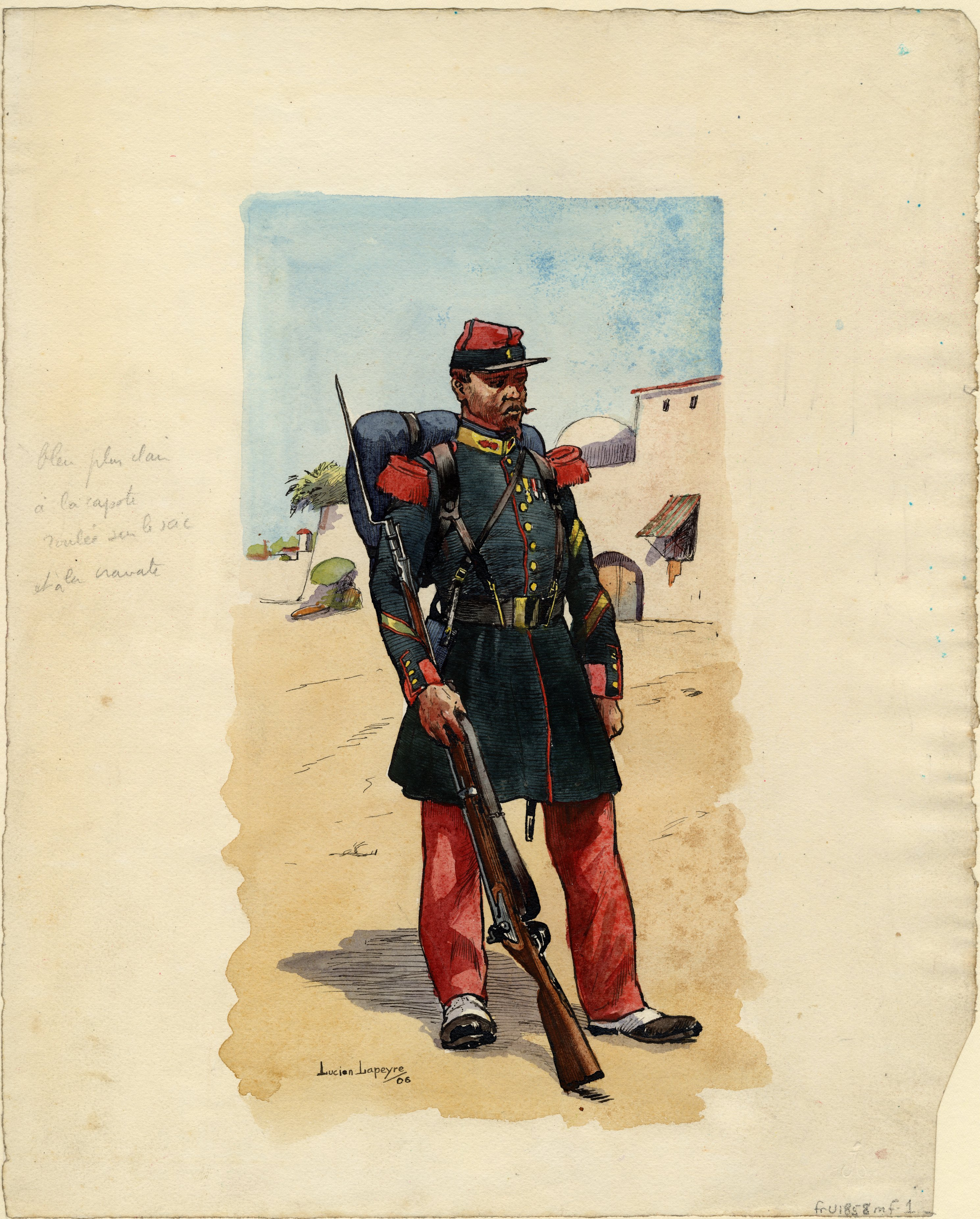
Grenadier, sergent du 1er régiment de la Légion étrangère (1858).
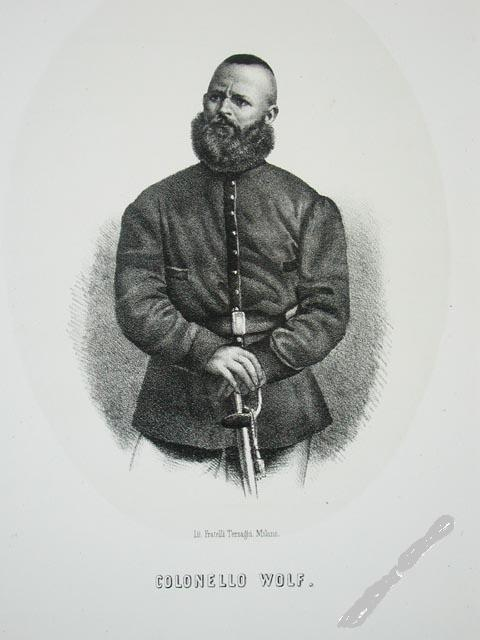
Luigi Wolff (en) (1861).
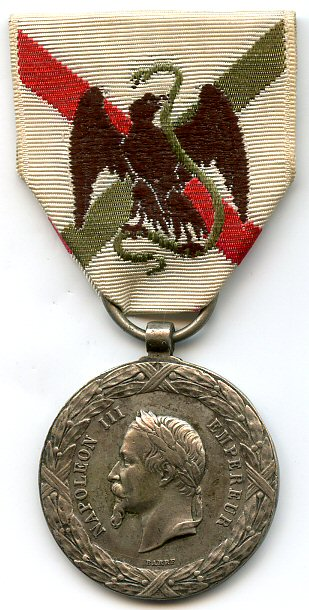
Médaille de Expédition du Mexique (1861 - 1867).
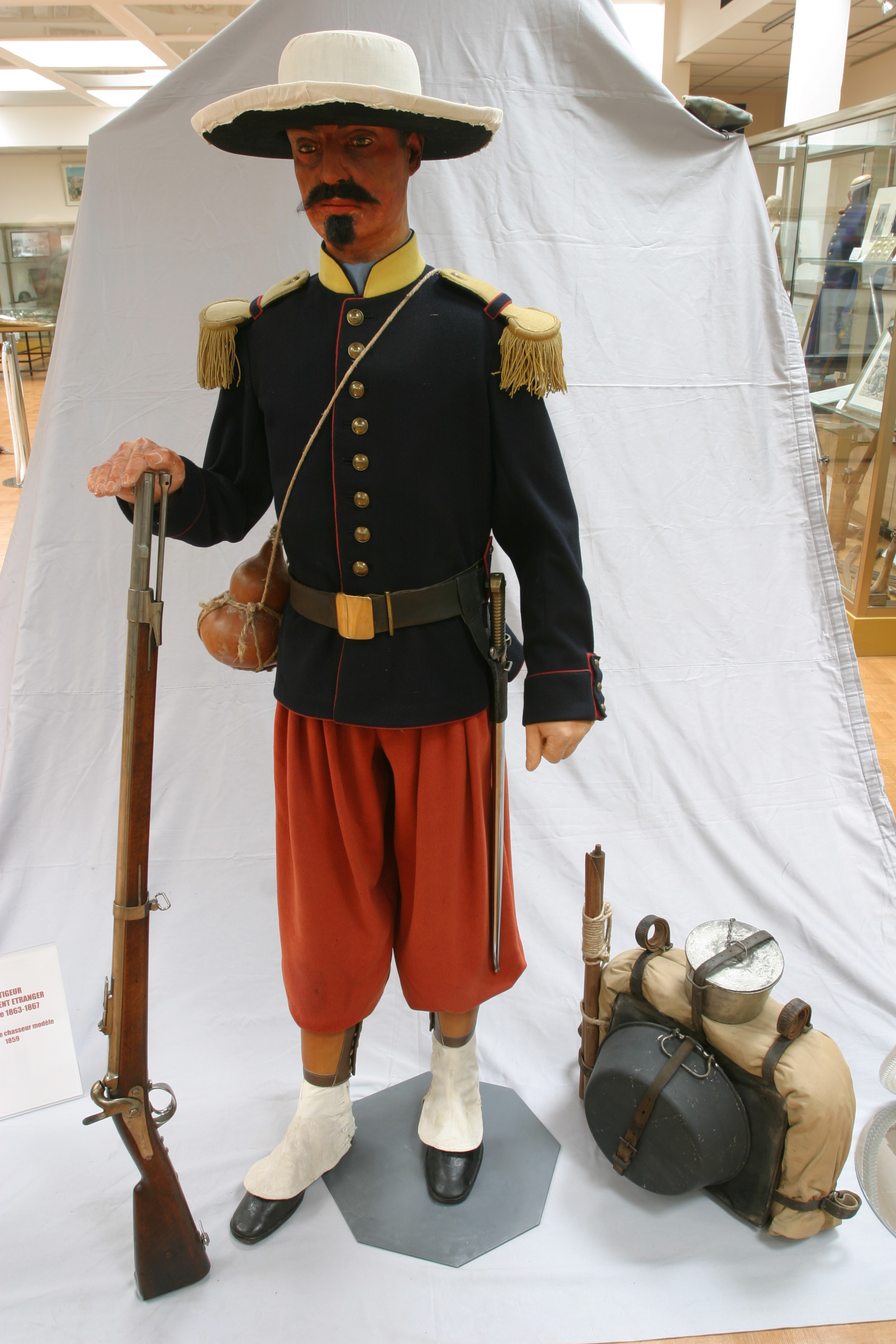
Tenue de Légionnaire lors de la campagne du Mexique (1863).
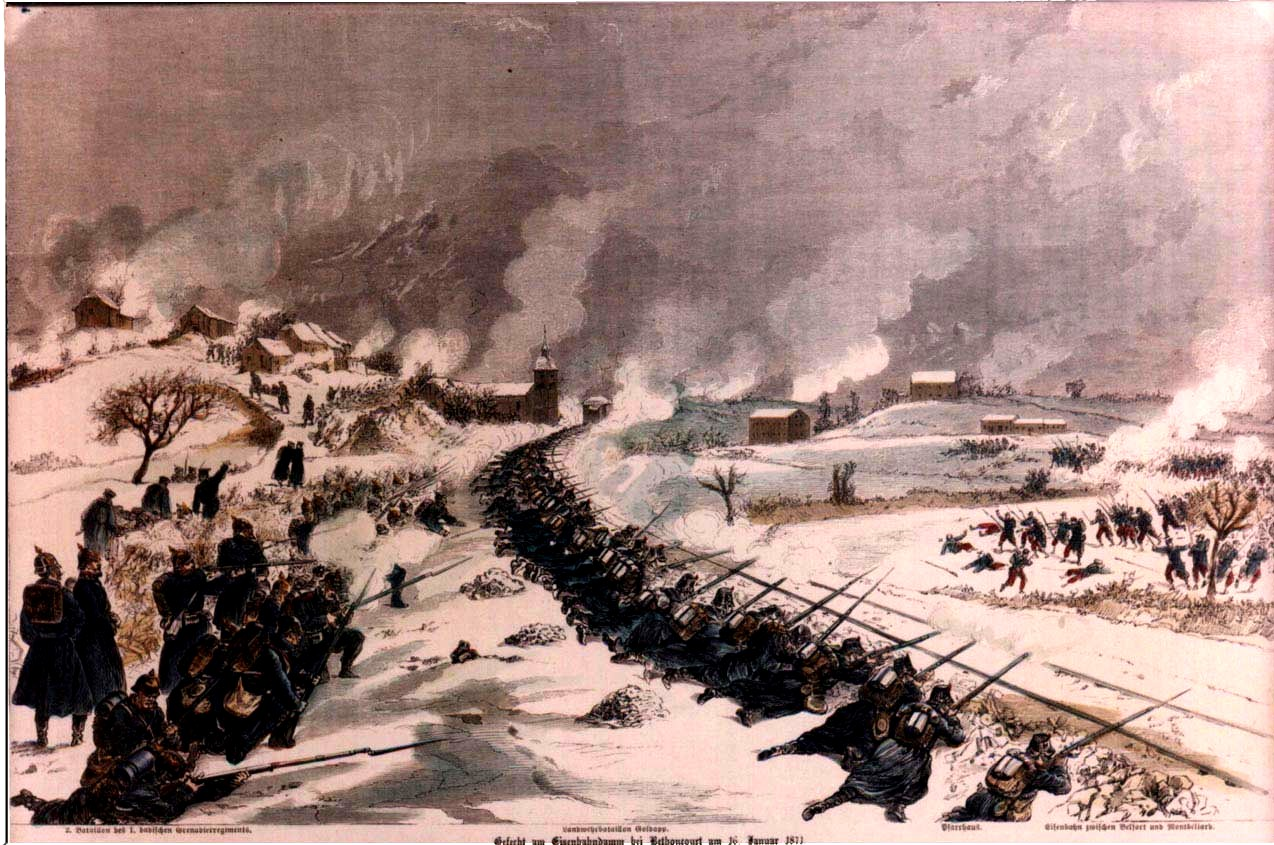
Bataille d'Héricourt (1871).
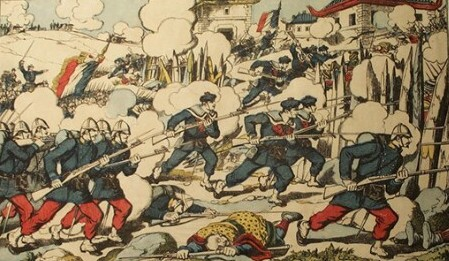
Combat de Lang-Kep (1884).
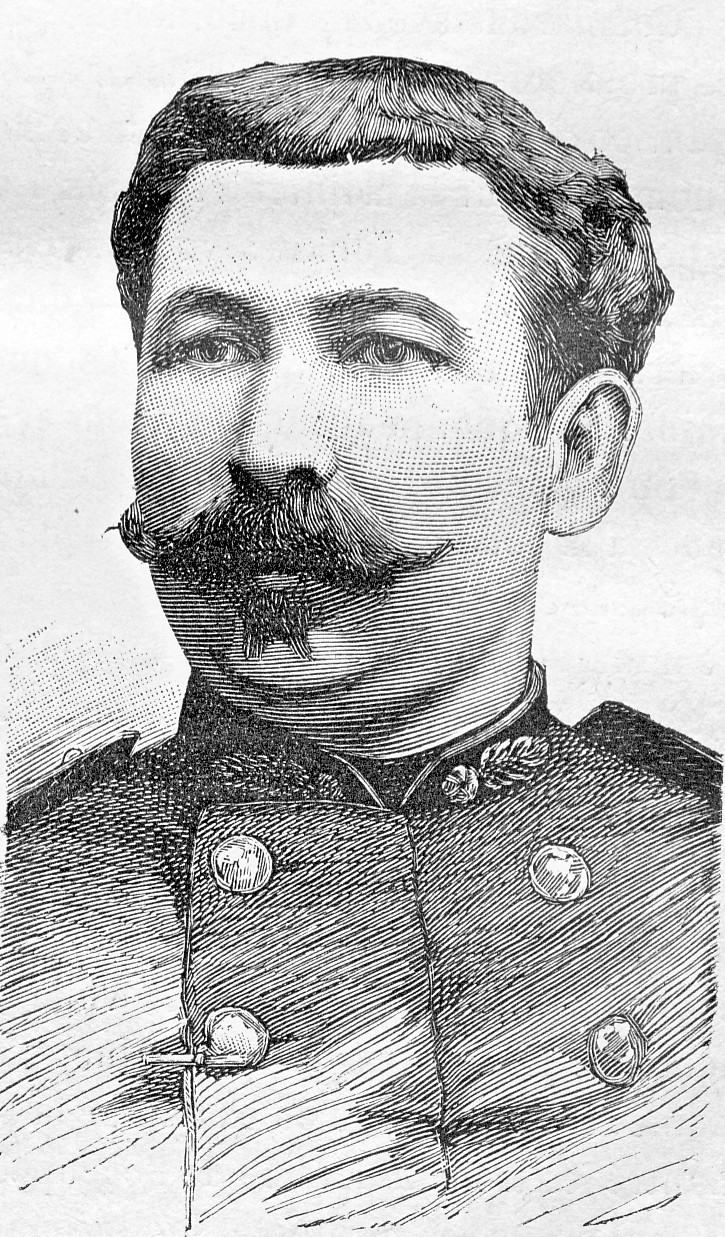
Le lieutenant Goeury de la Légion étrangère, qui fut blessé le 19 novembre 1884 à Yu Oc.
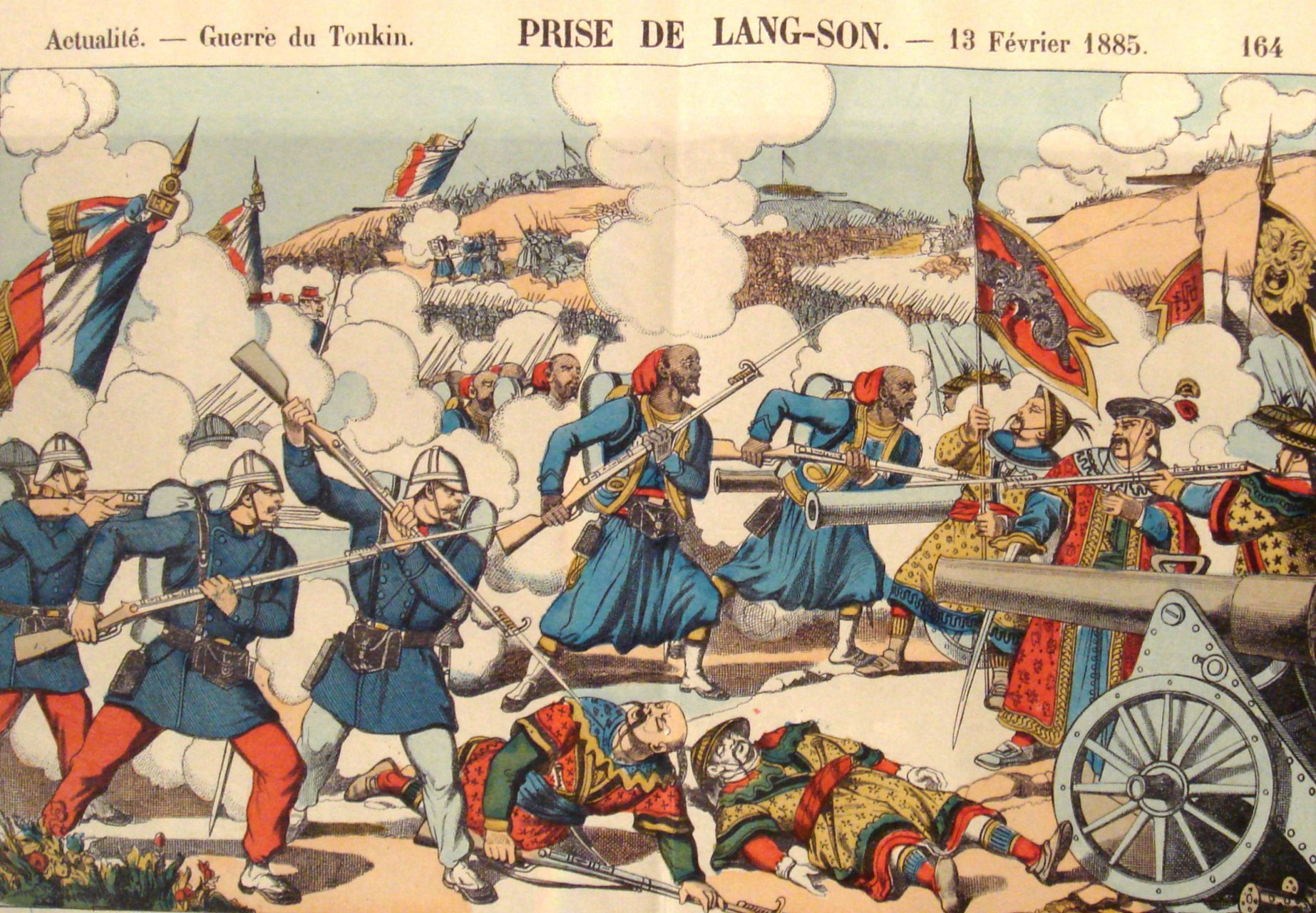
Capture de Lạng Sơn par l'armée française en février 1885, sous le commandement du général Oscar de Négrier lors de la Guerre franco-chinoise.
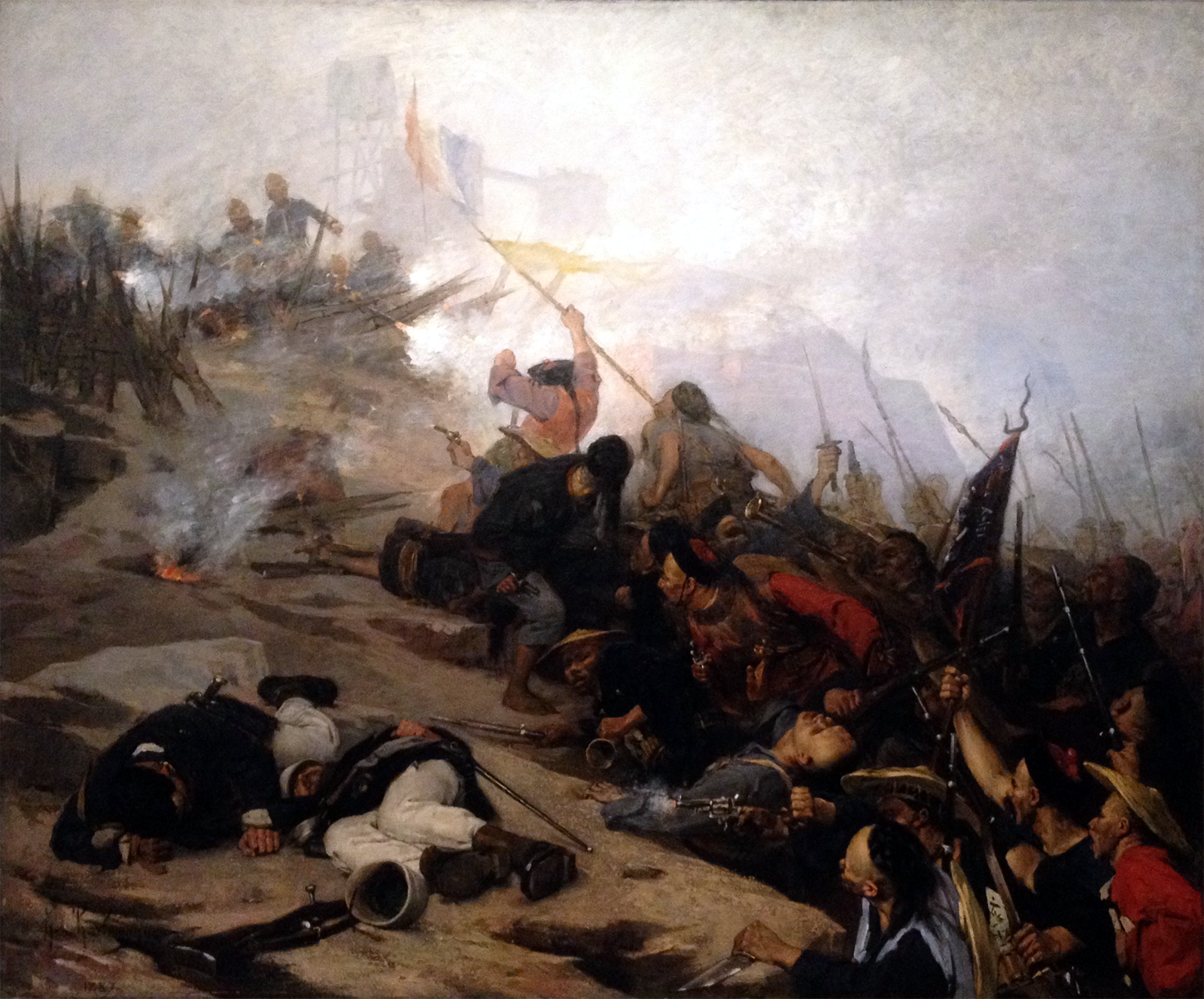
Siège de Tuyên Quang (1885) par Hippolyte Charlemagne.
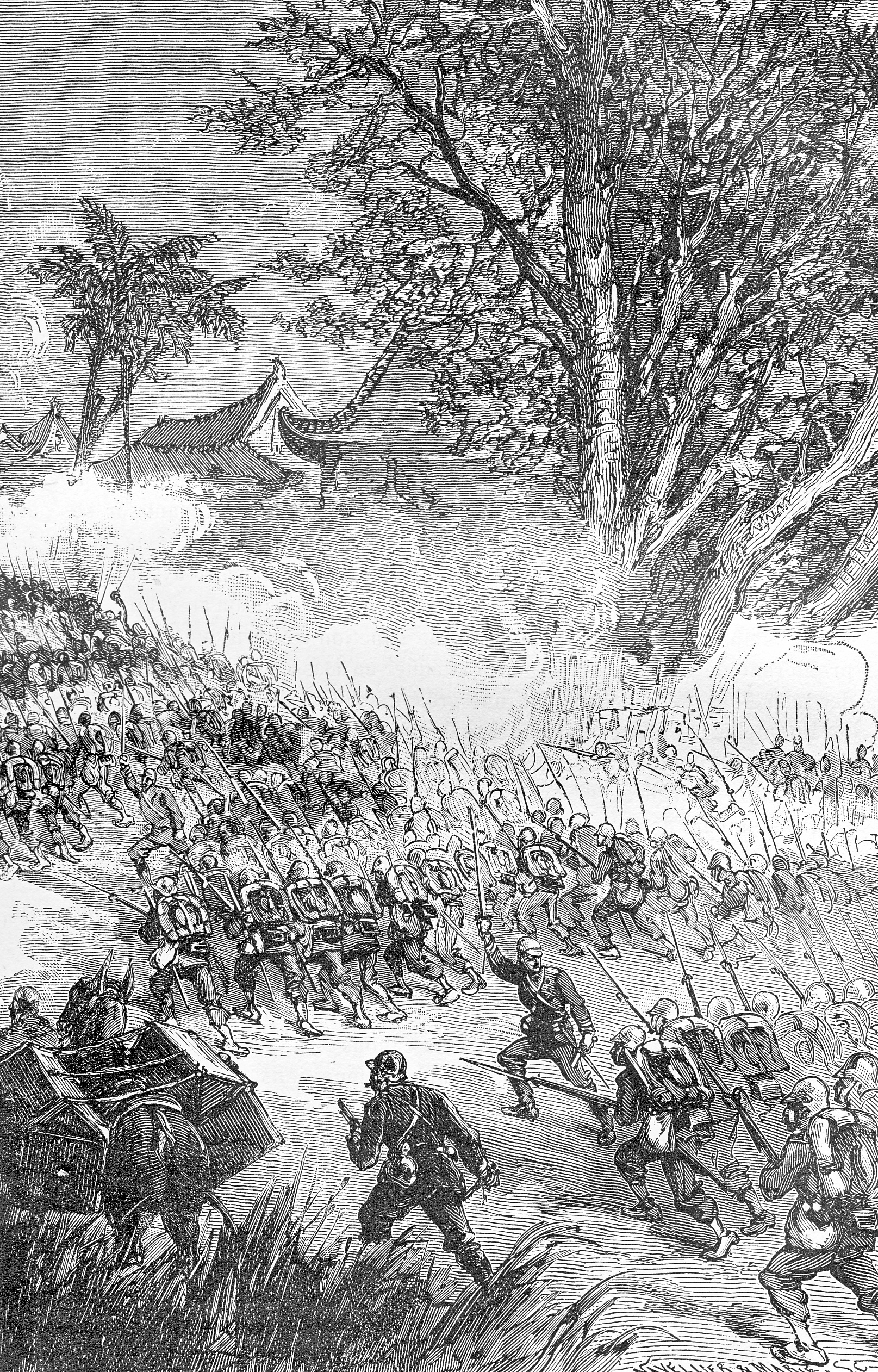
Attaque française du Fort Bamboo, Keelung, le 7 mars 1885.
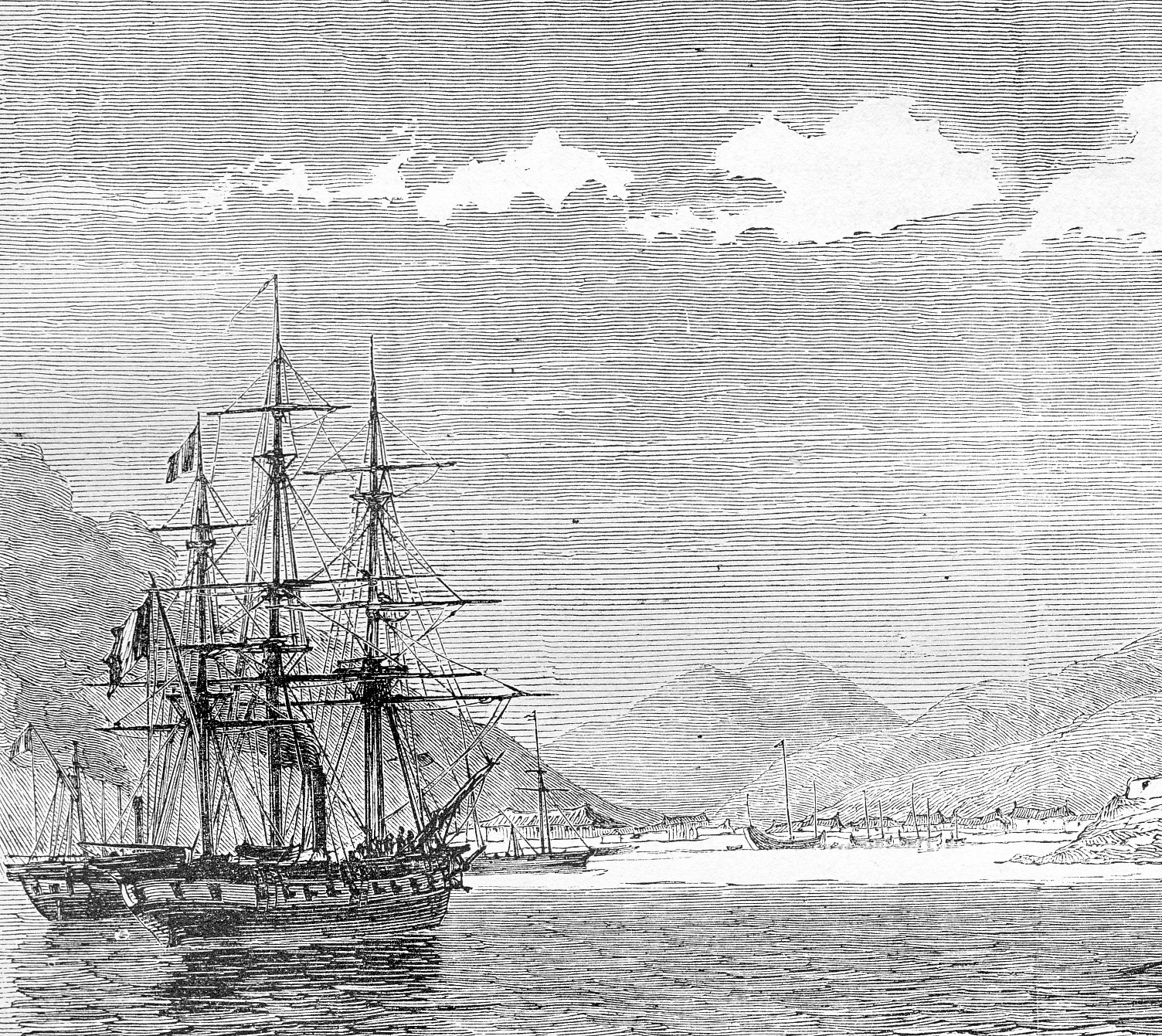
Evacuation de Keelung, le 22 juin 1885.
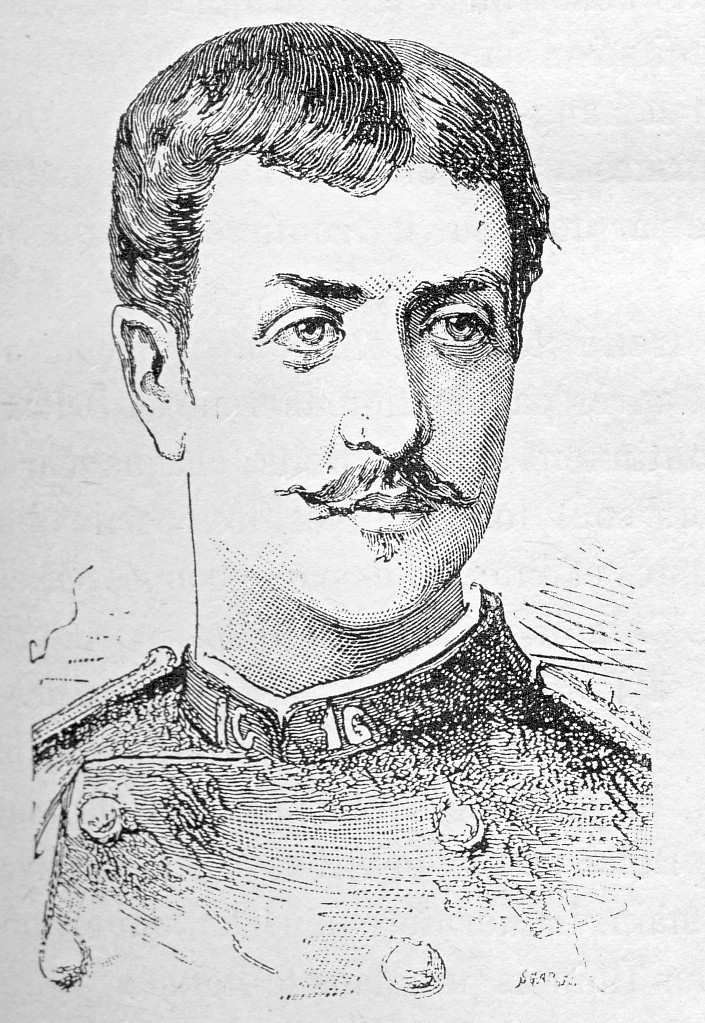
Le 2e lieutenant René Normand du 111e bataillon tué à Bang Bo, le 24 mars 1885.
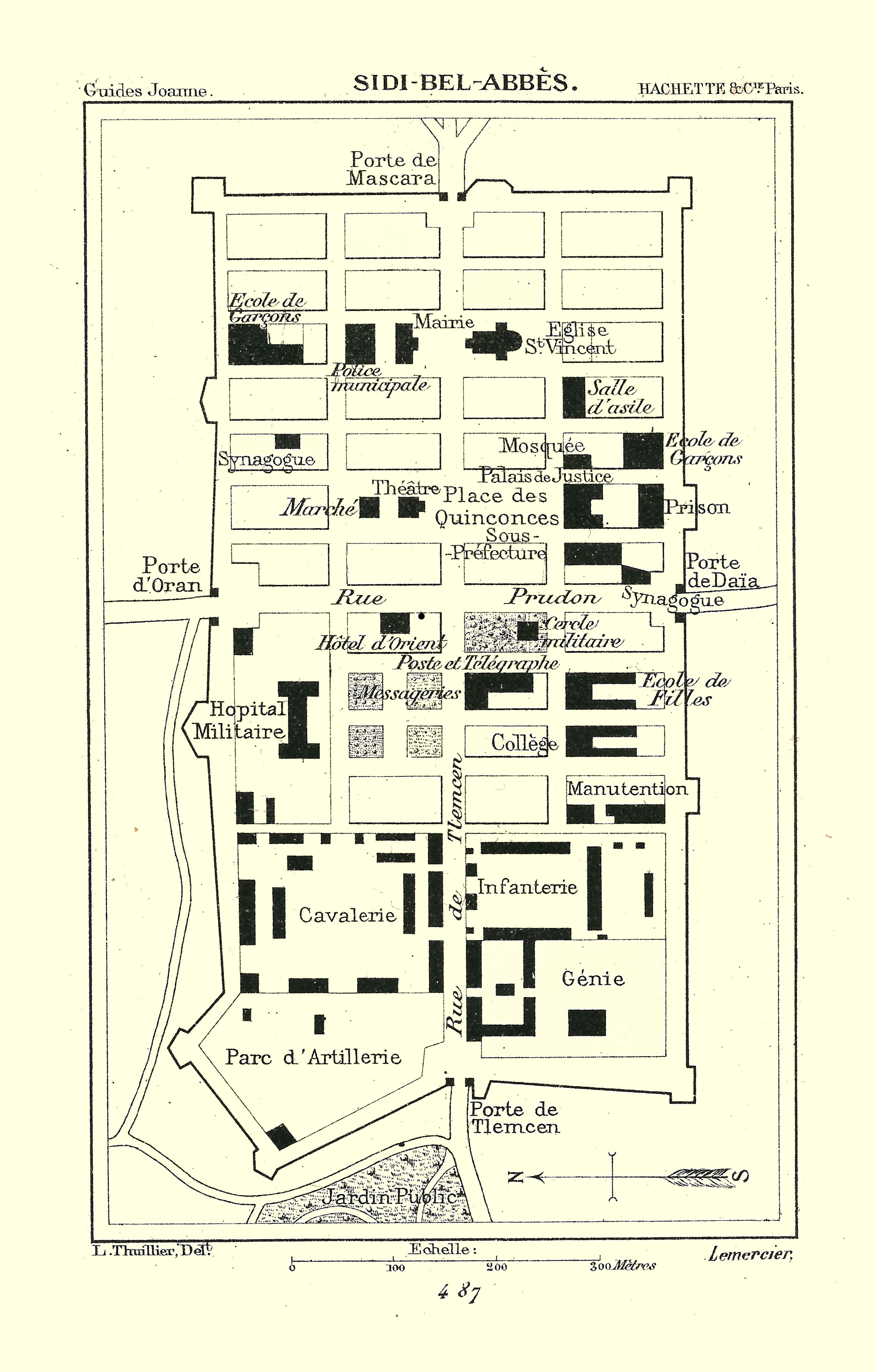
Citadelle et garnison de La Légion, en 1887 à Sidi Bel Abbès.
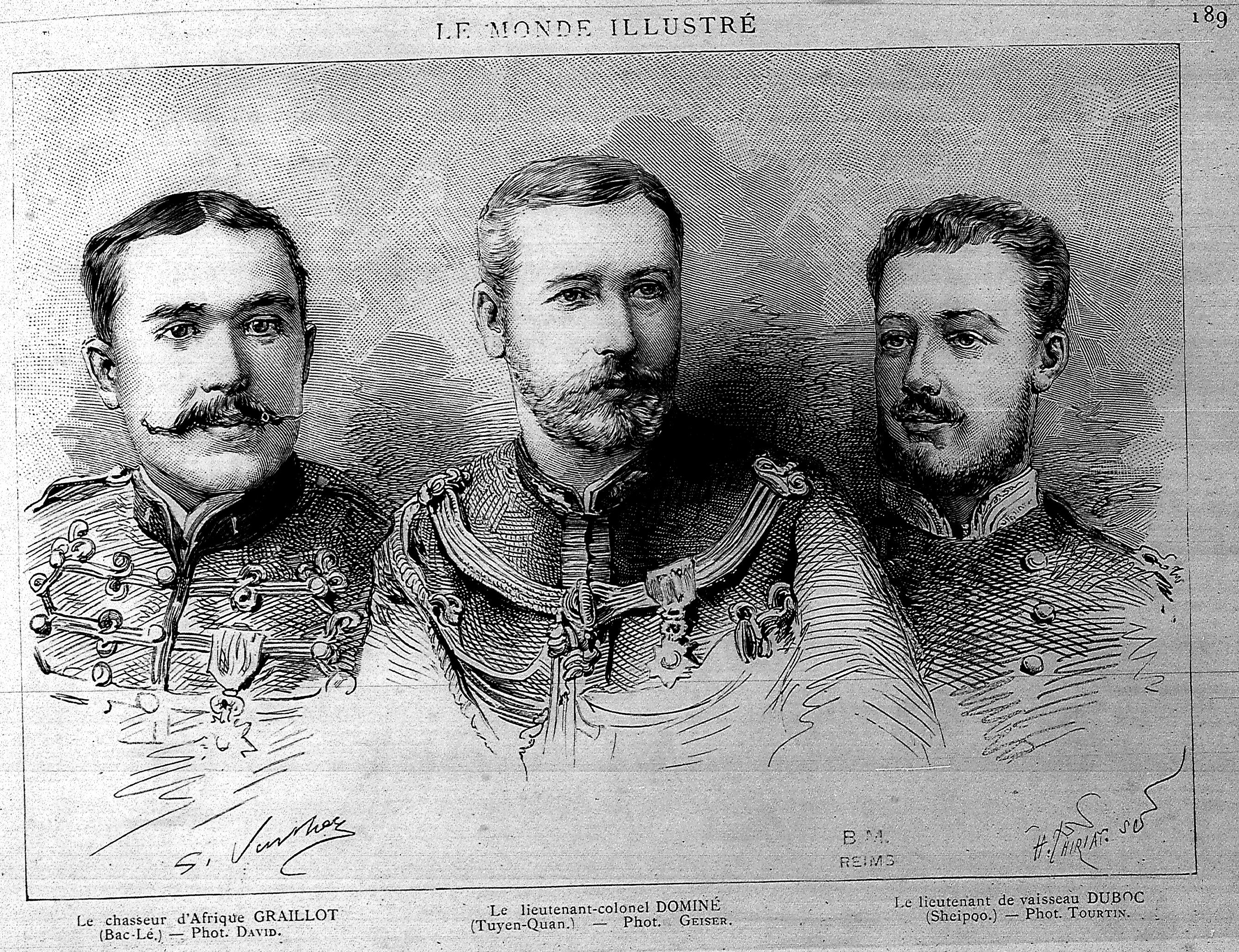
Siège de Tuyên Quang, Photo d’officiers du 30 décembre 1899.
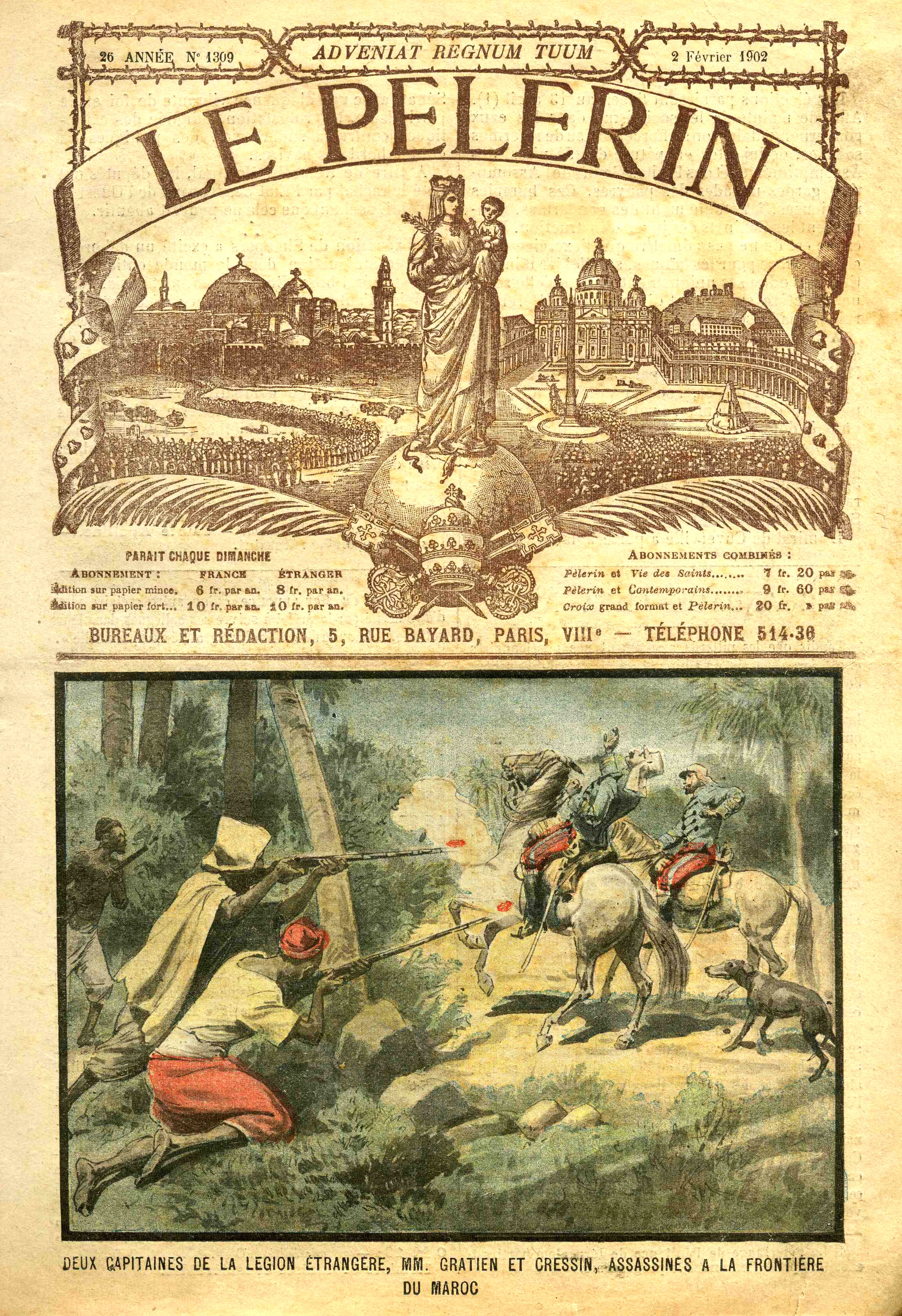
La « une » du Pèlerin en date du 2 février 1902.
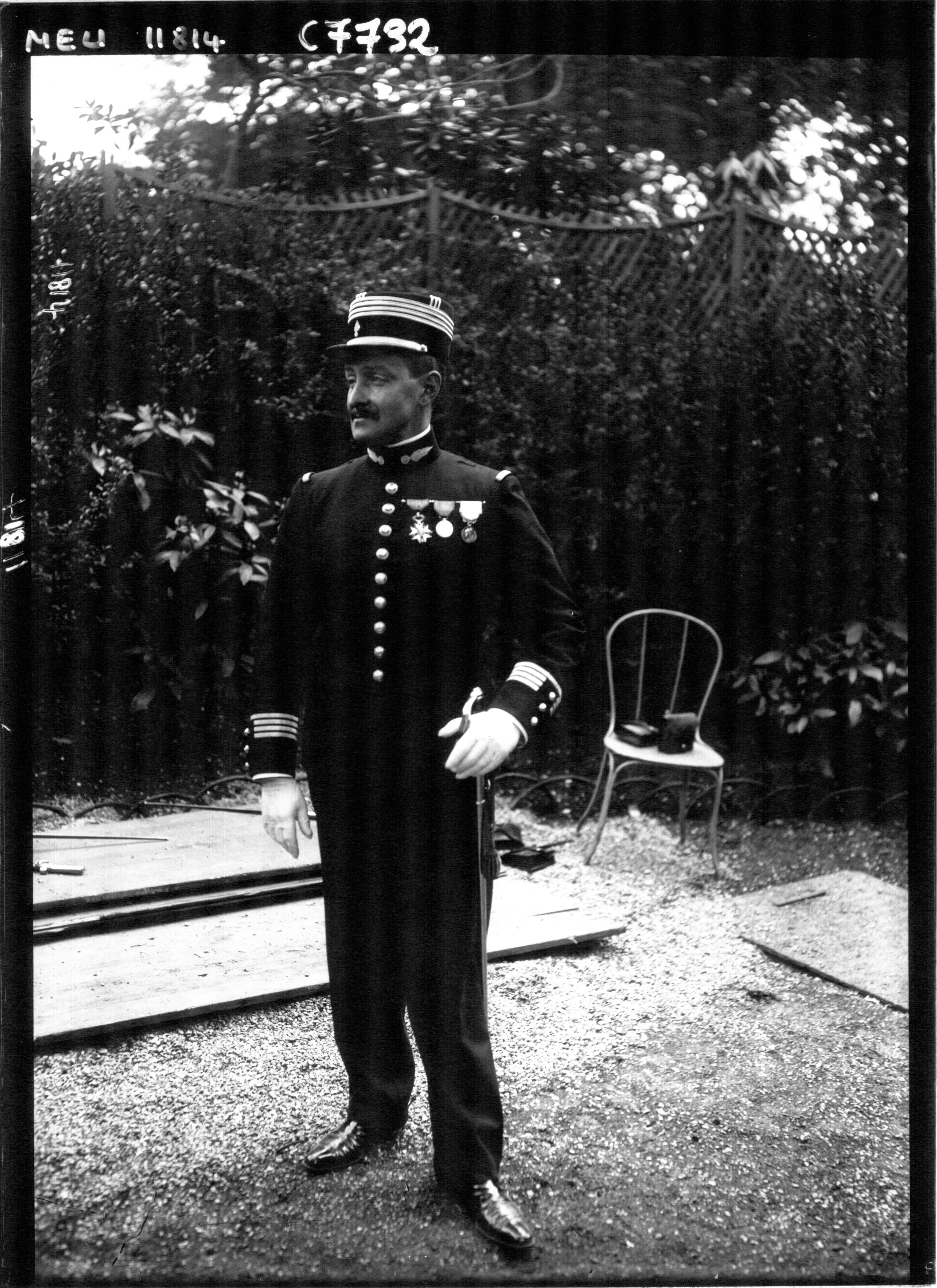
Le capitaine Henri Mordacq gagne le championnat d'épée des officiers de France (1906).
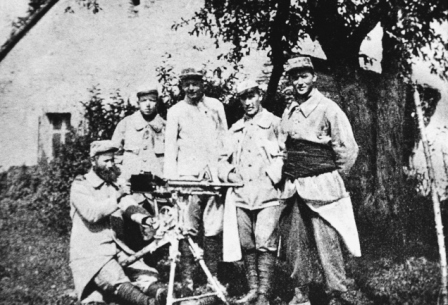
Membres du Corps volontaire suédois au sein de la Légion étrangère française. Nils Persson (avec la mitrailleuse), Edgard Meissner, Elow Nilson, Olof Bremer et Ivan Lönnberg (1908).
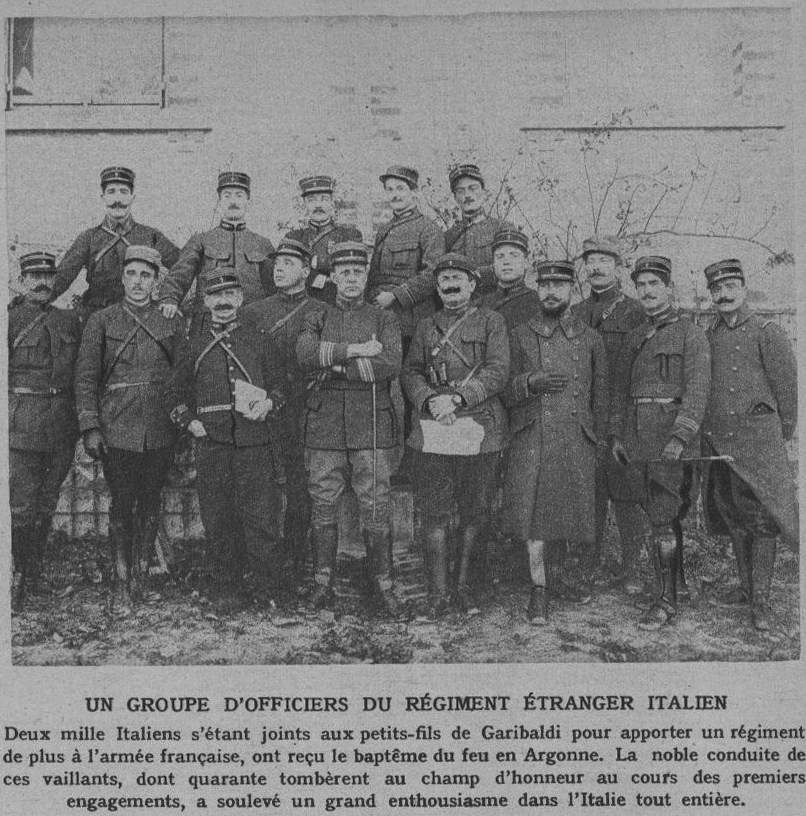
Un groupe d'officiers italiens du régiment étranger de la Légion étrangère, au centre avec la badine, le lieutenant colonel Peppino Garibaldi, le 24 janvier 1915.
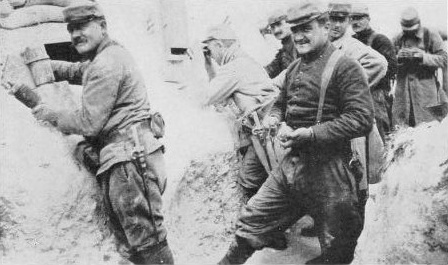
Américains dans la Légion étrangère montrant un type de grenades à main (1916).
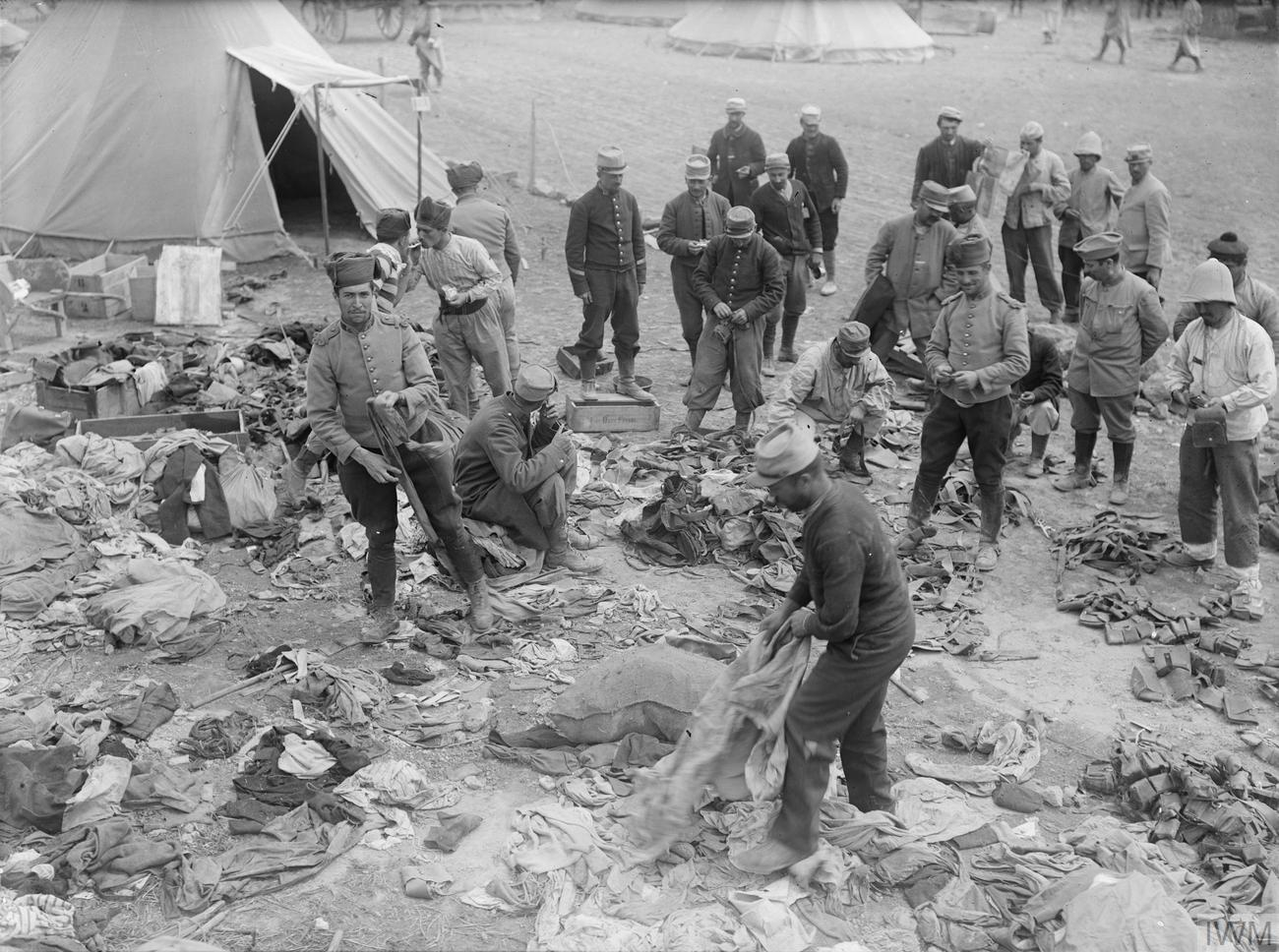
Lors de la Bataille des Dardanelles, campagne de Gallipoli (avril 1915 - janvier 1916). Des hommes de la Légion étrangère française et Zouaves français vus dans le camp de Sedd el Bahr.
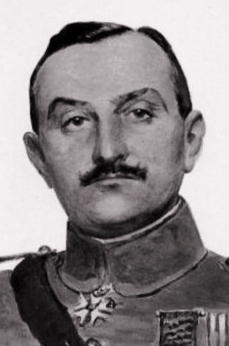
Le général Henri Mordacq lors de la refonte de la Légion étrangère (1919).
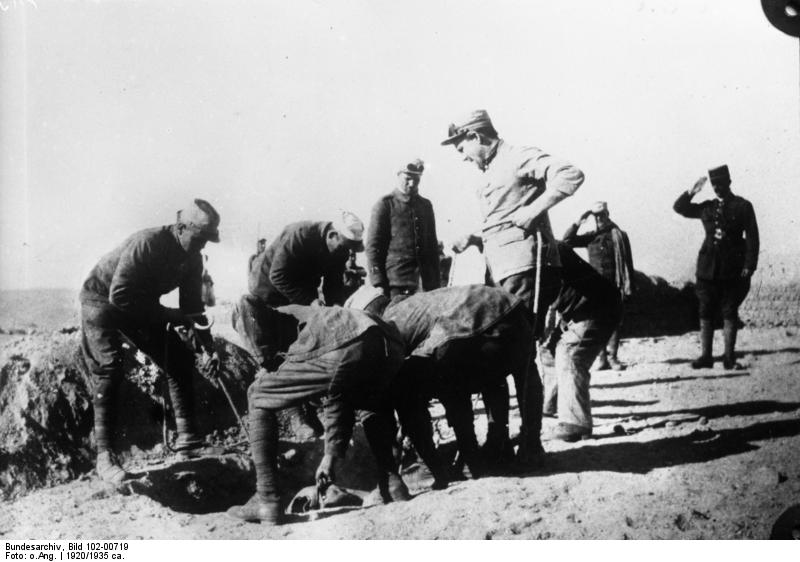
Au Maroc, la Légion étrangère à l'enterrement d'un camarade (années 1920).
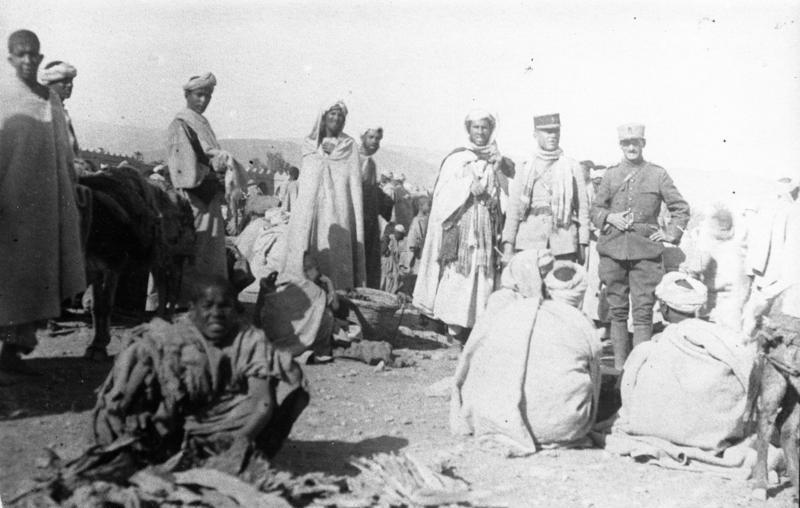
Au Maroc, la Légion étrangère parmi les autochtones (années 1920).
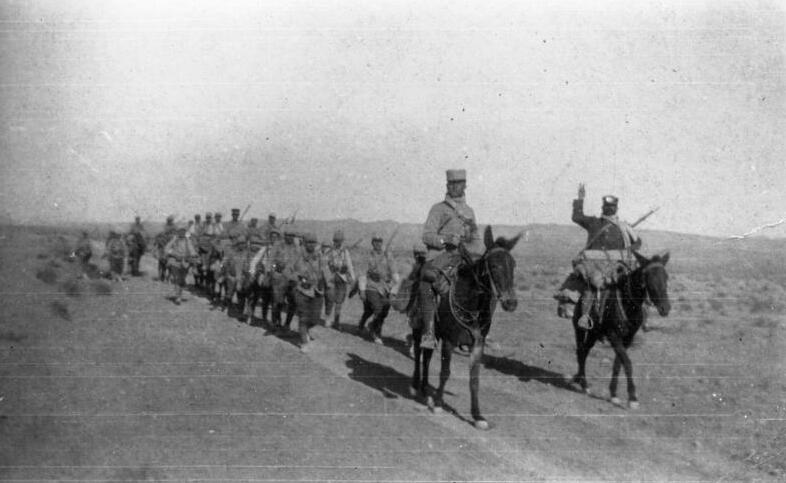
Au Maroc, Légionnaires en marche. Deux hommes ont un âne à monter et se l'échange toutes les heures (années 1920).
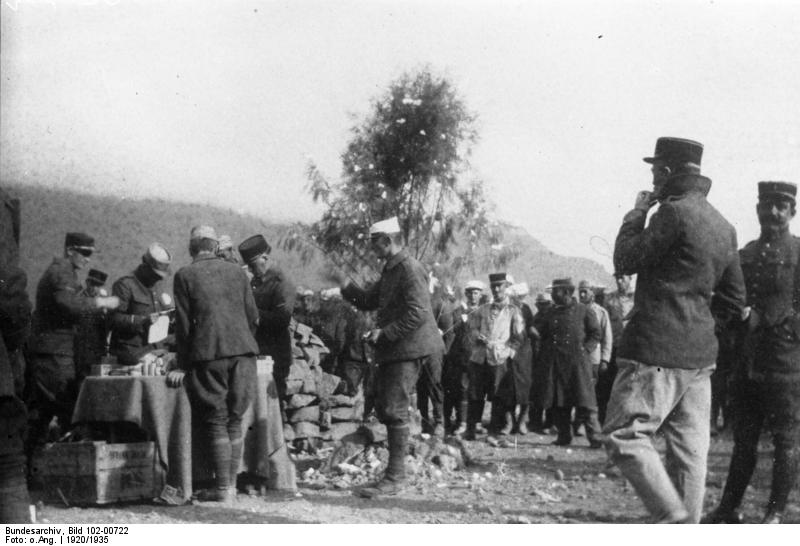
Au Maroc, Noël dans la Légion étrangère et répartition des dons aux Légionnaires (années 1920).
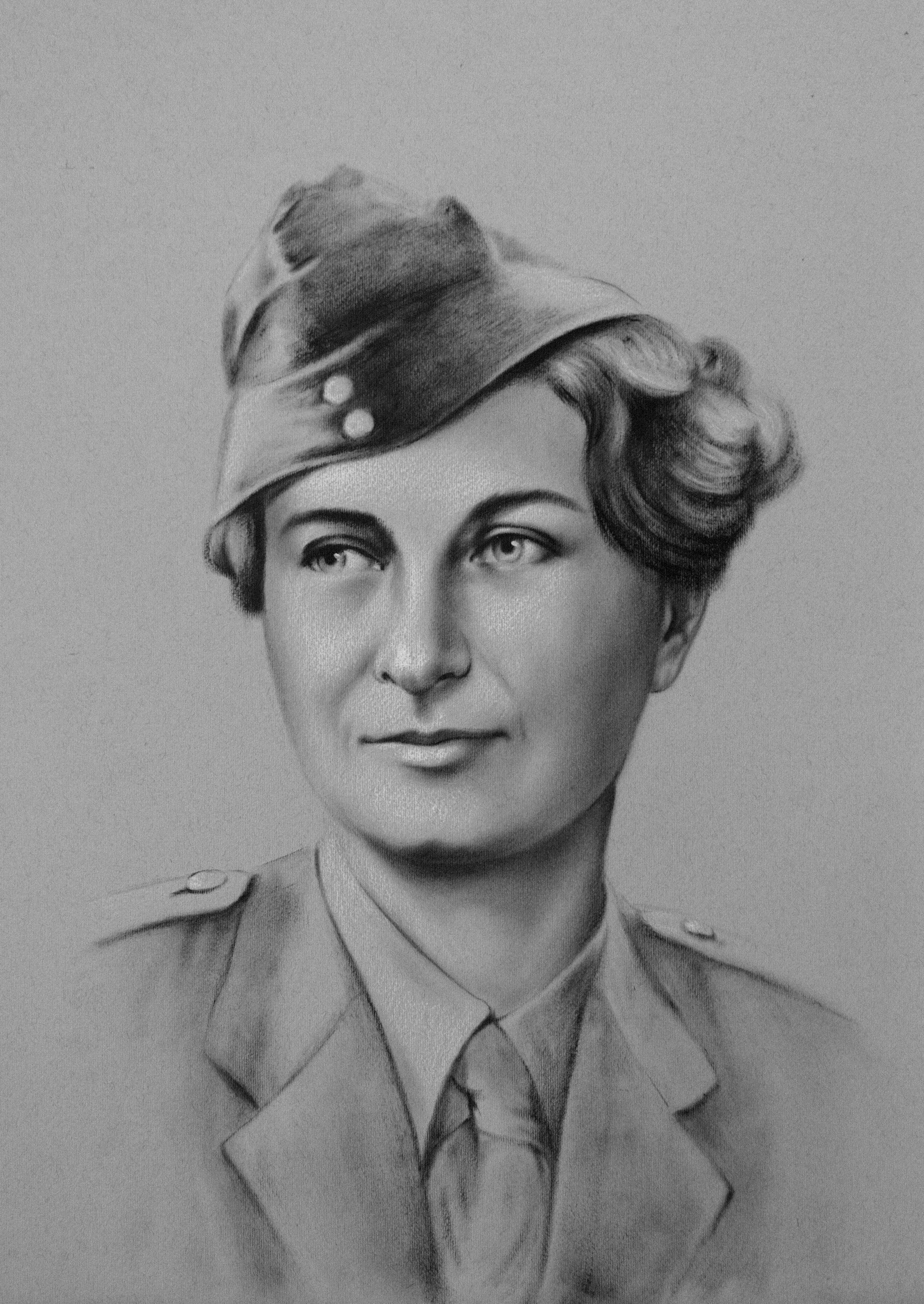
Susan Travers, est une militaire britannique, seule femme immatriculée à la Légion étrangère. Faits d'armes	Bataille de Bir Hakeim et Guerre d'Indochine. Distinctions : Chevalier de la Légion d'honneur, croix de guerre 1939-1945, médaille militaire.
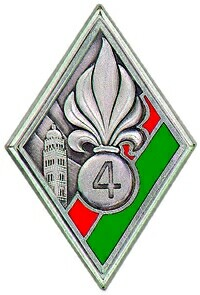
Emblème du 4e régiment étranger, (1937).
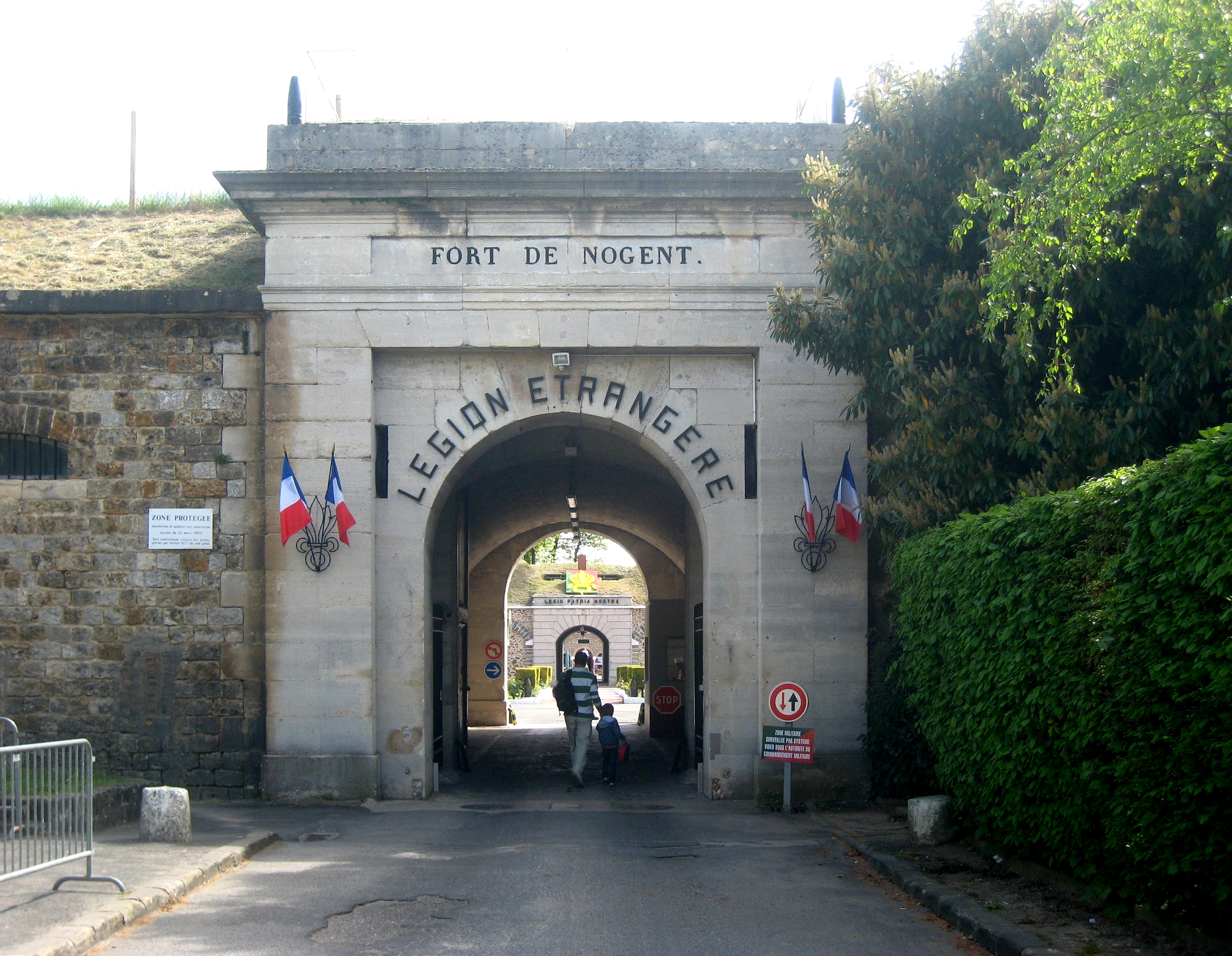
Site Légion étrangère : Entrée du Fort de Nogent à Fontenay-sous-Bois.
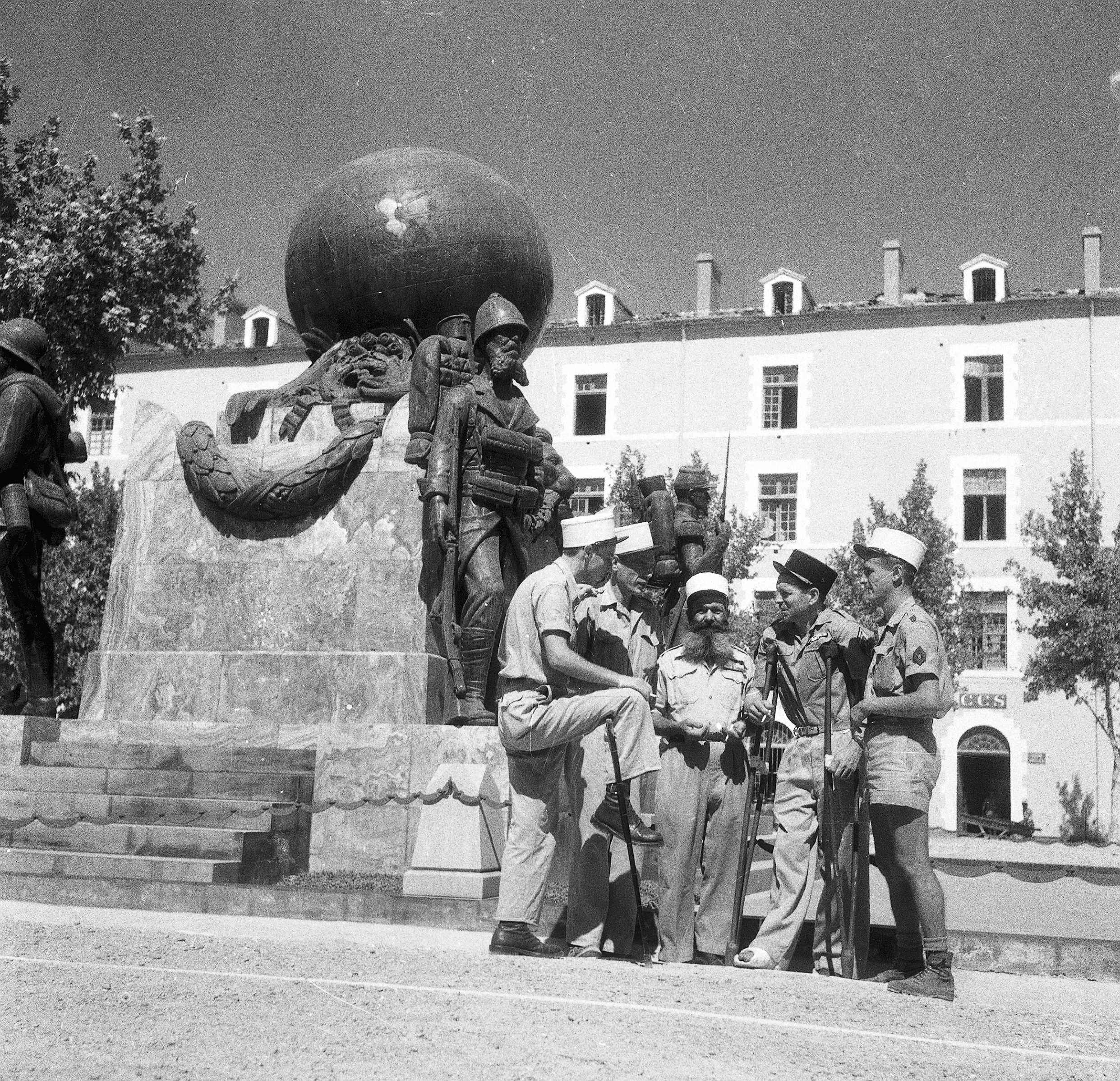
Le monument aux morts de la Légion étrangère à Sidi Bel Abbès.
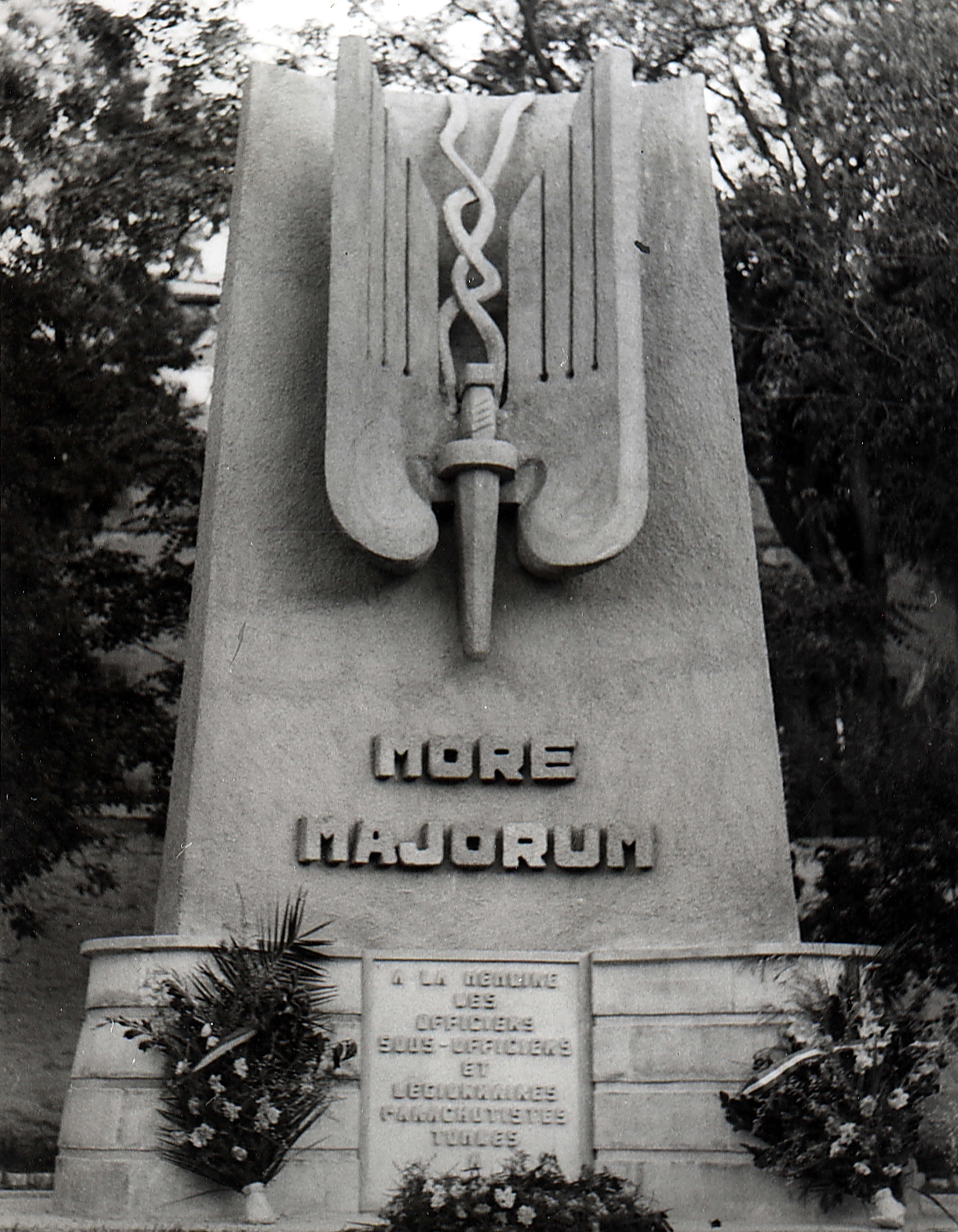
Monument aux morts des légionnaires parachutistes. Devise More Majorum (À la manière des ancêtres), avant le transfert du monument d'Algérie en Corse.
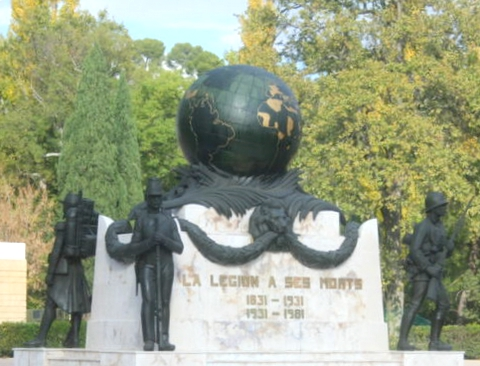
Monument aux morts de la Légion étrangère, Aubagne, France .
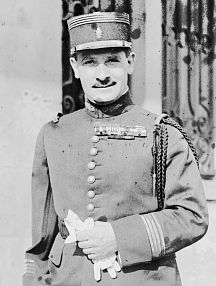
Zinovi Pechkoff, Le héros de la Légion étrangère. En Afrique du Nord, commandant 3e bataillon du 2e régiment étranger d'infanterie, (1940).
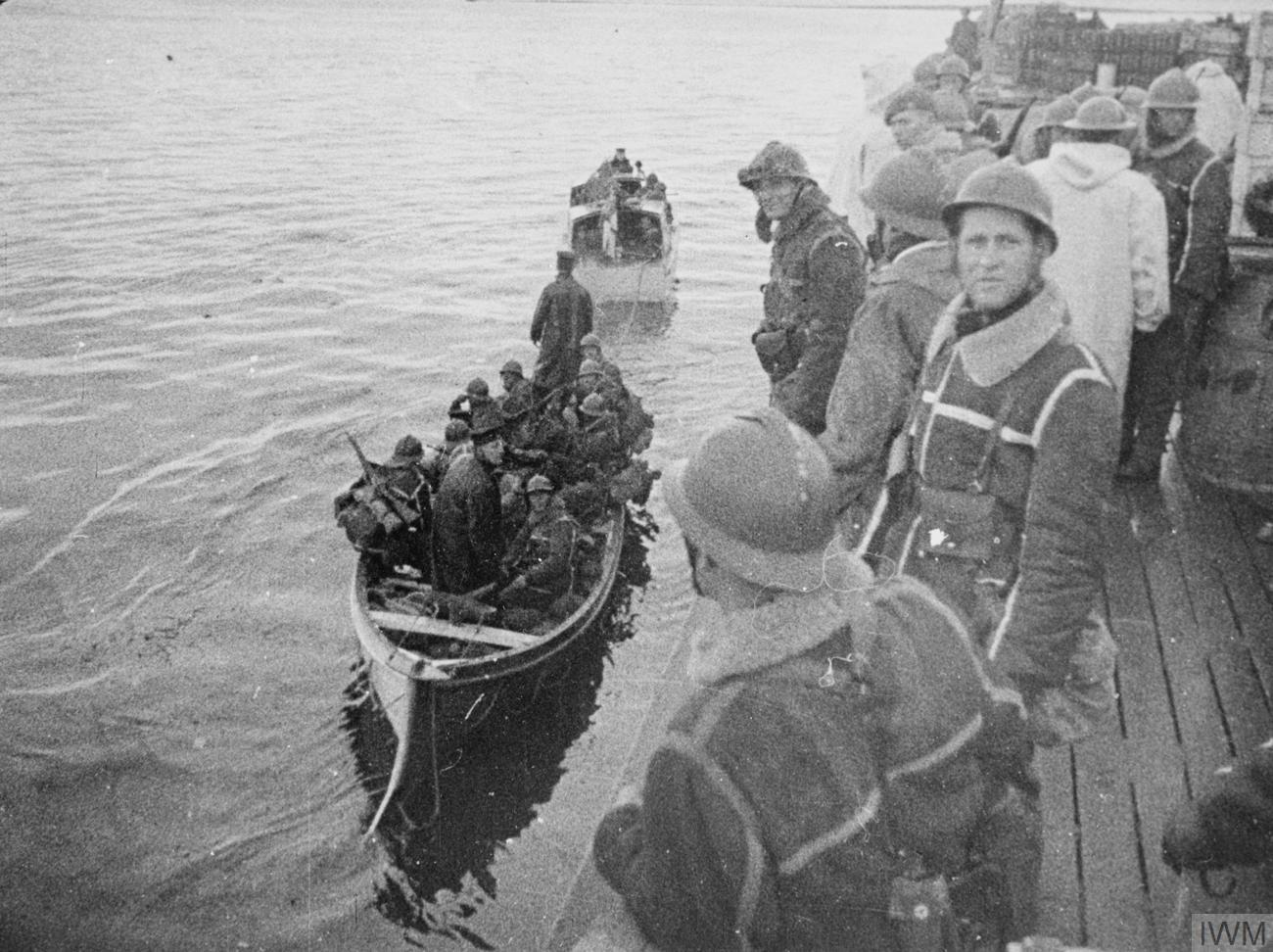
Troupe française Bataille de Narvik, 5 juin 1940.
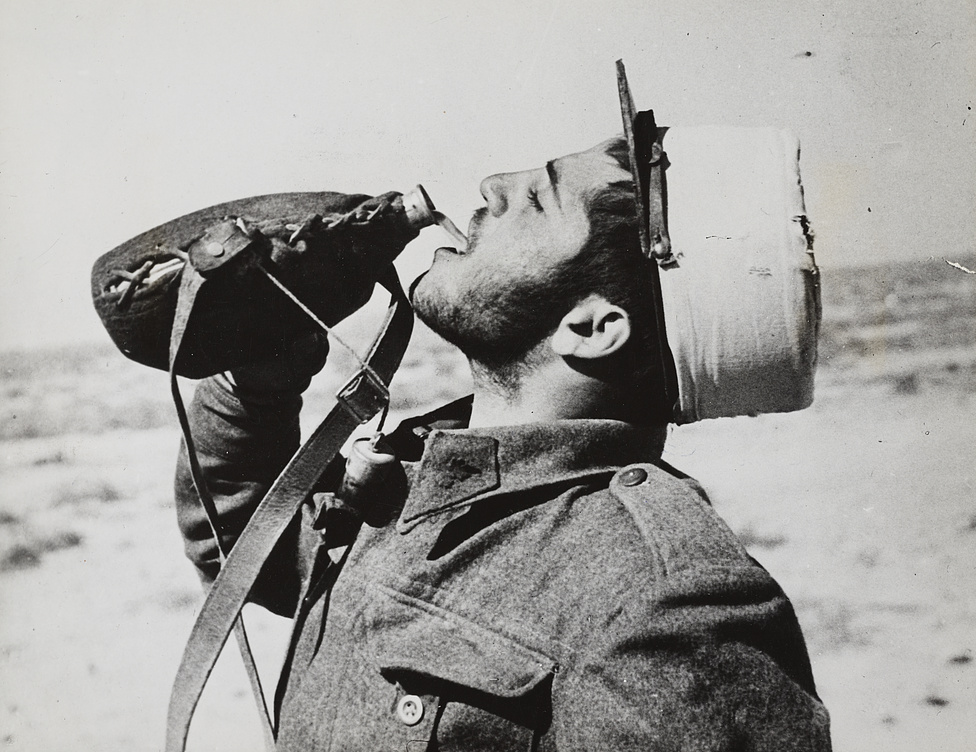
Un légionnaire de la 1re Brigade française libre étanche sa soif dans le désert, Mars 1943.
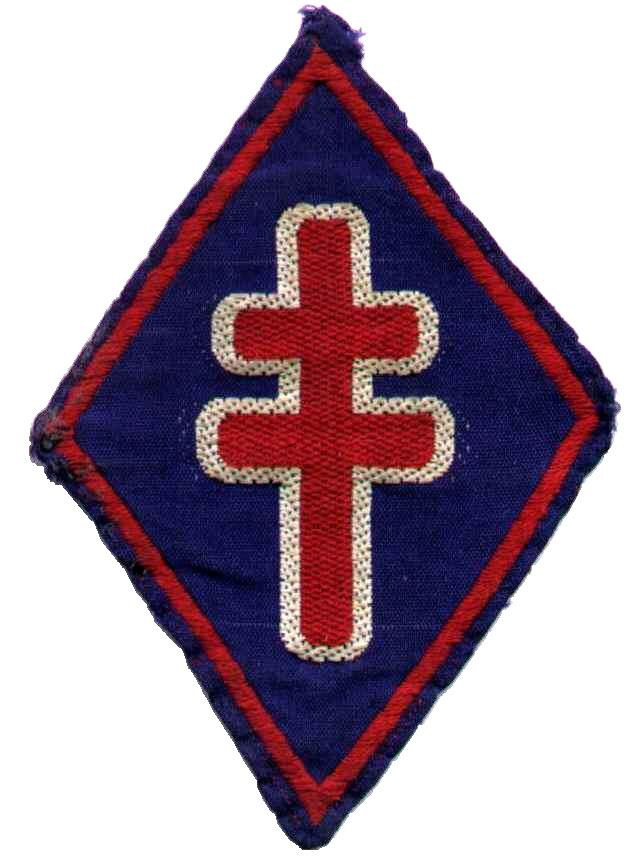
Insigne de la 1re DFL, commandant Raoul Magrin-Vernerey, août 1944.
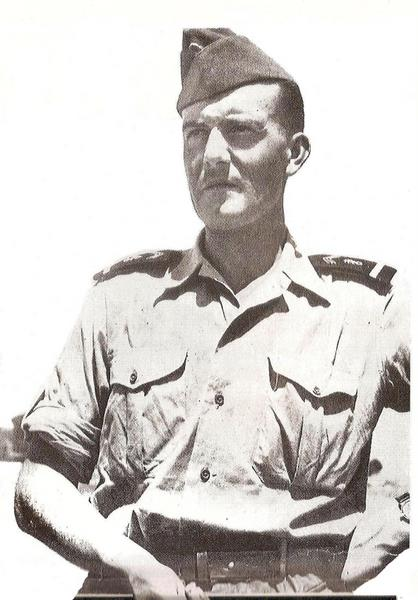
Le sous-lieutenant Bévalot du 3e REI à Phu Tong Hoa, Juillet 1948.
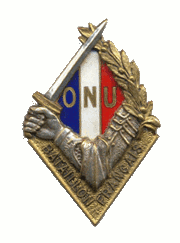
Insigne du bataillon de Corée (156e RI), commandant général de corps d'armée Raoul Magrin-Vernerey (officiellement comme lieutenant-colonel), (1950).
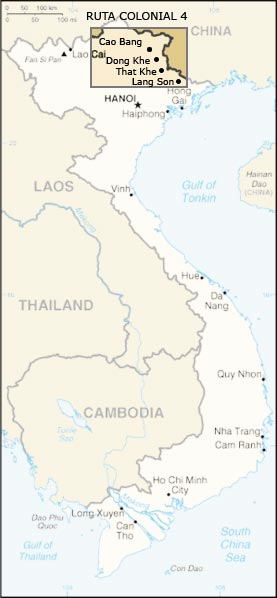
Bataille de la RC 4, participation : 1er BEP, III/3e REI, octobre 1950.
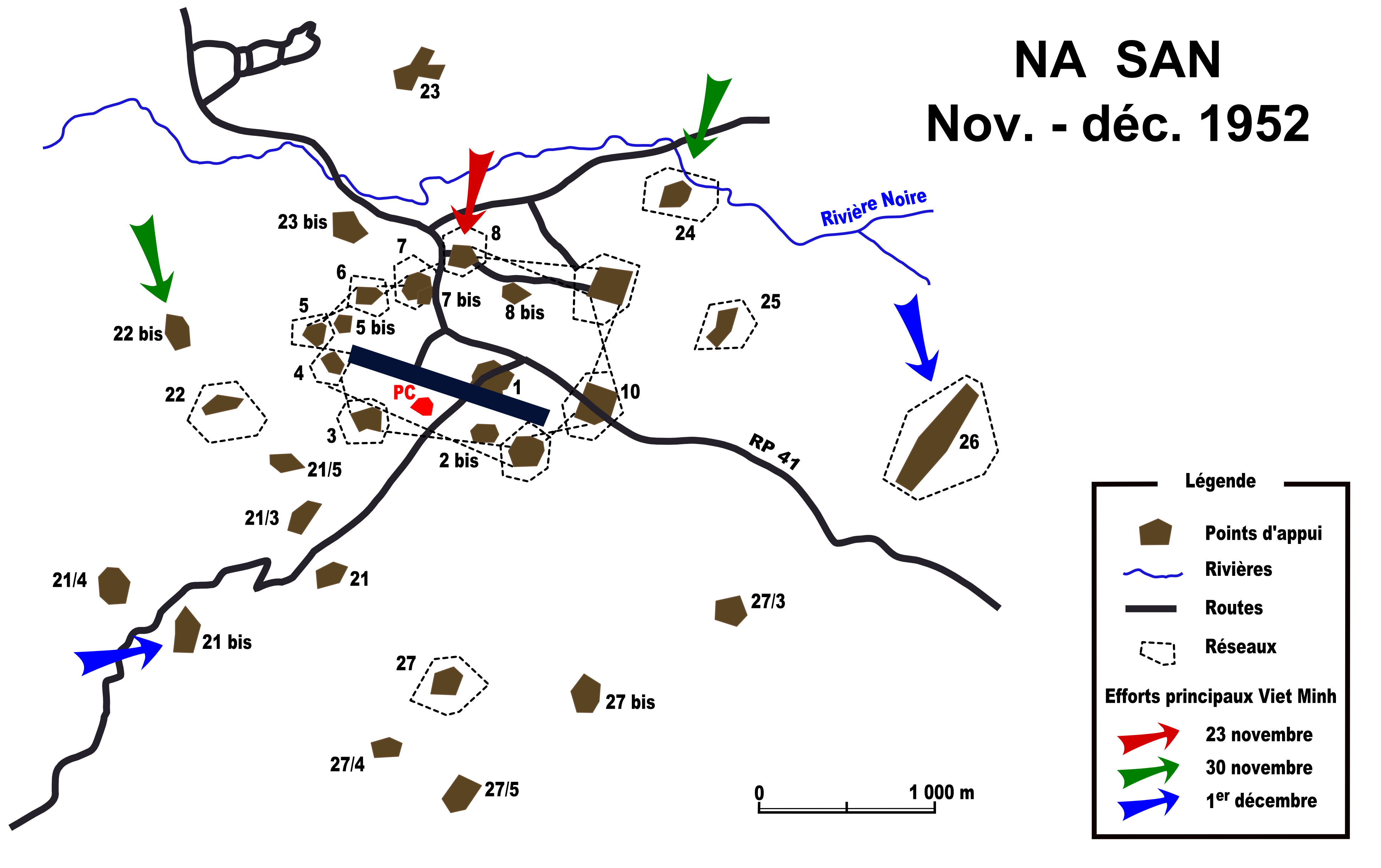
Camp retranché de Na San décembre 1952, colonel Gilles.
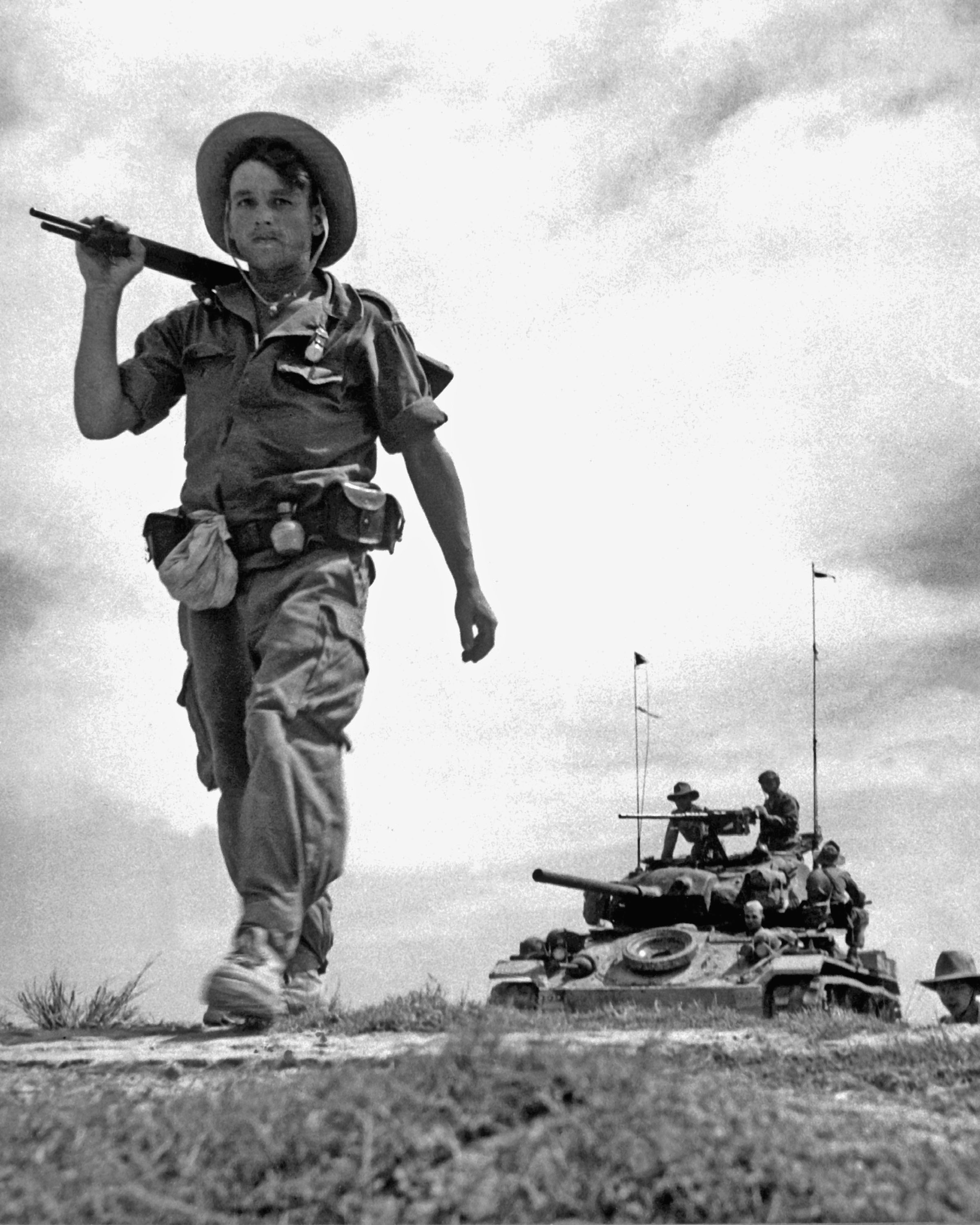
Un légionnaire, marchant au bord d'une rizière entre Hải Phòng et Hanoï, juin 1954.
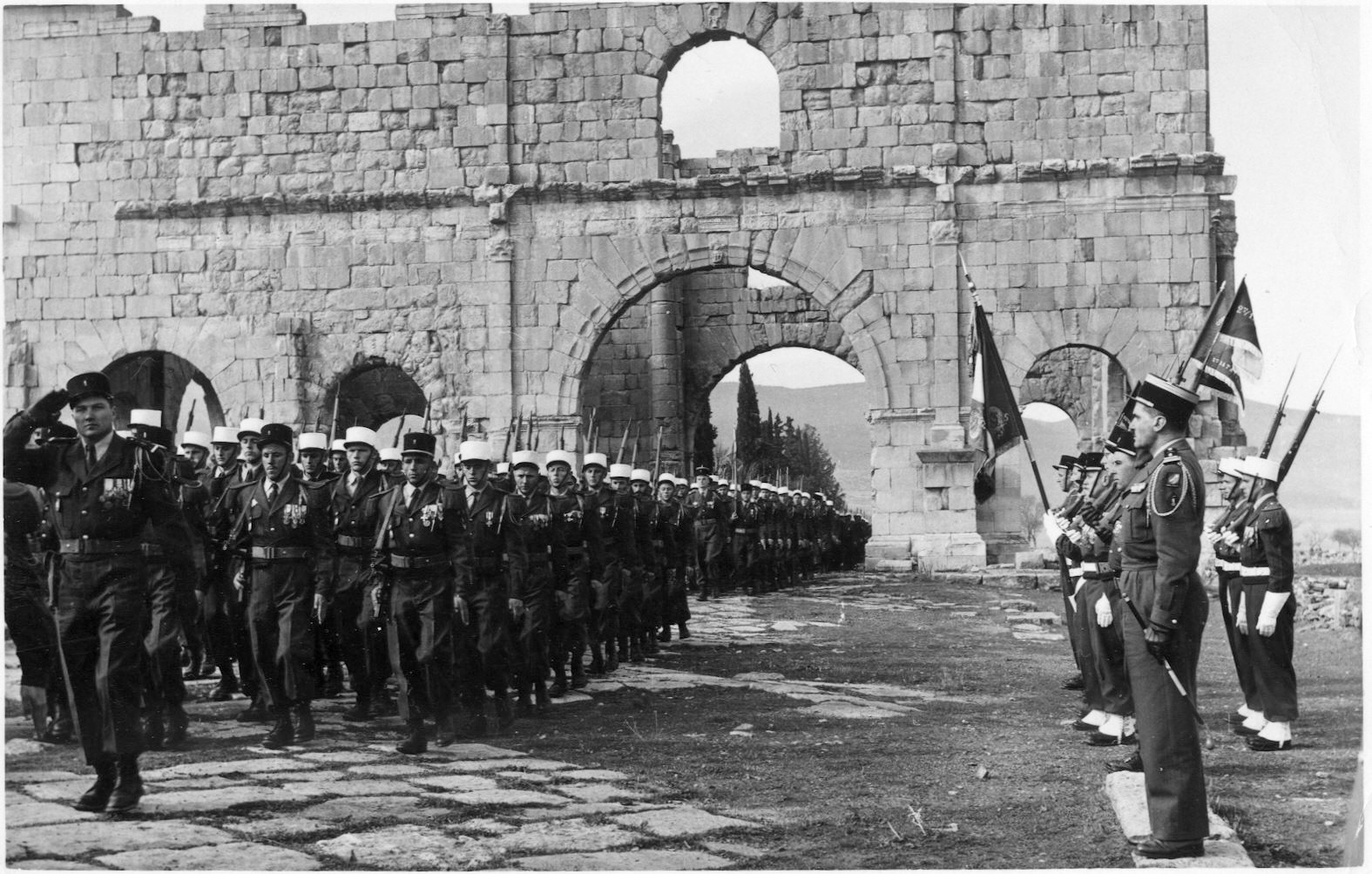
La 13e demi-brigade de Légion étrangère parade en Algérie (vers 1958).
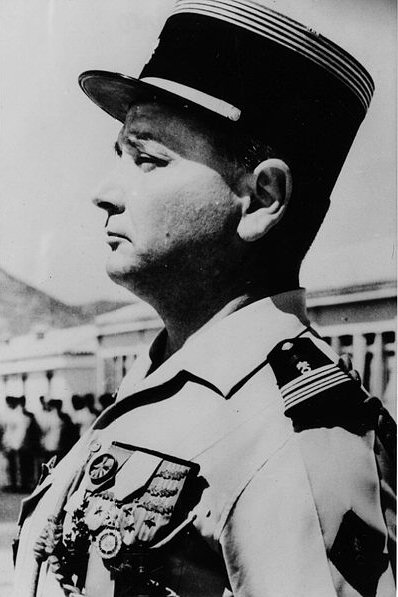
Colonel Paul Arnaud de Foïard, octobre 1967.
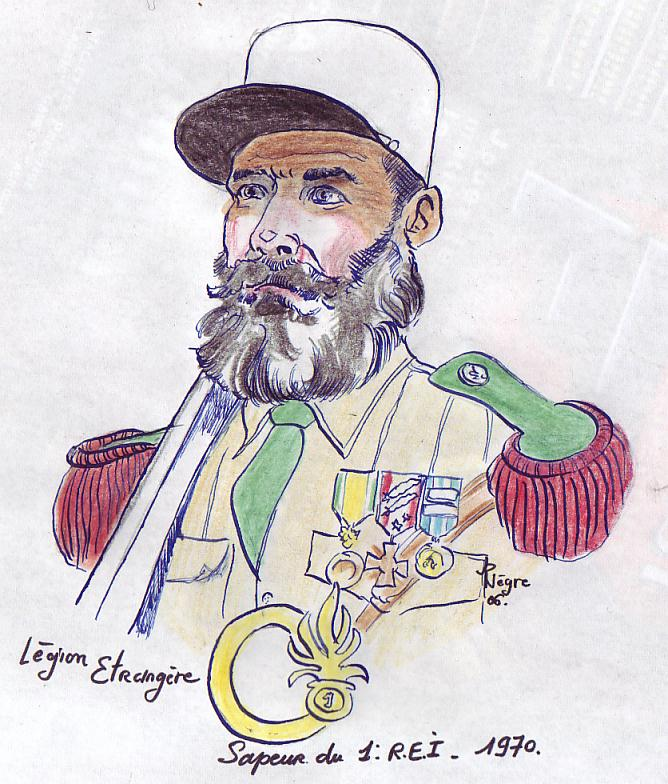
Sapeur de la Légion en 1970.
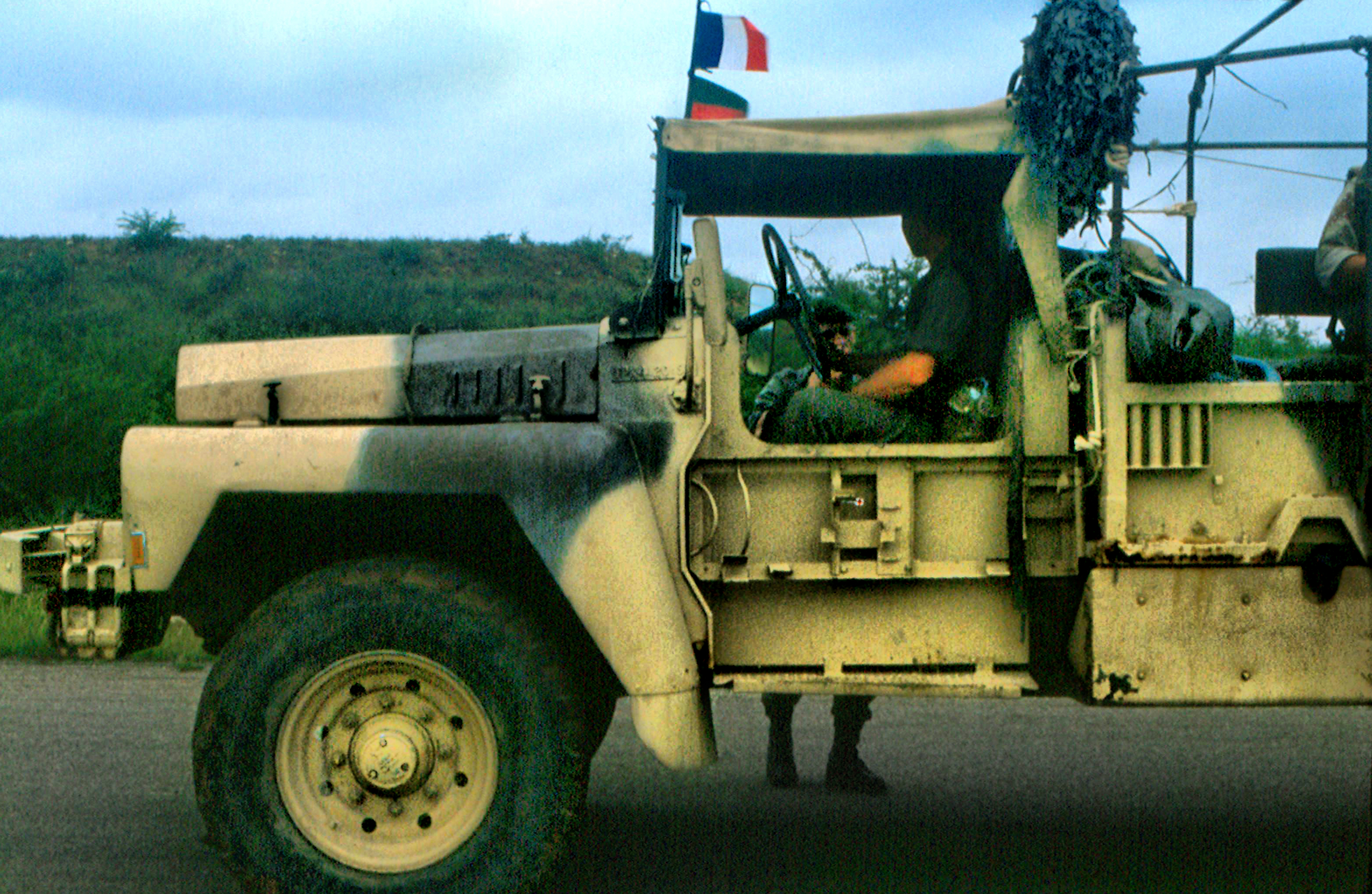
Légionnaires français à l'extérieur de Kismaayo, Somalie, (1992).

### XXIesiècle

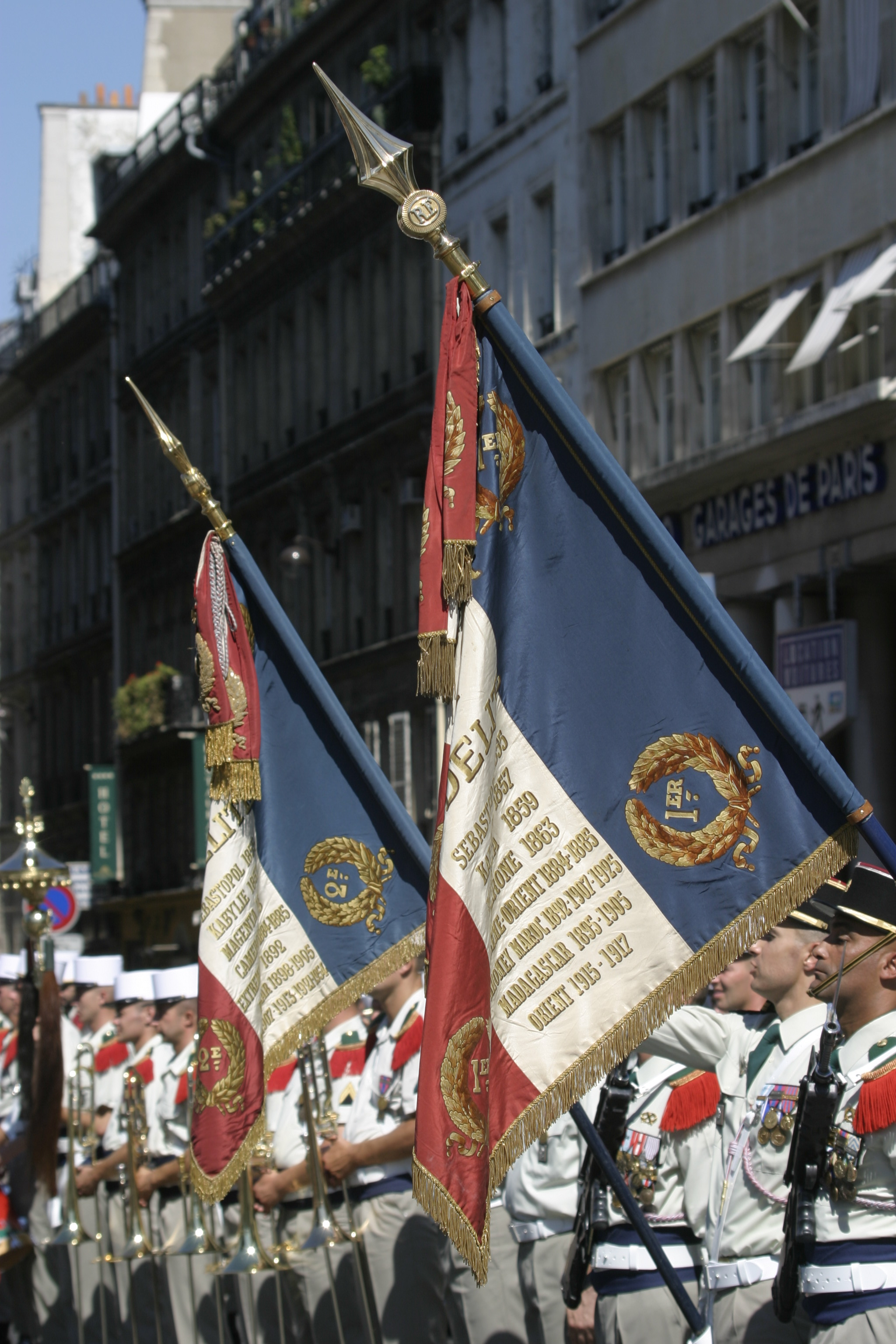
Drapeaux des 1er et 2e régiments étrangers, Paris (2003).
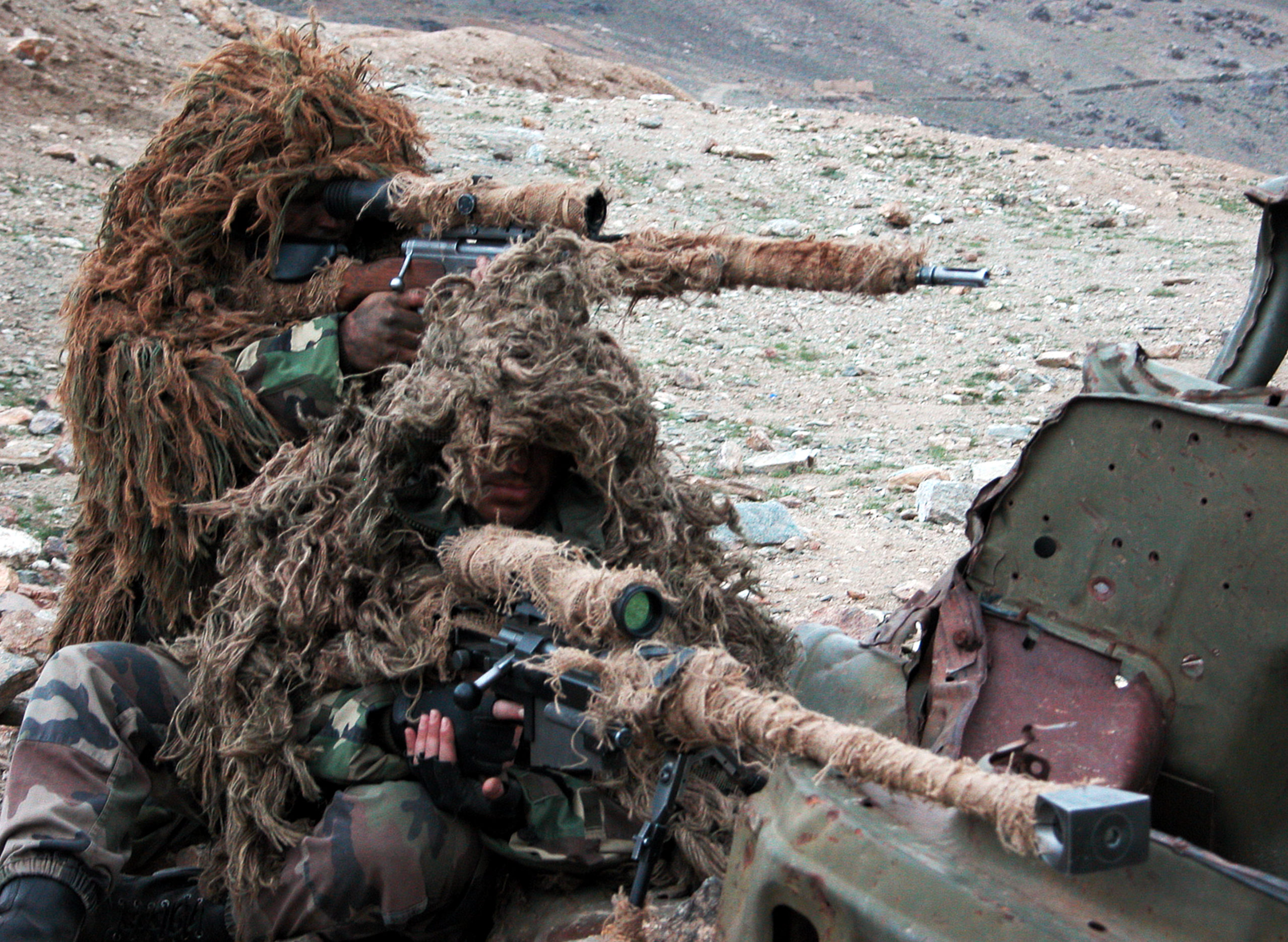
Des tireurs d'élite du 2e REI avec un FR-F2 (celui du haut) et un PGM Hécate II (celui du bas), Afghanistan (2005).
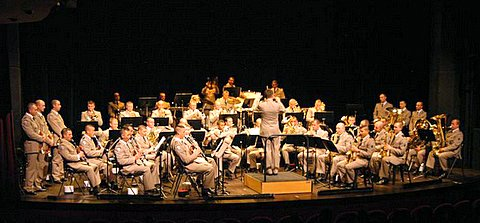
Concert de la Musique de la Légion étrangère à Aubagne (collection de Davric), (2005).
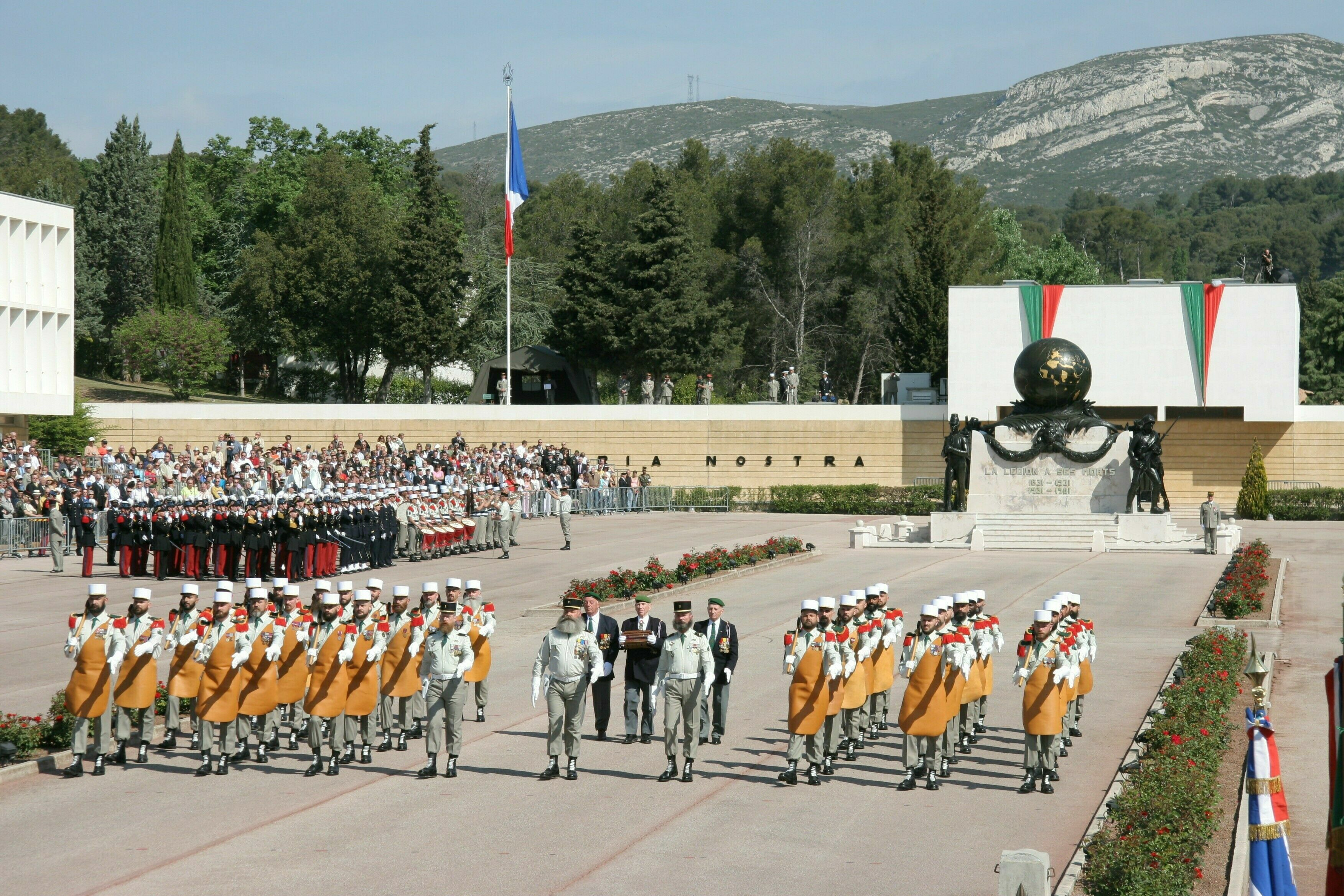
Défilé des pionniers lors de la cérémonie de Camerone en 2006 au quartier capitaine Danjou à Aubagne (fr).
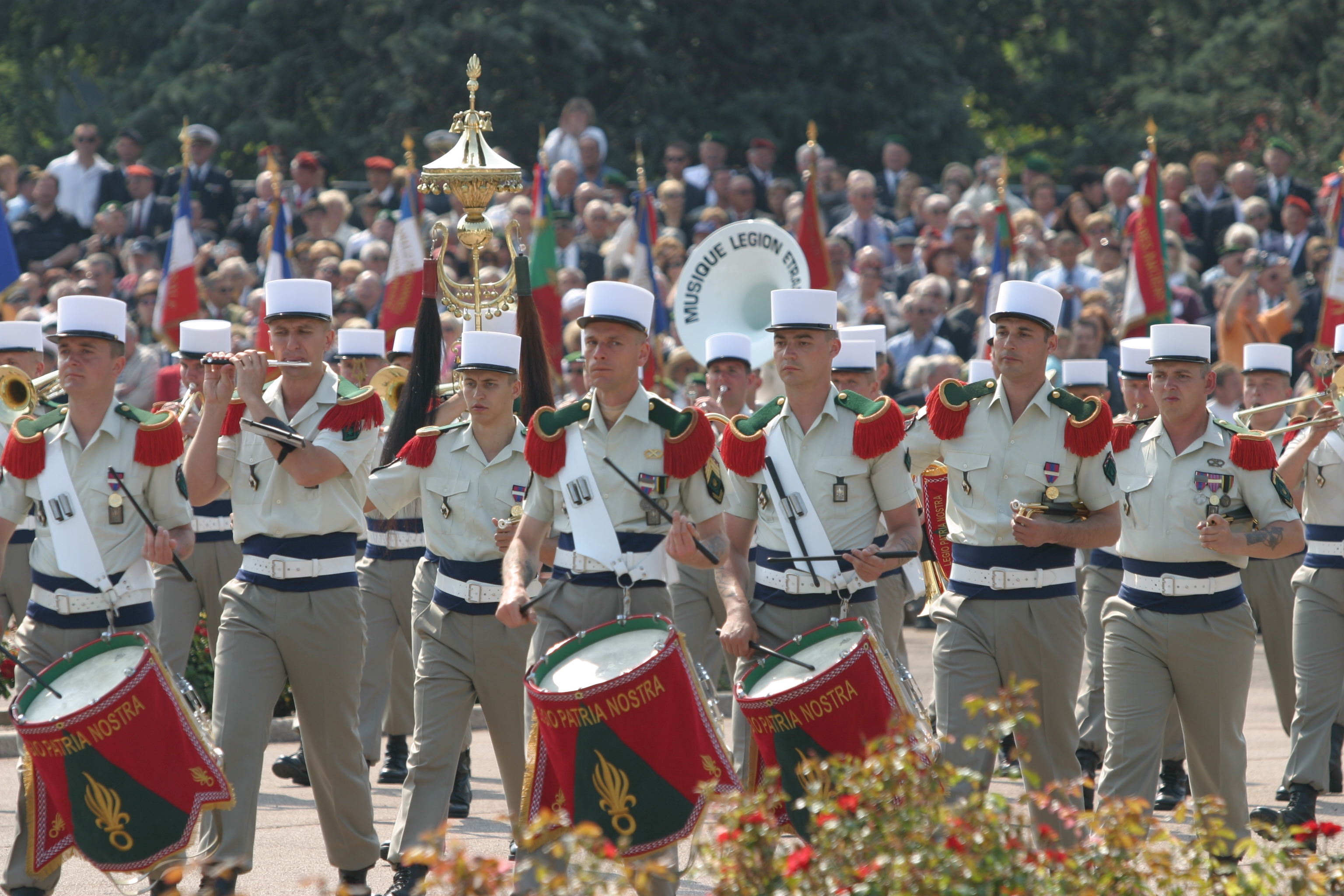
Cérémonie commémorative du combat de Camerone à Aubagne, (2007).
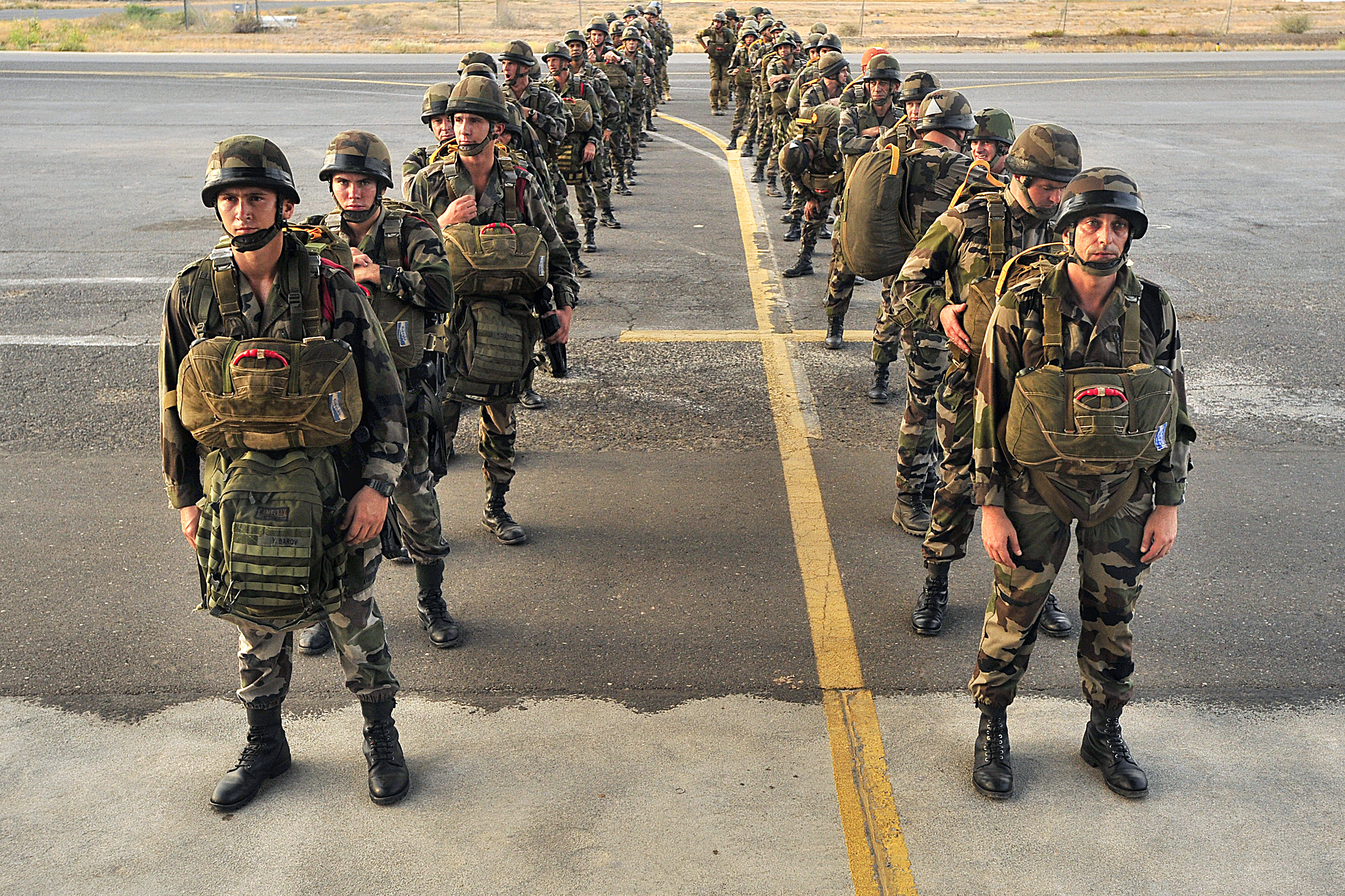
Légionnaires français attendant pour embarquer sur un C-160 Transall, base de Djibouti. 30 juin 2009
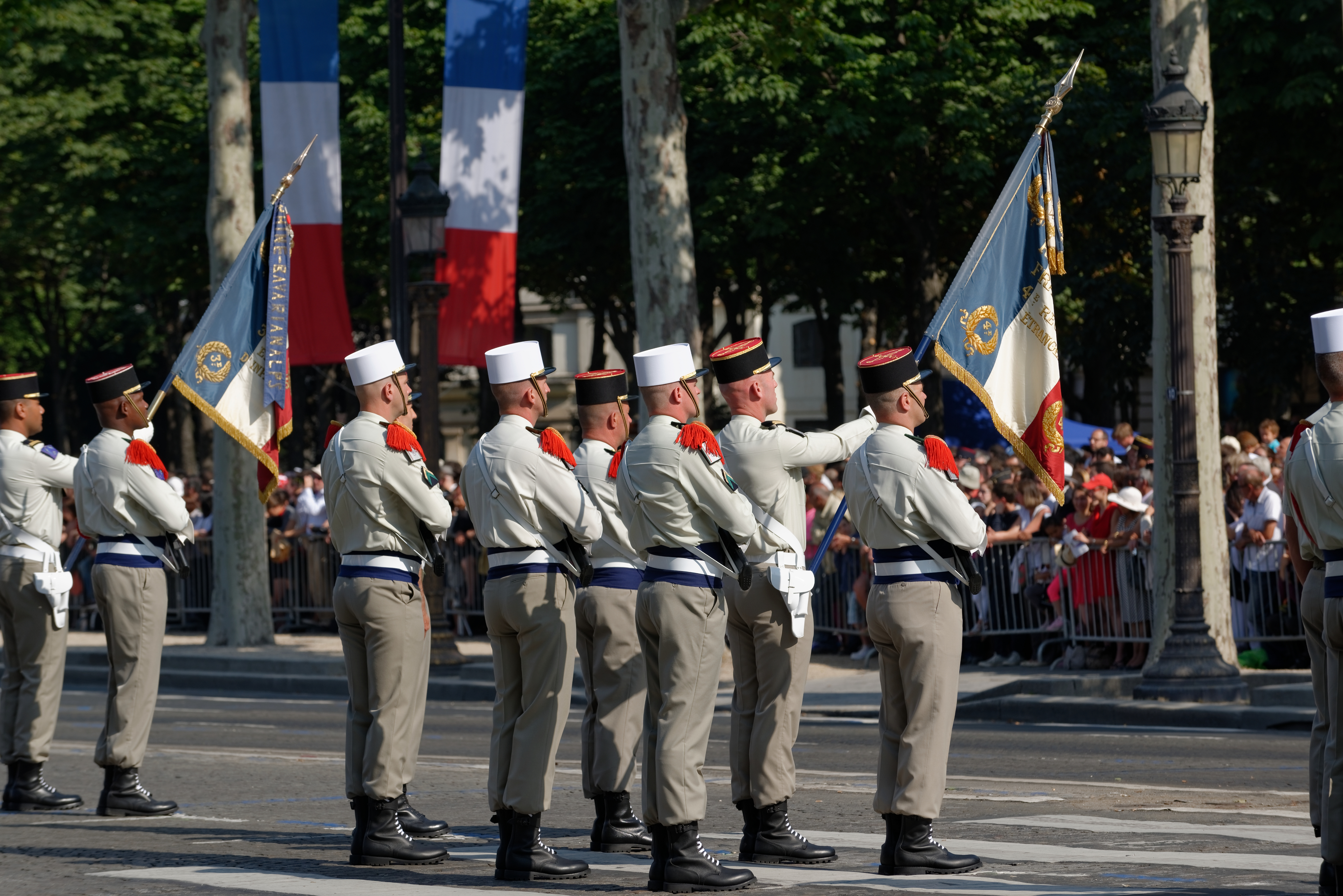
Gardes au drapeau du 3e REI (à gauche) du 4e RE (au centre) et du 2e REP (à droite) lors du défilé du 14 juillet 2013 sur l'Avenue des Champs-Élysées à Paris.
Légionnaires français lors d'un exercice bilatéral avec l'US Marine Corps. Camps des Garrigues, 30 octobre 2013.
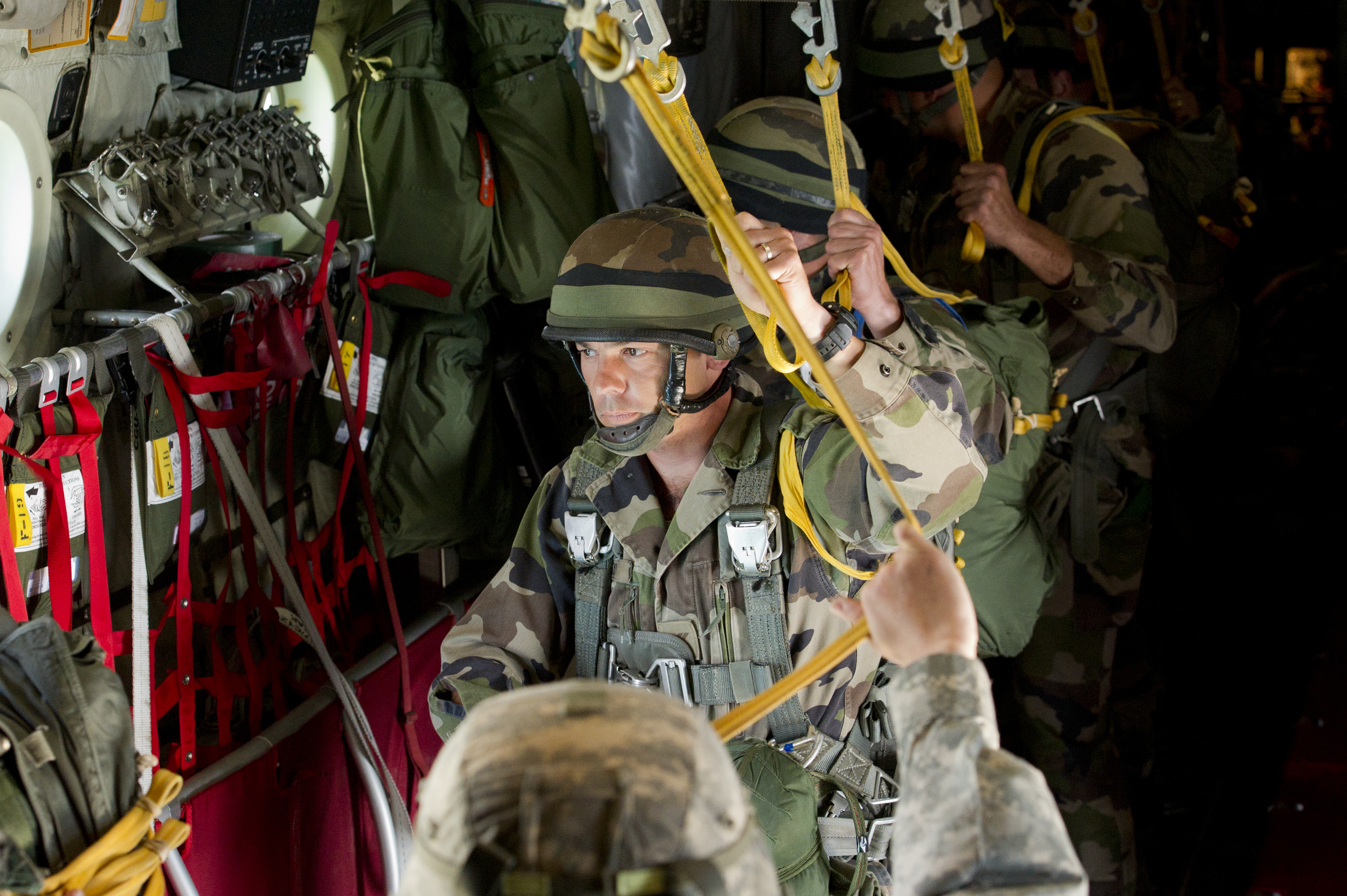
Parachutistes du 2e REP, se préparant à sauter d'un C-130H Hercules, le 28 mai 2014.
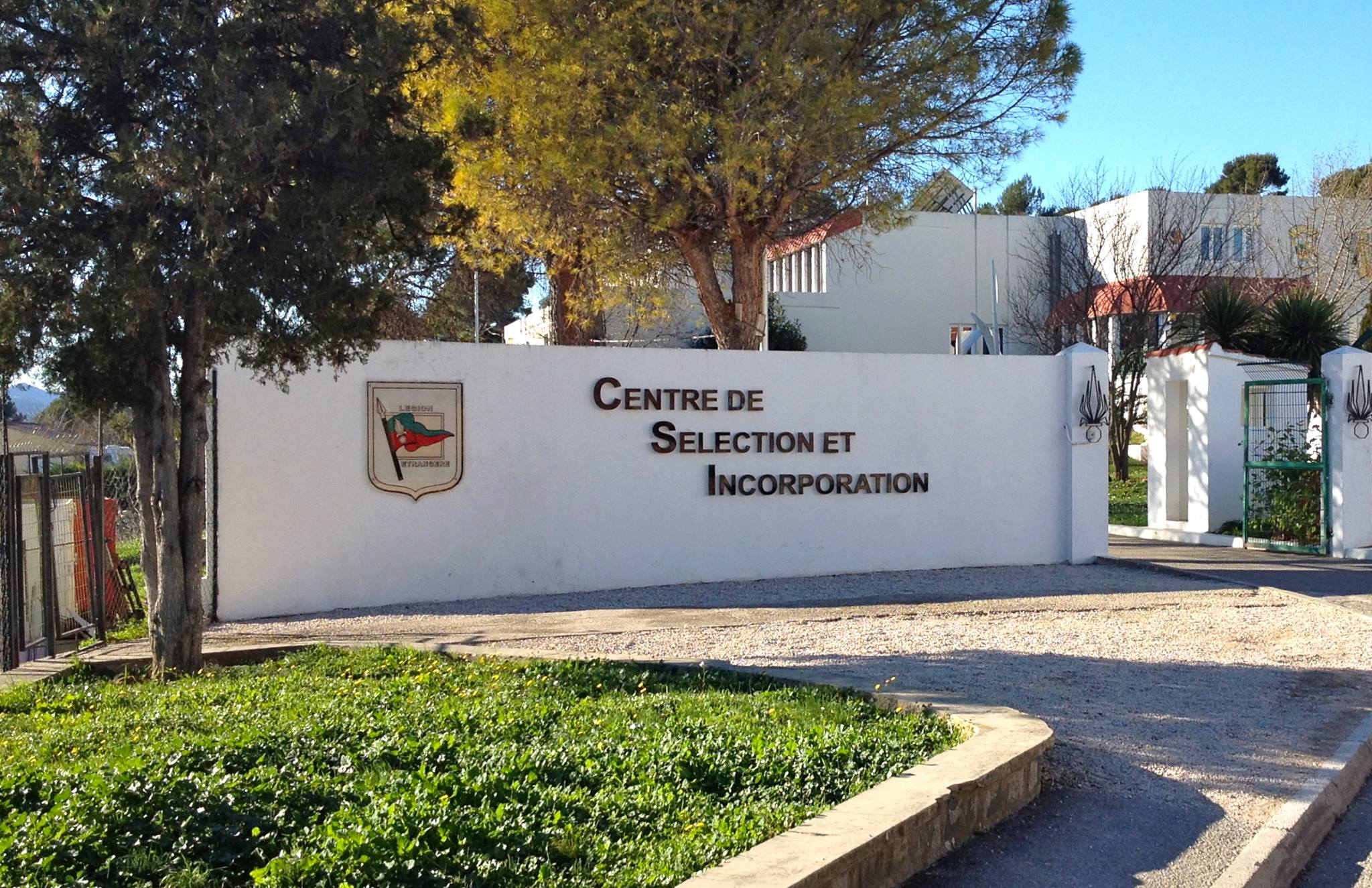
Entrée principale du centre de recrutement de la Légion étrangère française à Aubagne, 24 juillet 2016.
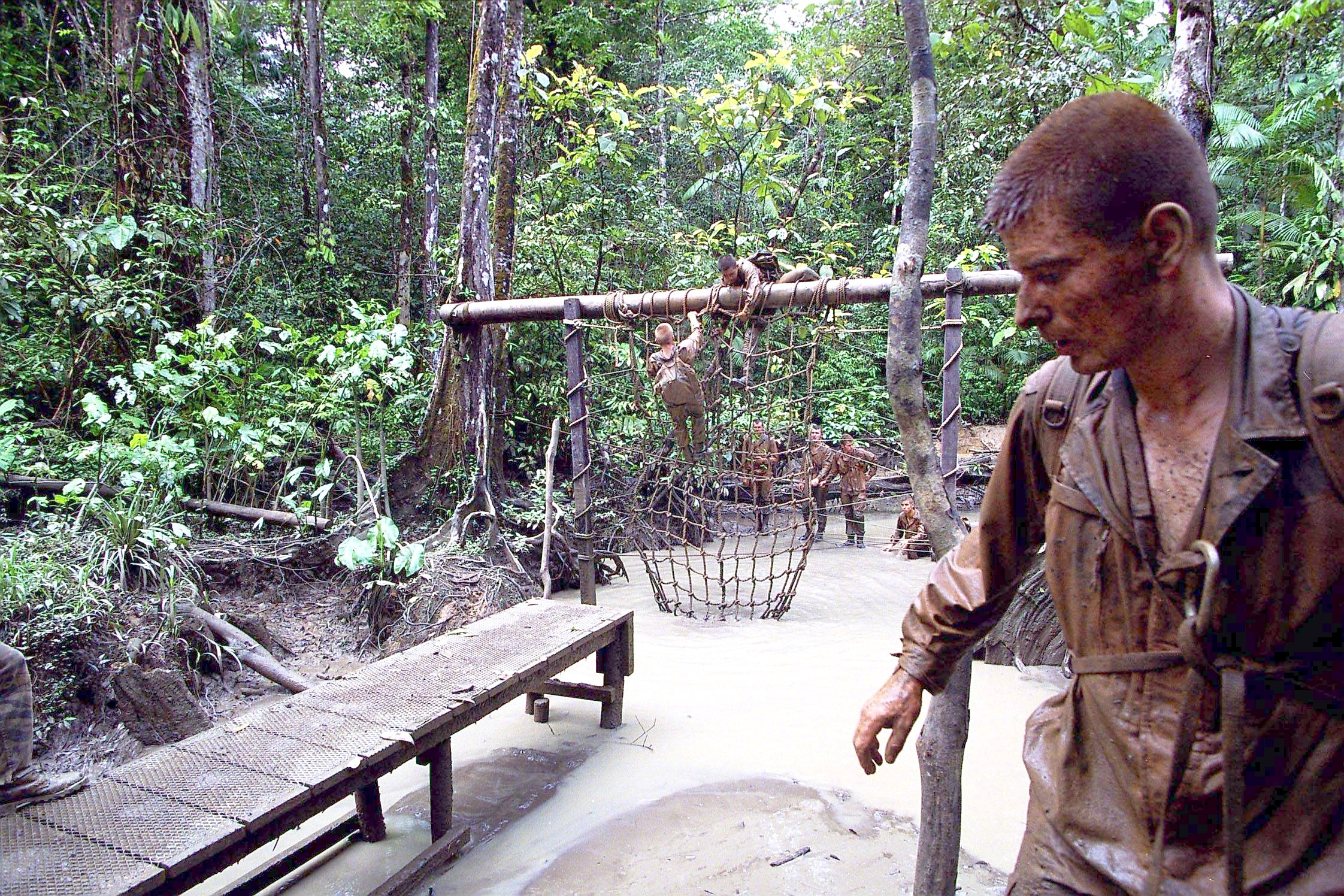
Piste au Centre d'entraînement en forêt équatoriale du 3e Régiment étranger d'infanterie (Guyane - France).
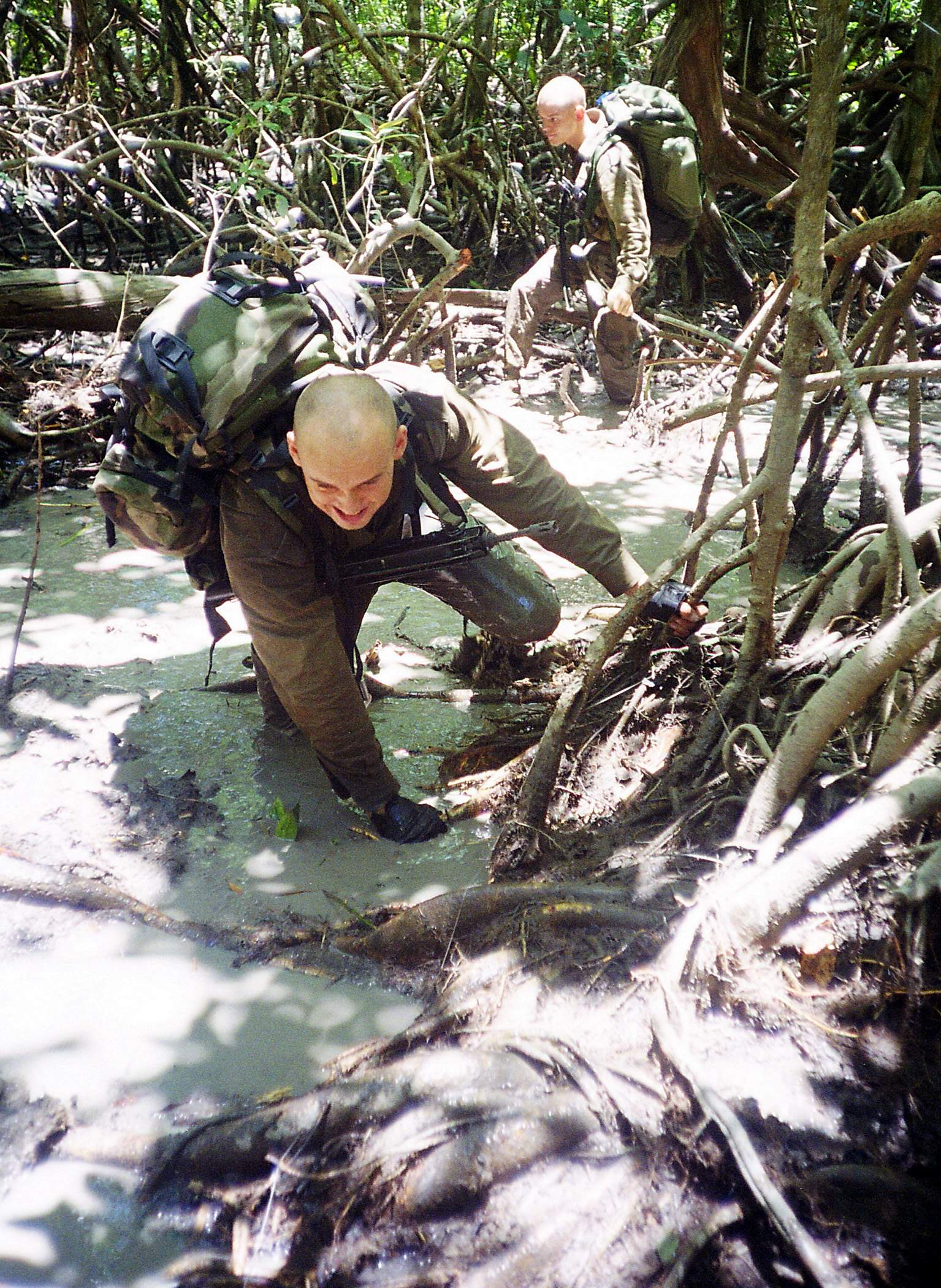
Progression en forêt au 3e régiment étranger d'infanterie à Kourou en Guyane (France).

## Sigles et abréviations
Liste des abréviations non exhaustive, par ordre alphabétique des termes militaires :
- ACAH (mines) : antichar à action horizontale
- ACP : antichar courte portée
- ALAT : Aviation légère de l'Armée de terre
- AOR : aire opérationnelle de responsabilité
- BATINF : bataillon d'infanterie
- BB : brigade blindée
- BLB : brigade légère blindée
- BP : brigade parachutiste
- CDG : chef de groupe
- CDU : commandant d'unité
- CEMAT : chef d'état-major de l'Armée de terre
- COMOPS : communication opérationnelle
- COS : Commandement des opérations spéciales
- DLB : division légère blindée
- DP : division parachutiste
- EEI : engin explosif improvisé (ou IED)
- EMAT : état-major de l'Armée de terre
- EMT : état-major tactique
- ENB : engin blindé du génie
- FAR : Force d'action rapide
- GTIA: groupement tactique interarmes
- IFOR : implementation force
- ISAF : International security assistance force (ou FIAS)
- LRAC : lance-roquettes antichars
- MCP : mise en condition avant projection
- MINEX : mines explosives
- NRBC : nucléaire, radiologique, bactériologique et chimique
- OPEX : opération extérieure
- PC : poste de commandement
- QG : quartier général
- REG : régiment étranger de génie
- REI : régiment étranger d'infanterie
- REP : régiment étranger parachutiste
- RPG : rocket-propelled grenade (lance-roquettes)
- SOUVIM : système d'ouverture d'itinéraire miné
- TFLF : task-force Lafayette
- TP : tireur de précision
- UCL : unité de commandement et de logistique
- VAB : véhicule de l'avant blindé
- VAC : véhicule articulé chenillé (ou VHM)
- VB2L : véhicule blindé léger long
- VBCI : véhicule blindé de combat de l'infanterie
- VBL : véhicule blindé léger
- VLRA : véhicule léger de reconnaissance et d'appui
- ZPH : zone de poser d'hélicoptères

## Sources
- Ministère de la Défense - État-Major des armées : Opérations
- Jean Brunon, Georges Manue et Pierre Carles, Le livre d'or de la légion étrangère : (1831-1976), Paris ; Limoges, Charles-Lavauzelle, 1976, 507 p. (ASIN B003EEURVQ)
- Eugène Lanusse, L'abbé Lanusse,... Les Héros de Camaron. Préface par Boyer d'Agen, Librairie Marpon & Flammarion, coll. « « édition de 1891 » », 1970 (ASIN B01MXMR4V0)
- Eugène Lassus, Les Héros de Camaron, Librairie Marpon & Flammarion, coll. « Nouvelle, revu et corrigé », 2012 (ASIN B007GBCJQ4)
- Evelyne Maradan, Les Suisses et la Légion étrangère de 1831 à 1861, Autajon-Marsens, 1970 (ASIN B01N40AA8N)
- Général (cr) Robert Huré, L'Armée d'Afrique: 1830-1962, Charles-Lavauzelle, 1977 (ASIN B000X09GJS)
- V. Devoisins, Expeditions de Constantine, Kessinger Publishing, coll. « édition originale : 1840 », 2010 (ISBN 978-1-167-78961-8)
- Jean-Paul Mahuault, E.V.D.G. : Engagés Volontaires pour la Durée de la Guerre à la Légion étrangère, Paris, Grancher, coll. « Témoignages pour l'histoire », 2013, 319 p. (ISBN 978-2-7339-1251-5)
- Janier Charles, Dictionnaire Opex : Opérations extérieures de l’armée française depuis 1945, SPE Militaria, coll. « Histoire », 2015, 105 p. (ISBN 979-10-94311-05-9)
- Sahel : Les effectifs de l’opération Barkhane : site/OPEX360 : .

### en langues étrangères
- Pierre Dufour (trad. Tony Kemp), La Légion étrangère, 1939-1945, Bayeux, Heimdal, 2000, 256 p. (ISBN 978-2-84048-130-0).
- (en) Jean-Pierre Hallo, Monsieur Légionnaire : l'homme et ses traditions, Panazol, Lavauzelle, 1994, 348 p. (ISBN 978-2-7025-0370-6).
- (en) Susan Travers et Hélène Prouteau, Tant que dure le jour, Plon, 2001, 361 p. (ISBN 978-2-259-19289-7)
- (pl) Zbigniew Truszczyński, Afrykańskie wędrówki z Legią Cudzoziemska, Varsovie, Dom Wydawniczy Bellona, 2002 (ISBN 83-11-09386-5).
- (de) Thomas Gast, Die Legion : mit dem 2e Rep in den Krisenherden dieser Erde, Stuttgart, Motorbuch-Verlag, 2010, 279 p. (ISBN 978-3-613-03154-8)
- (de) Thomas Gast, Guyana : Faszination Fremdenlegion, Kehl, Rhein, Epee Edition, 2013, 321 p. (ISBN 978-3-943288-19-3)
- (de) Eckard Michels, Deutsche in der Fremdenlegion 1870-1965 : Mythen und Realitäten, Paderborn, Schöningh, coll. « Krieg in der Geschichte » (no 2), 1999, 362 p. (ISBN 978-3-506-74471-5)

### Infographies et dossiers
- Benoît Hopquin, « Lazare Ponticelli, le dernier poilu français », Le Monde,‎ 2 novembre 2018 (lire en ligne, consulté le 26 janvier 2019)
- Alain Barluet, « L'« effet Légion » profite au plateau du Larzac », Le Figaro,‎ 19 février 2019 (lire en ligne, consulté le 30 mars 2019)
- Luc Lenoir, « Barkhane: le journal d'un officier de Légion », Le Figaro,‎ 22 mars 2019 (lire en ligne, consulté le 30 avril 2019)
- François Sureau, « Contes de la Légion étrangère », La Croix,‎ 30 avril 2019 (lire en ligne, consulté le 18 mai 2019)
- Adrien Jaulmes, « Yannick Lallemand, l’aumônier de la légion qui a sauté sur Kolwezi », Le Figaro,‎ 16 mai 2019 (lire en ligne, consulté le 18 mai 2019)
- Jean-Louis Tremblais, « Les secrets de la Légion étrangère, un modèle qui fait la fierté de la France », Le Figaro,‎ 26 février 2021 (lire en ligne, consulté le 26 février 2021)

### SiteINA
Divers vidéo
- Lazare Ponticelli, s'engage dans la Légion étrangère en 1914., visité le 11 novembre 2016.
- Fête de la Légion étrangère à Sidi Bel Abbès (1er janvier 1946). , visité le 11 novembre 2016.
- Pierre Messmer, compagnon de la Libération, ayant appartenu à la Légion Étrangère. , visité le 10 novembre 2016.